# Ужиткове мистецтво

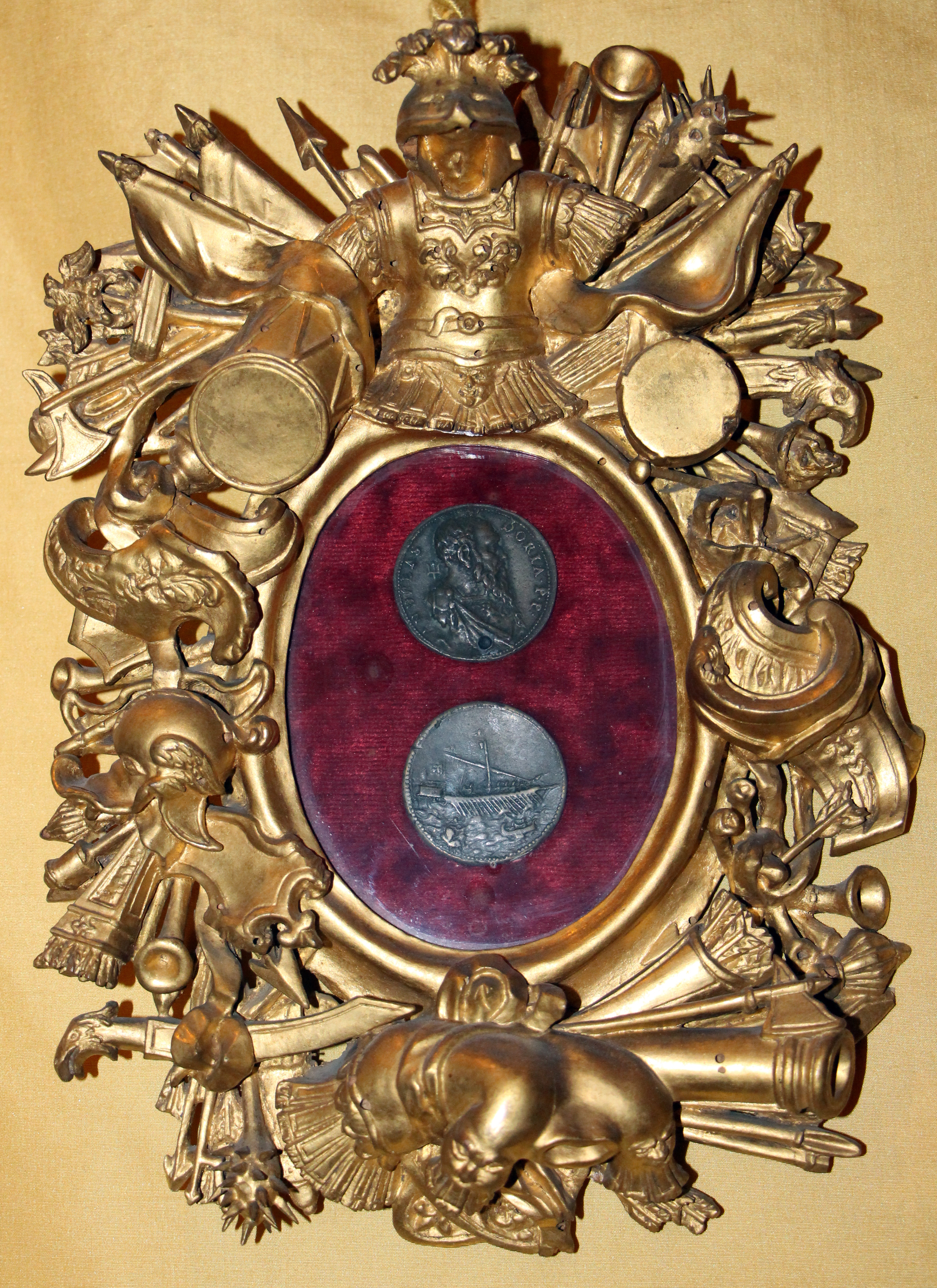
Медальєр Леоне Леоні (1509-1590) «Адмірал Андреа Доріа», аверс та реверс у рамі з військовою арматурою, 1541, Вілла Прінчіпе, Генуя, Італія

Прикладне мистецтво або ужиткове мистецтво — один із видів художньої діяльності, твори якого поєднують естетичні та практичні якості. Межа між ремеслом і мистецтвом (а отже, і між митцем і майстром) є розмитою, про що свідчать терміни «художнє ремесло» або «ужиткове мистецтво» (тобто, прикладне мистецтво). Декоративне означає «прикрашати», а ужиткове — означає, що речі мають практичний вжиток, а не лише є предметом естетичної насолоди. Митцем може бути кожен, незалежно від ступеня професіоналізму в тому чи іншому мистецтві.
Головне завдання прикладного мистецтва — зробити гарним речове середовище людини, її побут. Краса творів прикладного мистецтва досягається завдяки декоративності. Декоративність є єдиним можливим засобом вираження змісту та художньої образності. Поділ прикладного мистецтва на жанри здійснюється за призначенням предмета — меблі, одяг, посуд тощо, за технікою виконання — різьблення, ткацтво, розпис, за матеріалом — дерево, кераміка, текстиль, камінь, лоза, тобто використання природних матеріалів; метали та їх сплави, пластмаси, скло, порцеляна, папір та ін., тобто використання штучних, винайдених людиною матеріалів.

## Кераміка

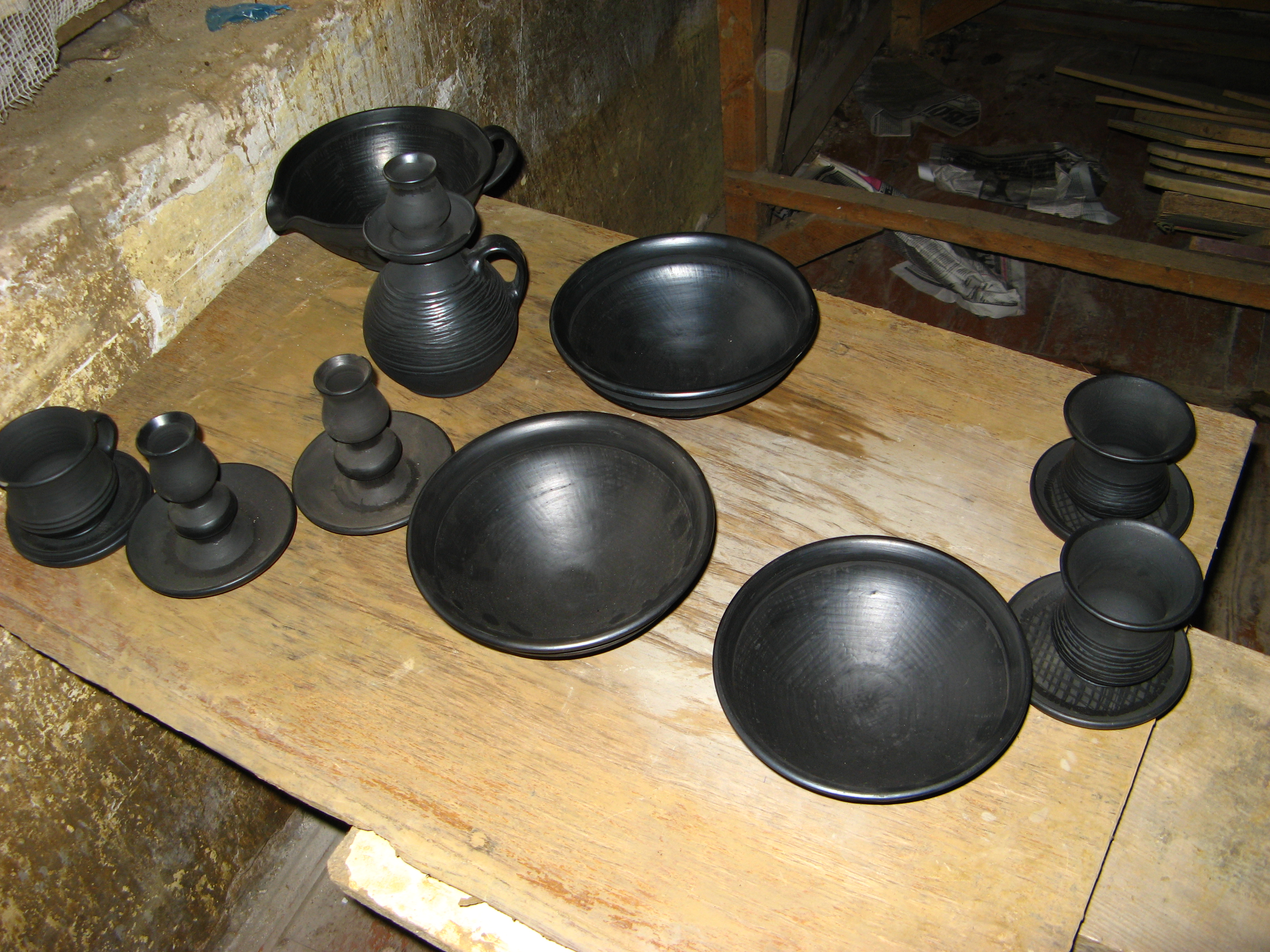
Чорнодимлена Кераміка, Гавареччина, Львівська область.

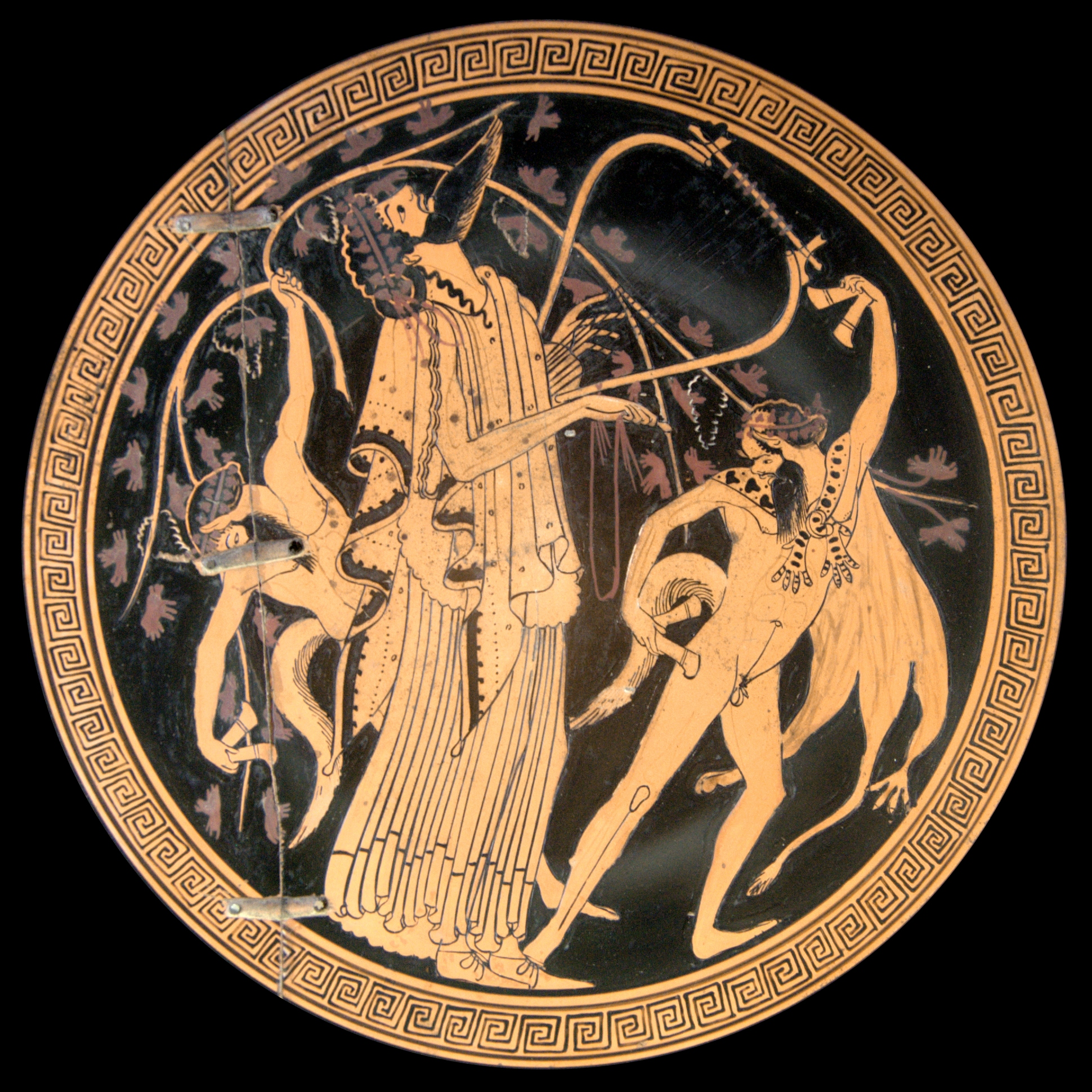
Вазописець Брига. Діоніс і Сатири, тондо кілікса, бл. 480 до нашої ери. Париж, Кабінет медалей.

Глина або суміші глини з додатками — давній матеріал прикладного мистецтва. Після надання потрібної форми і опалювання набуває довготривалості, іменується керамікою. Кераміка та черепки керамічних виробів слугують головним матеріалом вивчення археології поряд з іншими (Трипільська культура в Україні, давньогрецька та ін.)
З'явились свої різновиди кераміки за якістю, довготривалістю та використаними сумішами:
- Кераміка
- ТеракотаДокладніше: Теракота
- Кахлі Докладніше: Кахлі
- МайолікаДокладніше: Майоліка
- ФаянсДокладніше: Фаянс
- ПорцелянаДокладніше: Порцеляна
- Металокераміка та ін.

Дешевизна сировини та здатність витримувати агресивне середовище без істотних змін матеріалу зробили кераміку широко вживаним матеріалом для виготовлення як посуду, так і деталей космічних кораблів тощо.

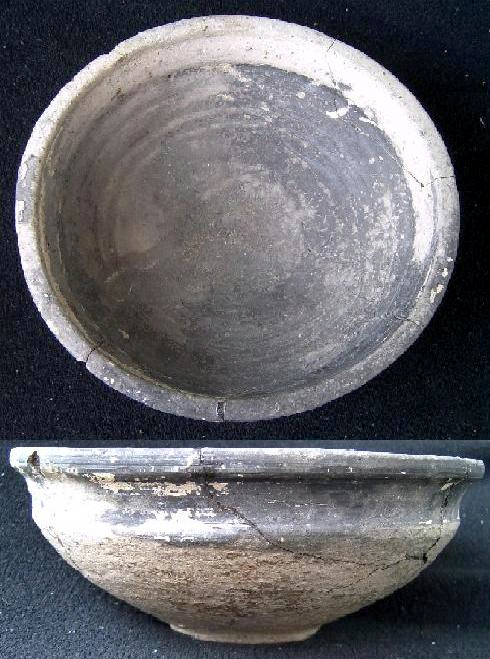
Простонародна кераміка античного Риму з розкопів
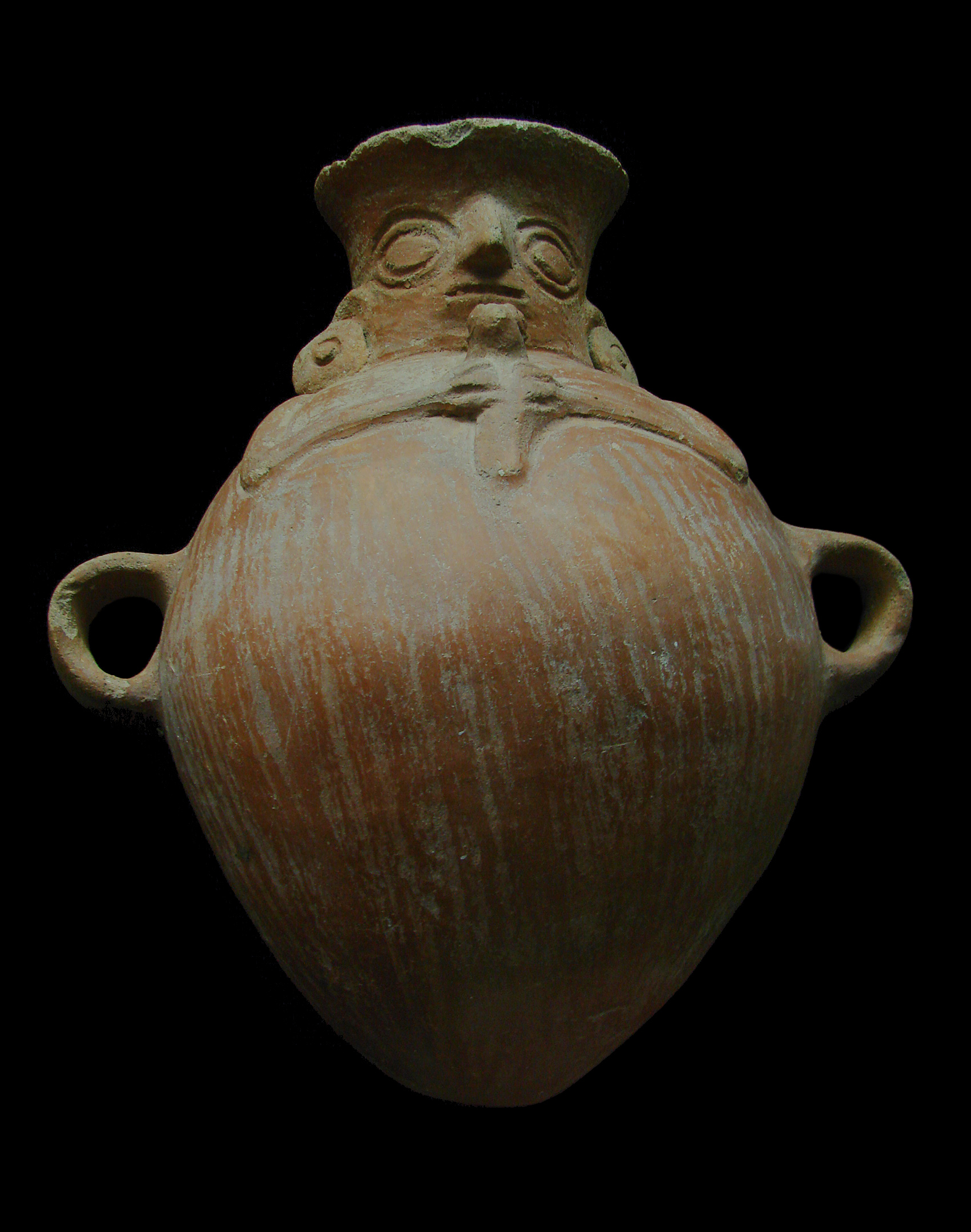
Інки. Антропоморфна кераміка.
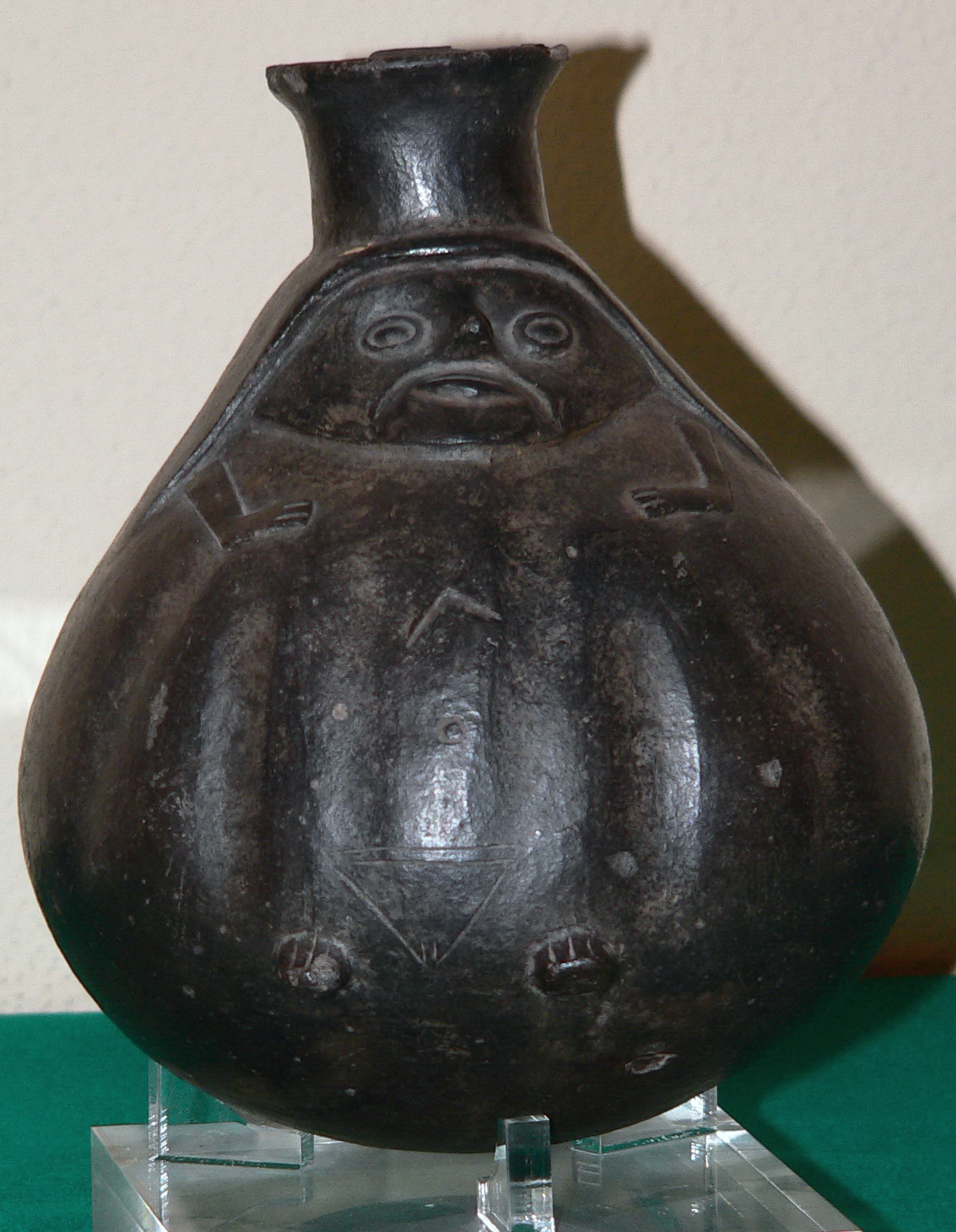
Чорна кераміка інків.
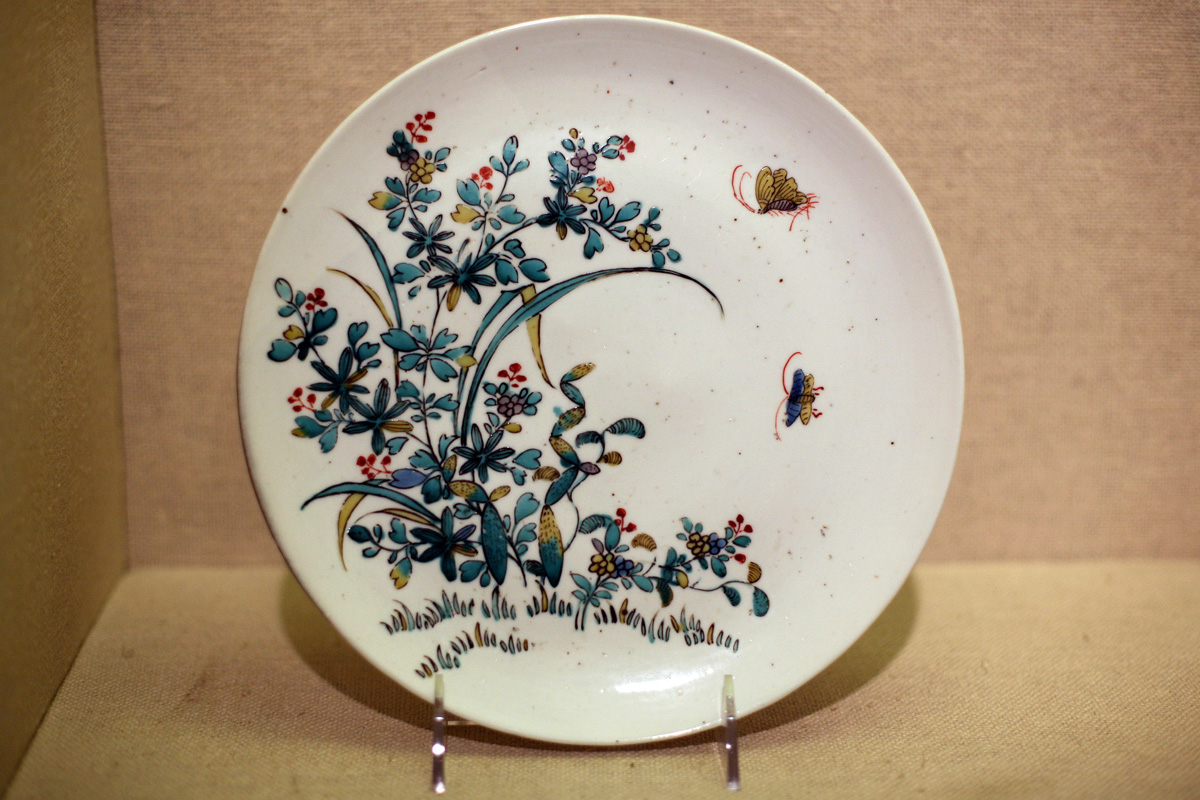
Кутанійська кераміка, Японія
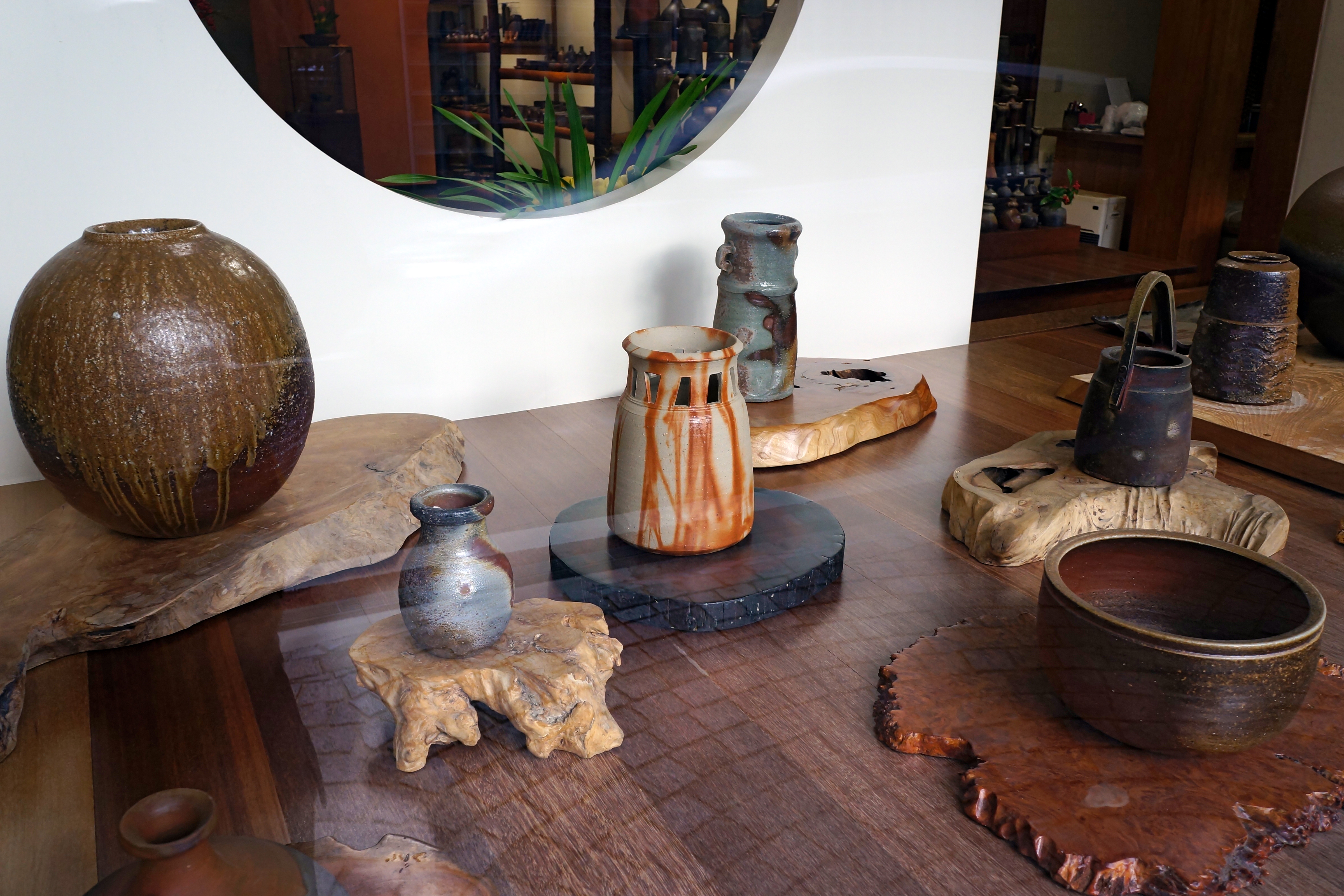
Бідзенівська кераміка, Японія
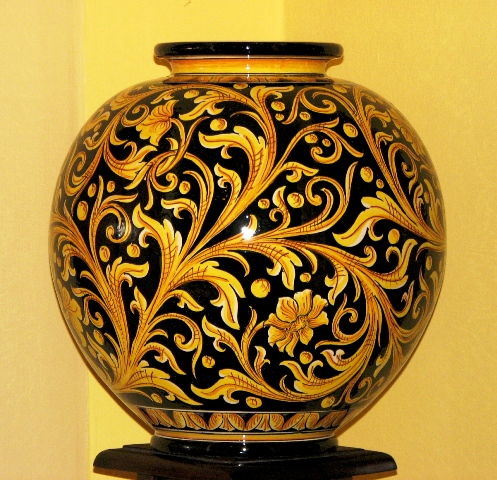
Новітня ваза з кераміки, Кальтаджироне, Сицилія, ручний розпис.

## Давньогрецькі керамічні вироби

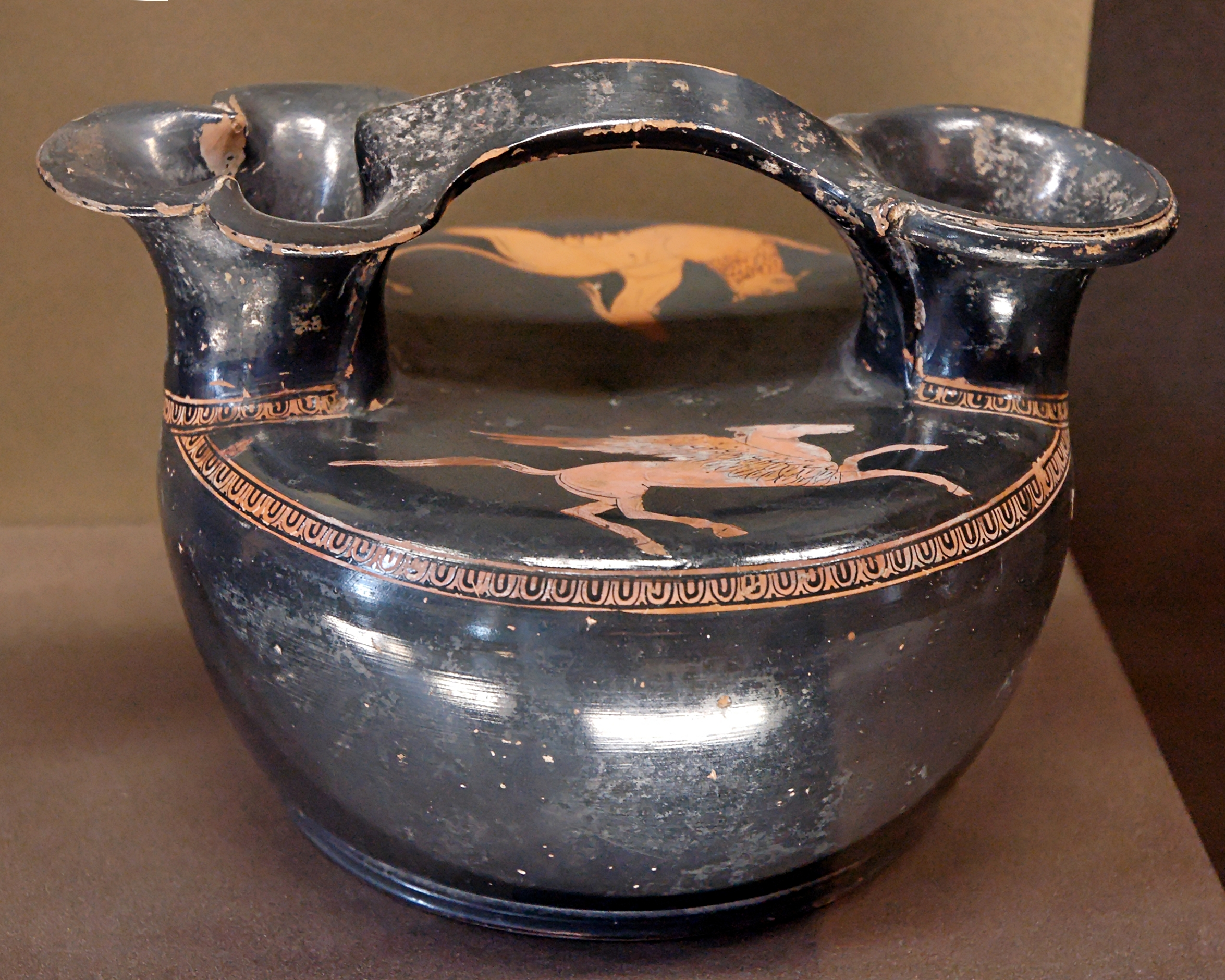
Стародавня Греція. Аскос, Лувр
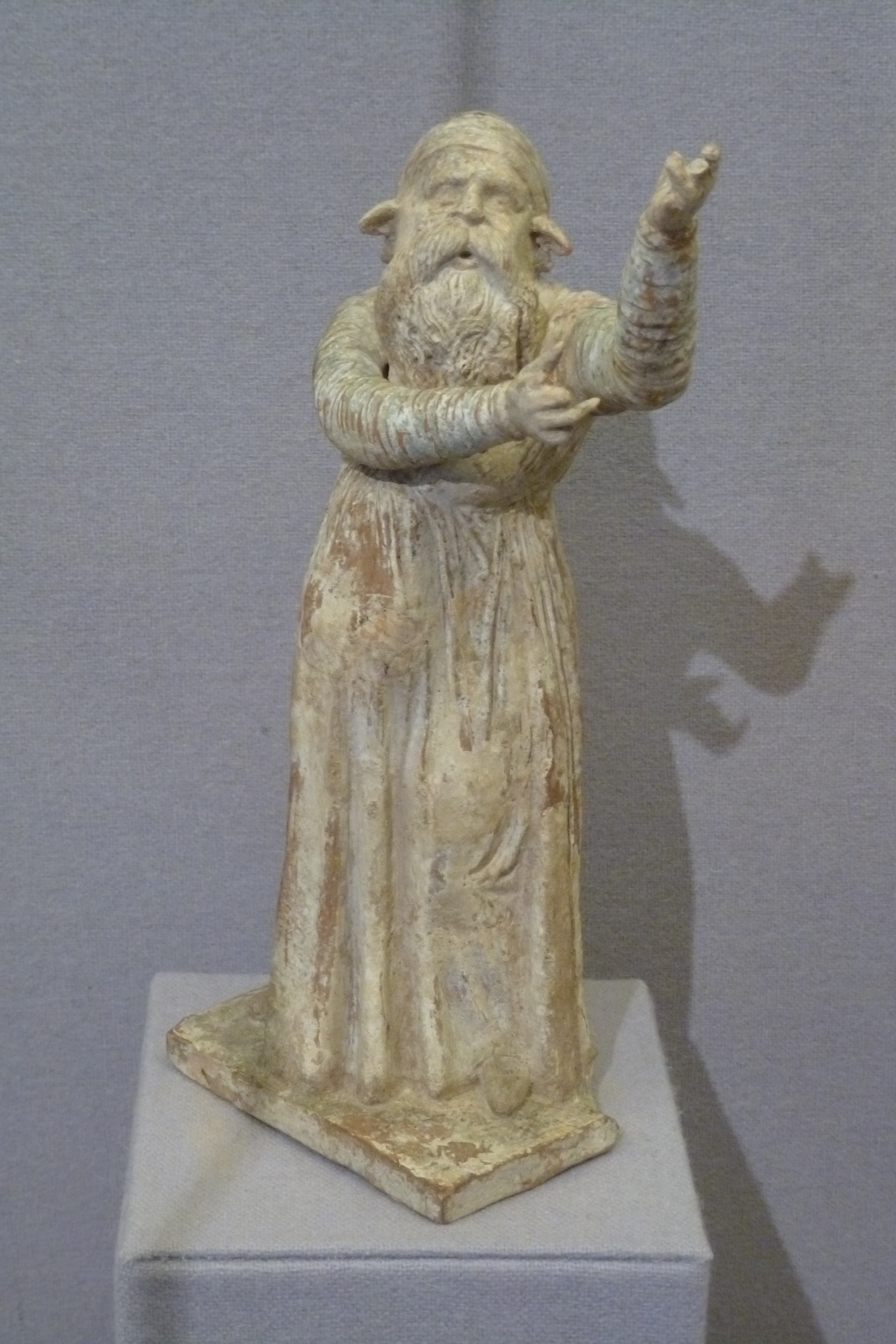
Актор і ролі сатира, теракота, Танагра, Ермітаж.
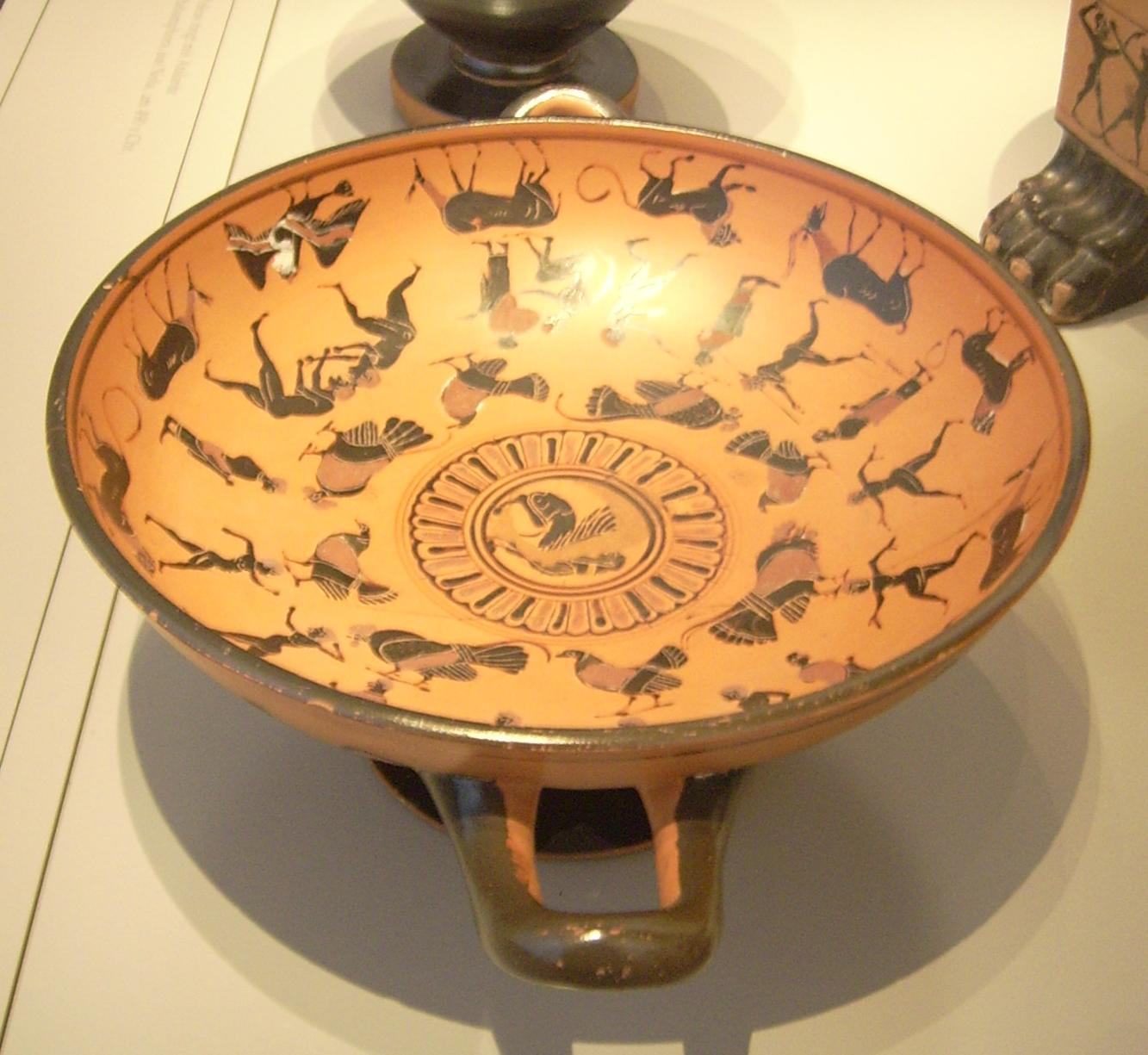
Вазописець Нікосфен. Протокоринфський кілікс, Лувр.

## Кахлі

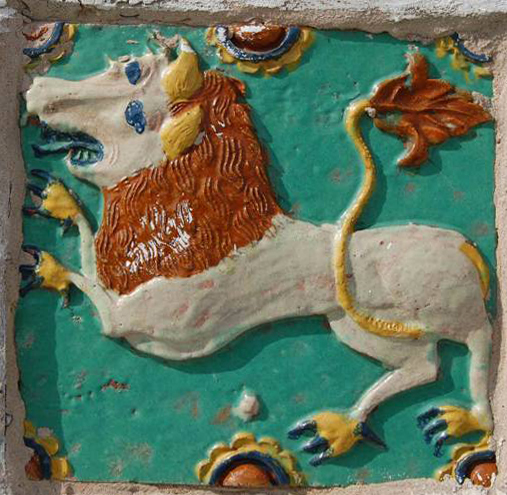
Великий Новгород. Кахля з левом, з Ніколо-Вяжищського монастиря
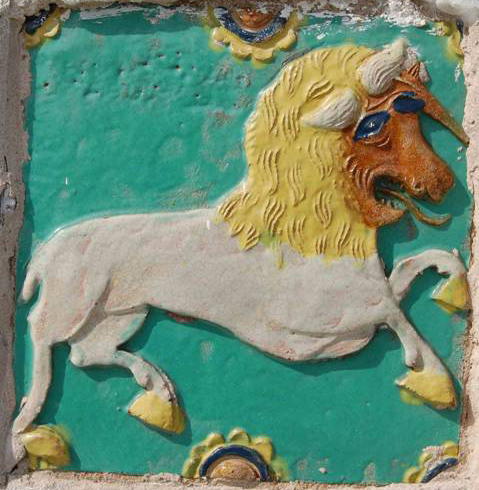
Великий Новгород. Кахля з однорогом, з Ніколо-Вяжищського монастиря
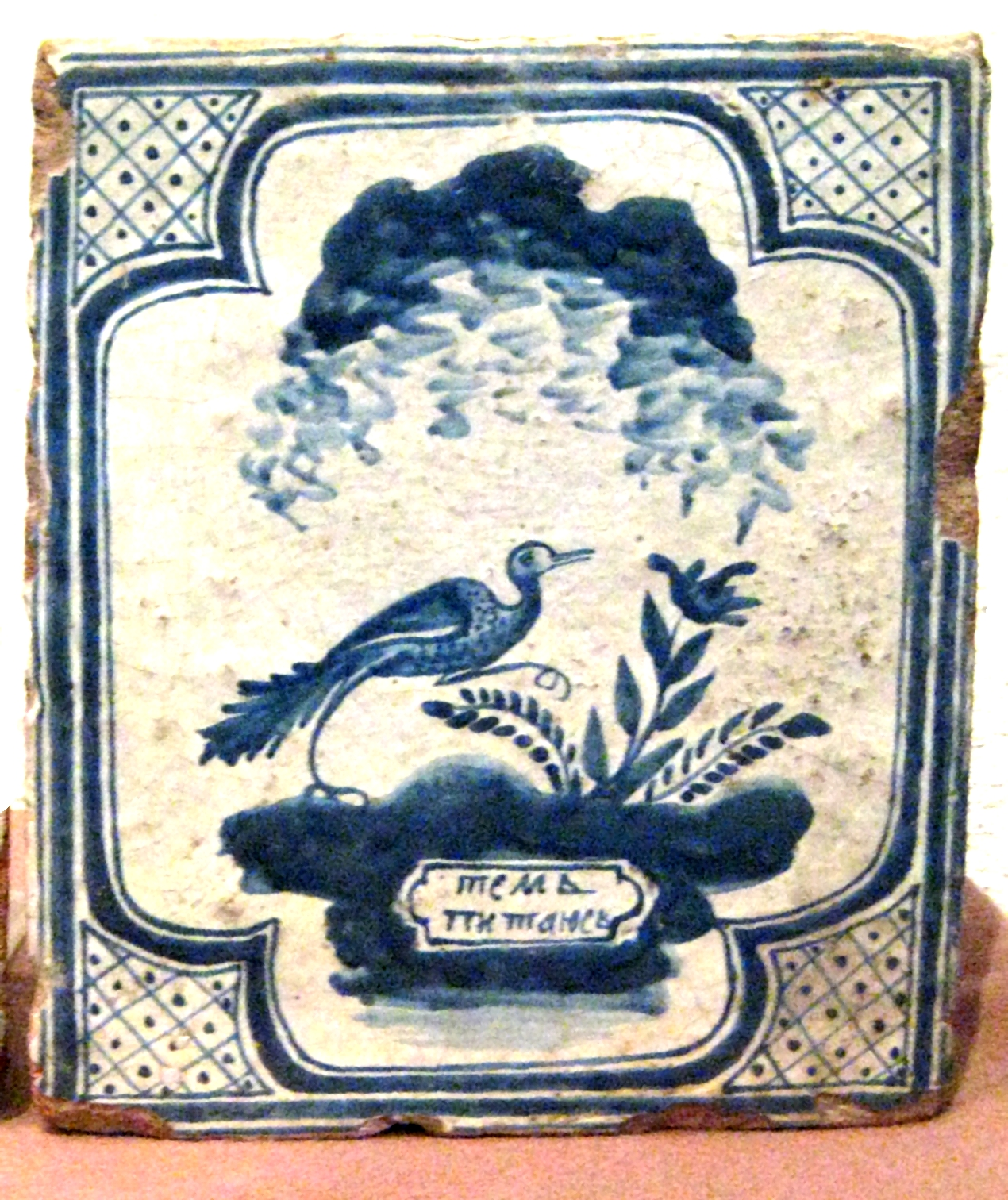
Кахля з птахом, Кирило-Белозерськ
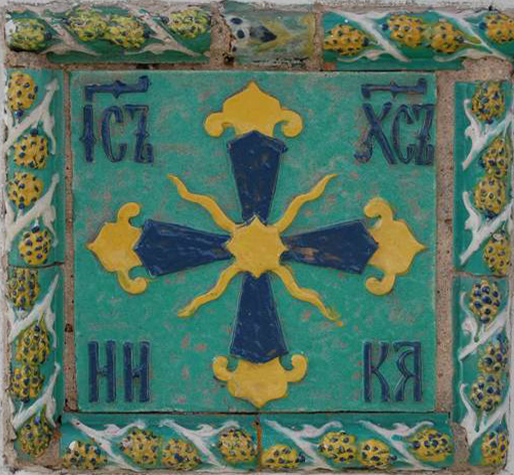
Великий Новгород, кахля з Ніколо-Вяжищського монастиря
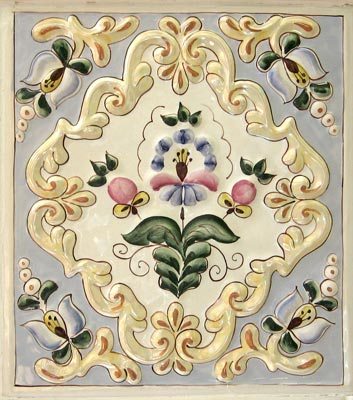
Зразок кахлі

## Фаянс

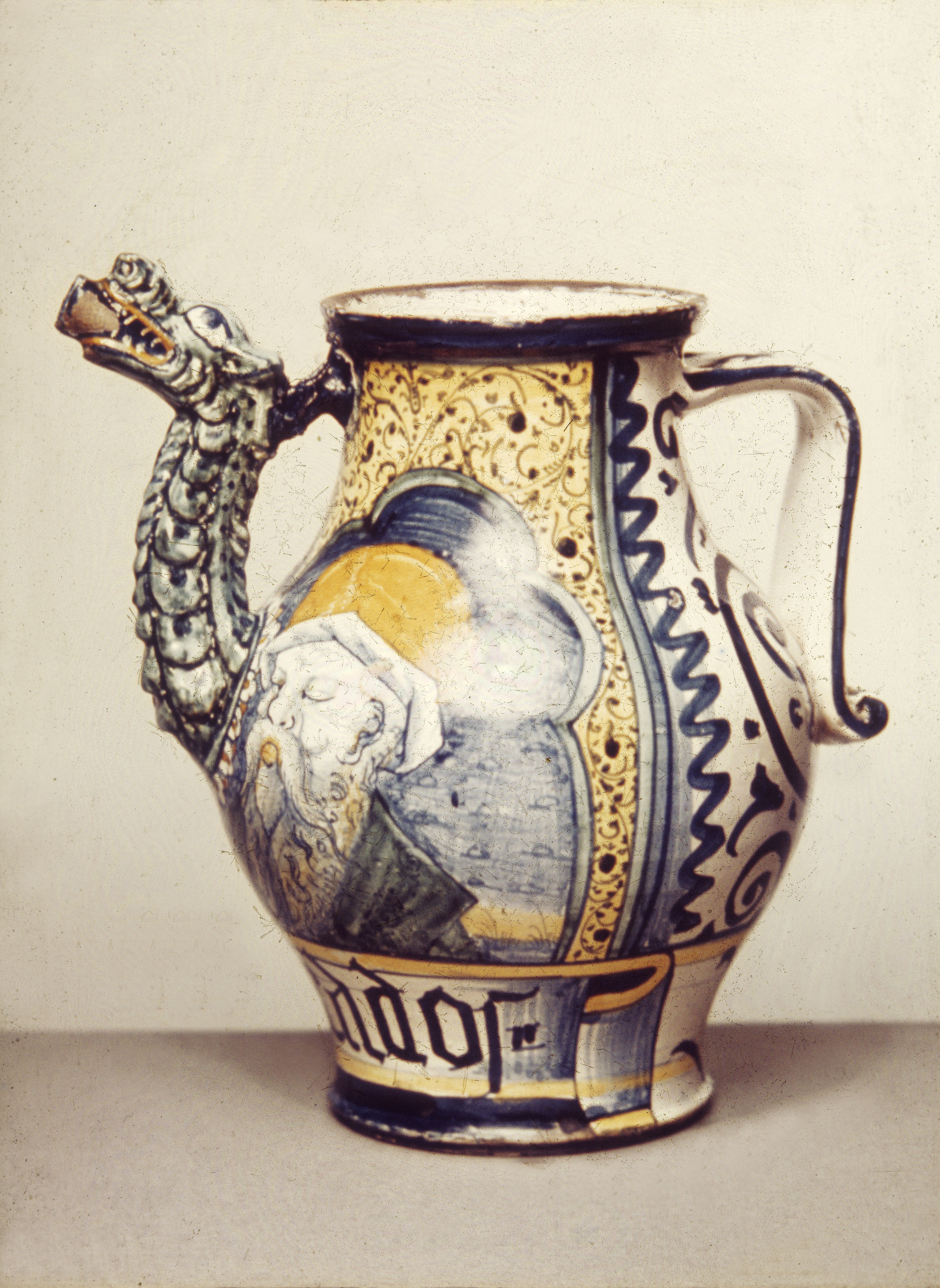
Кераміка Кастеллі (Італія). Аптечний посуд, майстерня Ораціо Помпеї, середина XVI ст. Художній музей Волтерс, США.
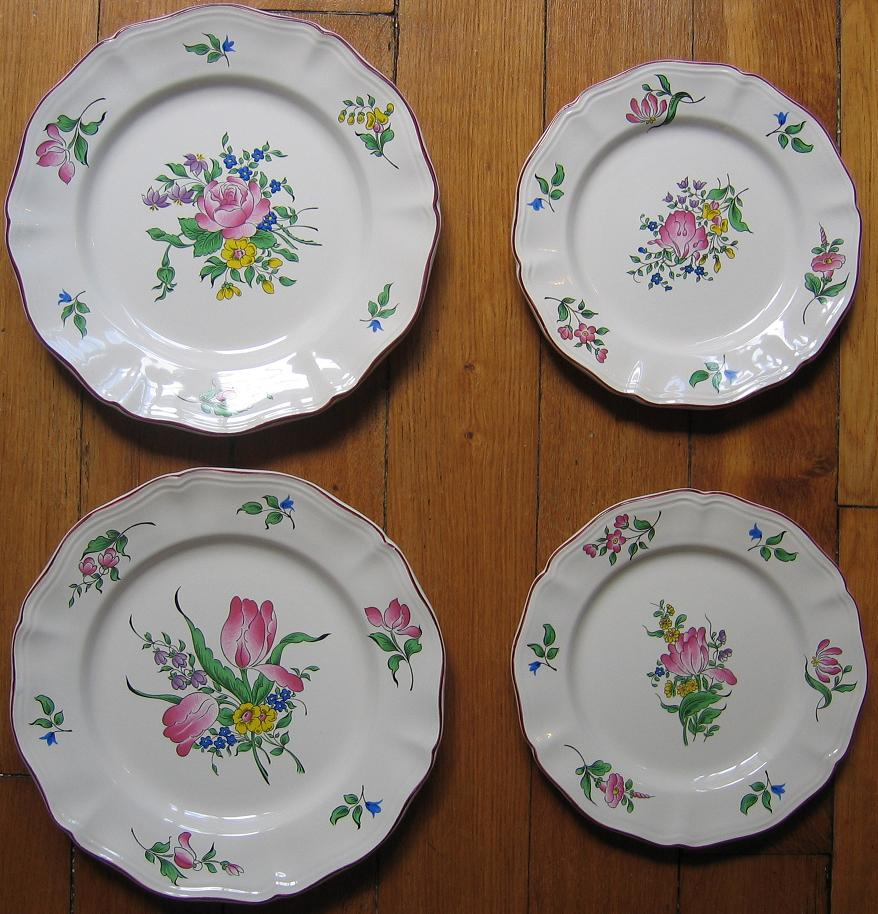
Фаянс Франції, Люневіль і Сен Клемен.
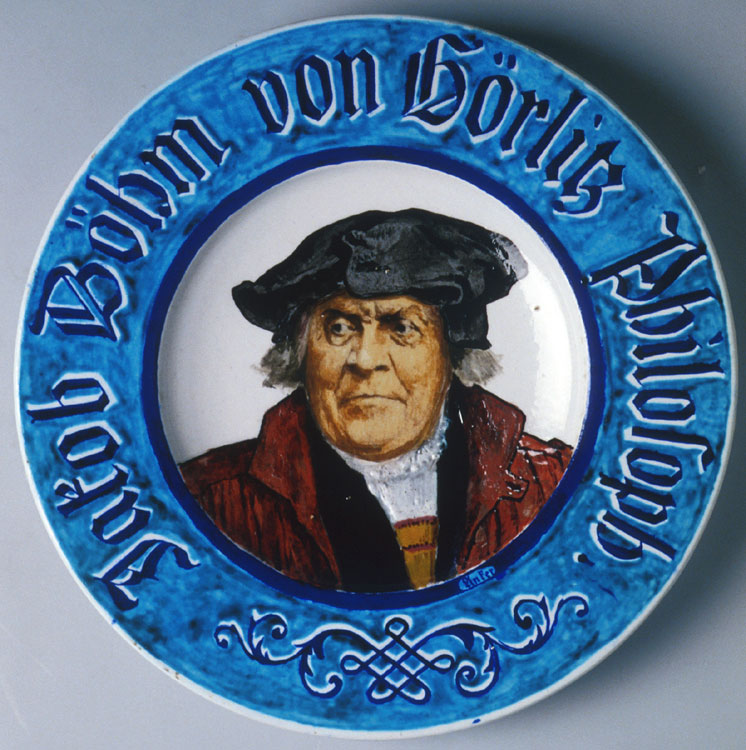
Портрет Якоба Бема (Böhm), розпис Альберта Анкера, XIX ст.
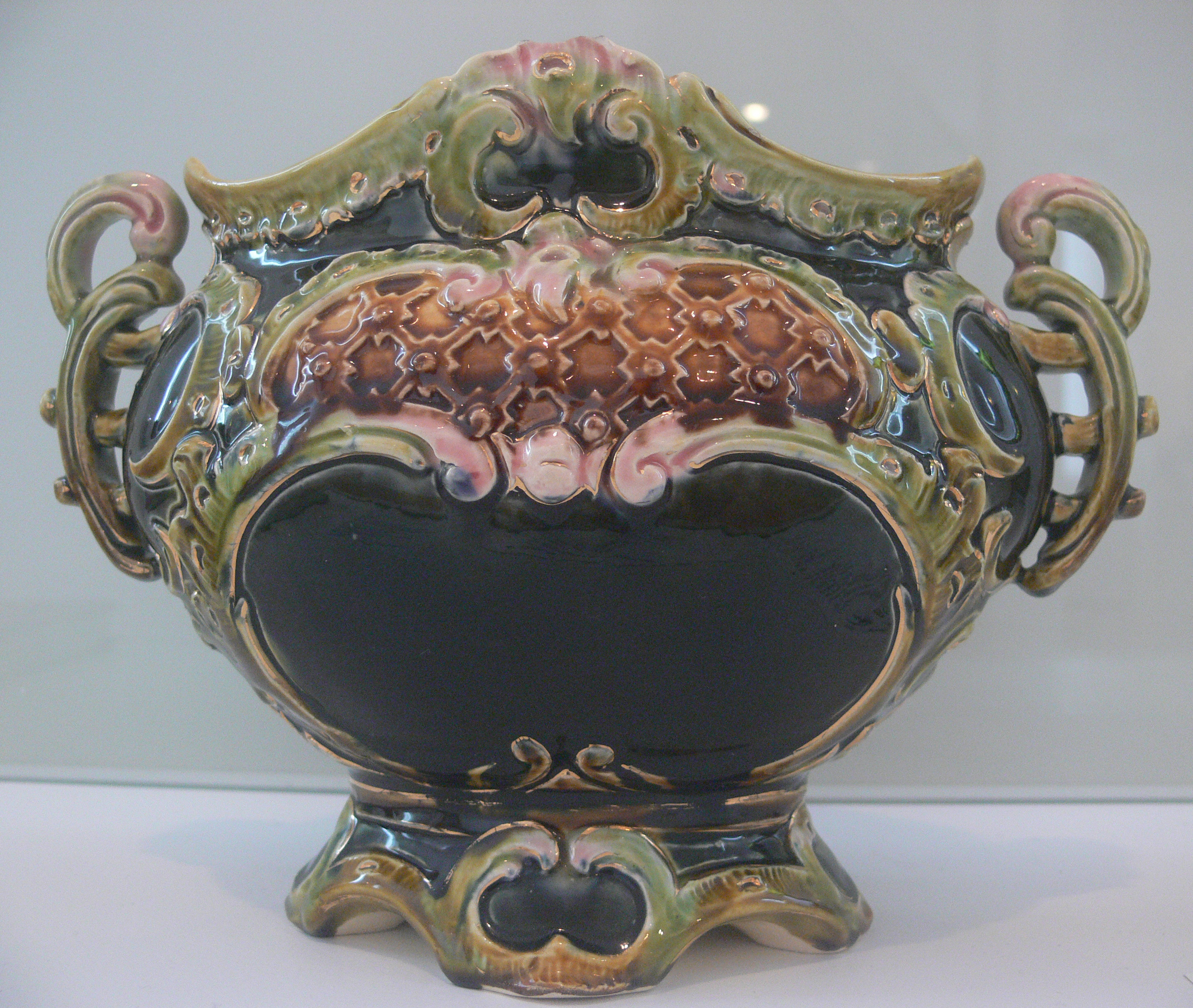
Ваза, 1883, стиль необароко.
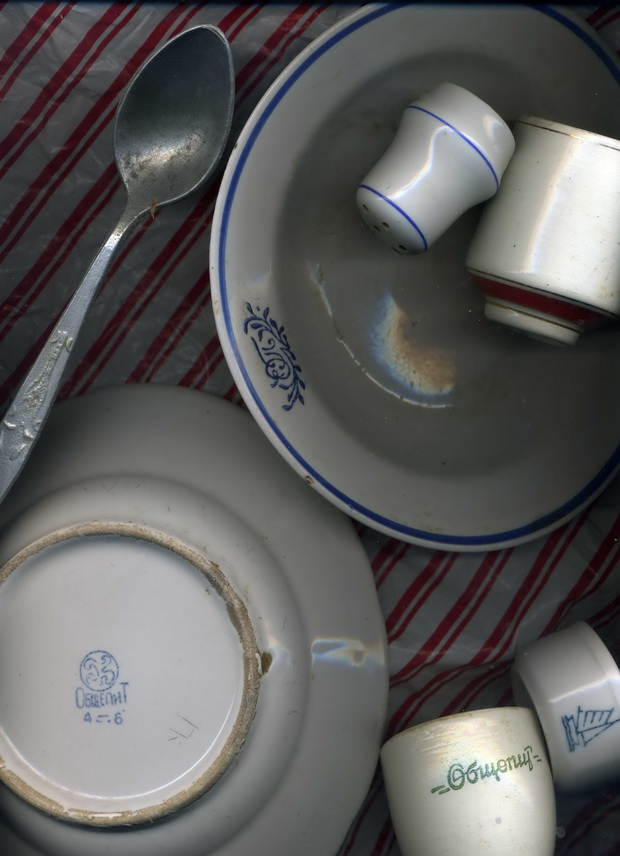
Посуд для їдальні пролетаріату у СРСР, фаянс, Общепит.

## Кераміка Дерути

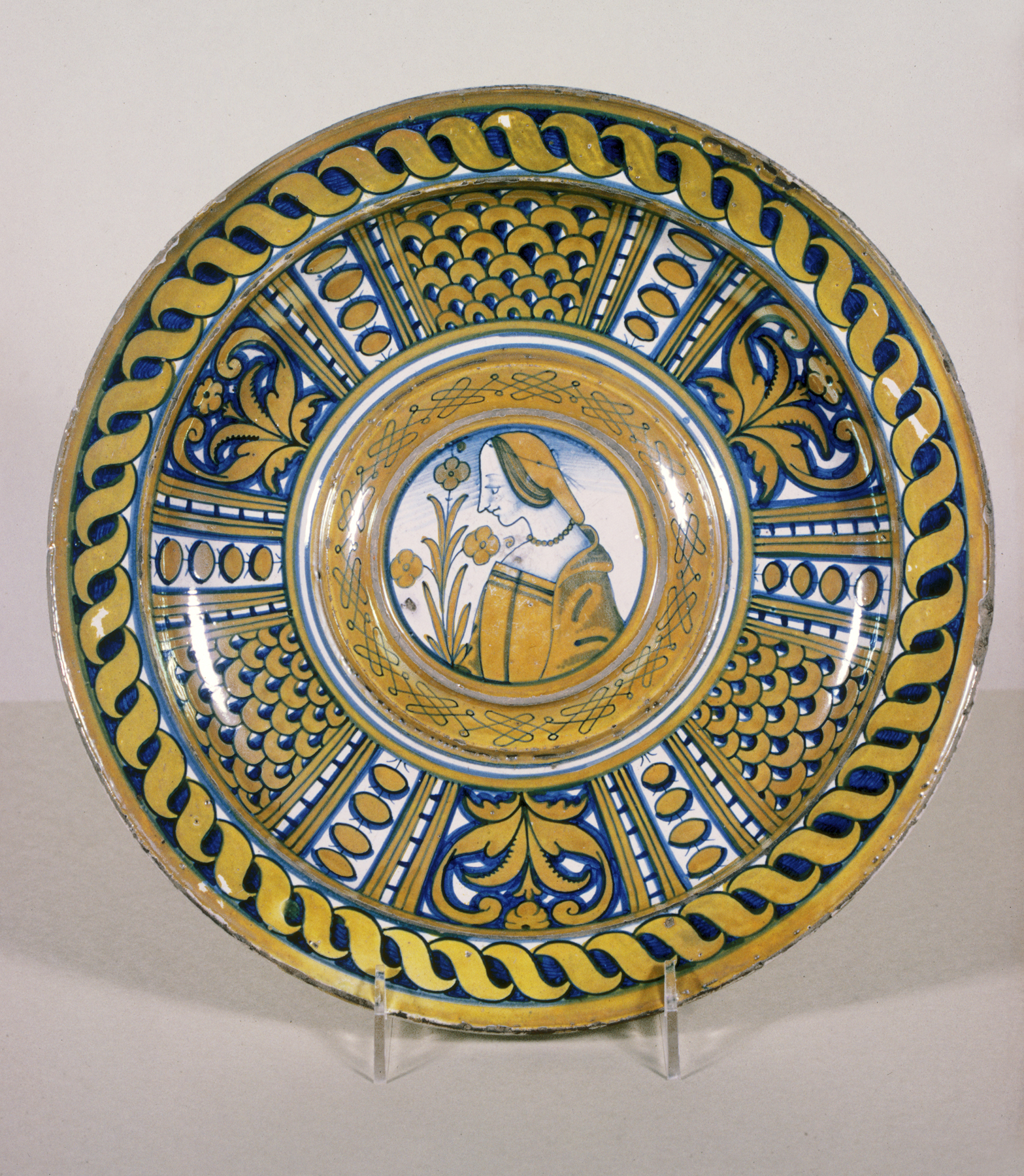
Дерута. Таріль з жіночим проілем, початок XVI ст., Художній музей Волтерс, США.
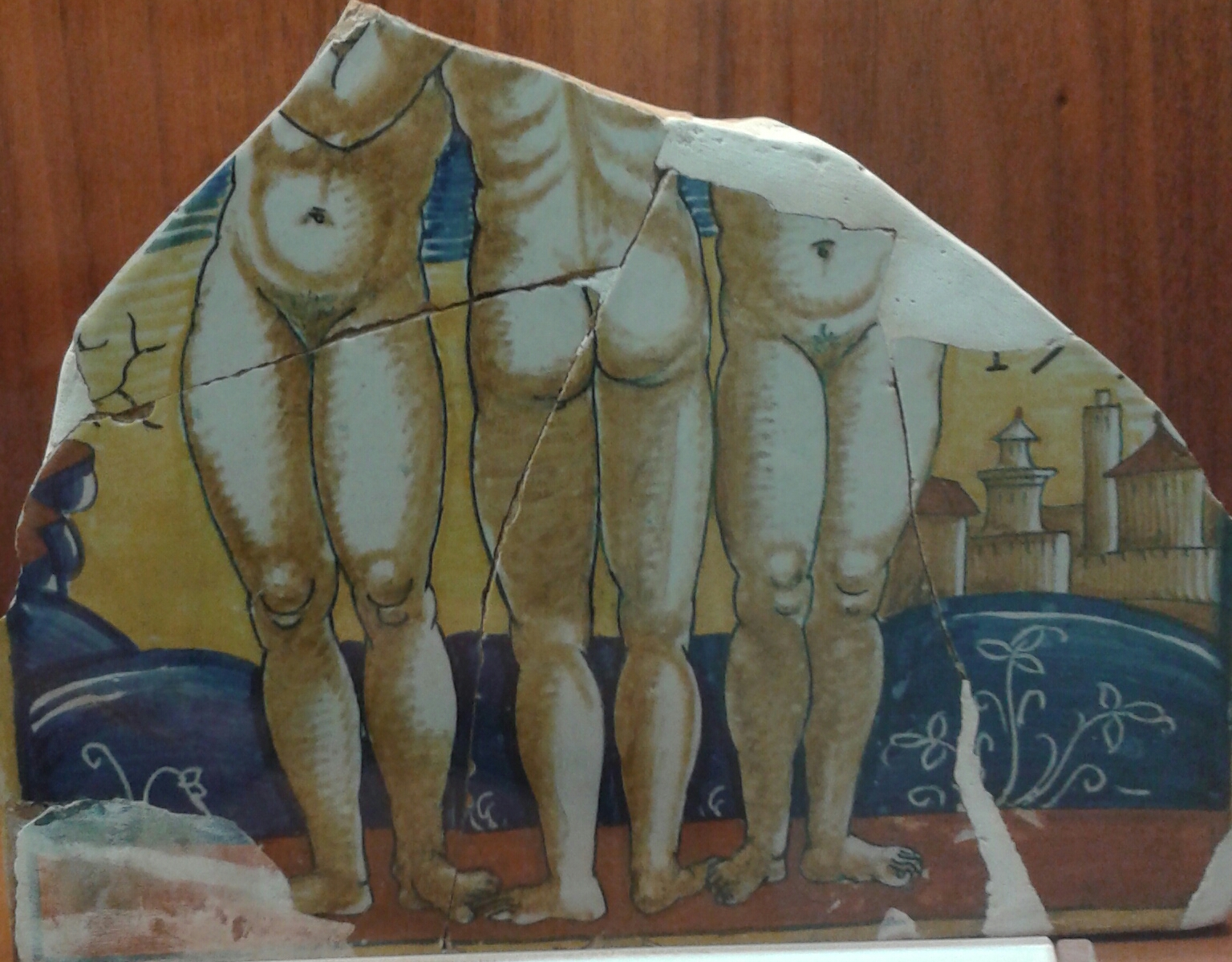
Майстерня Джакомо Манчіні. Уламок кахлі з трьома граціями
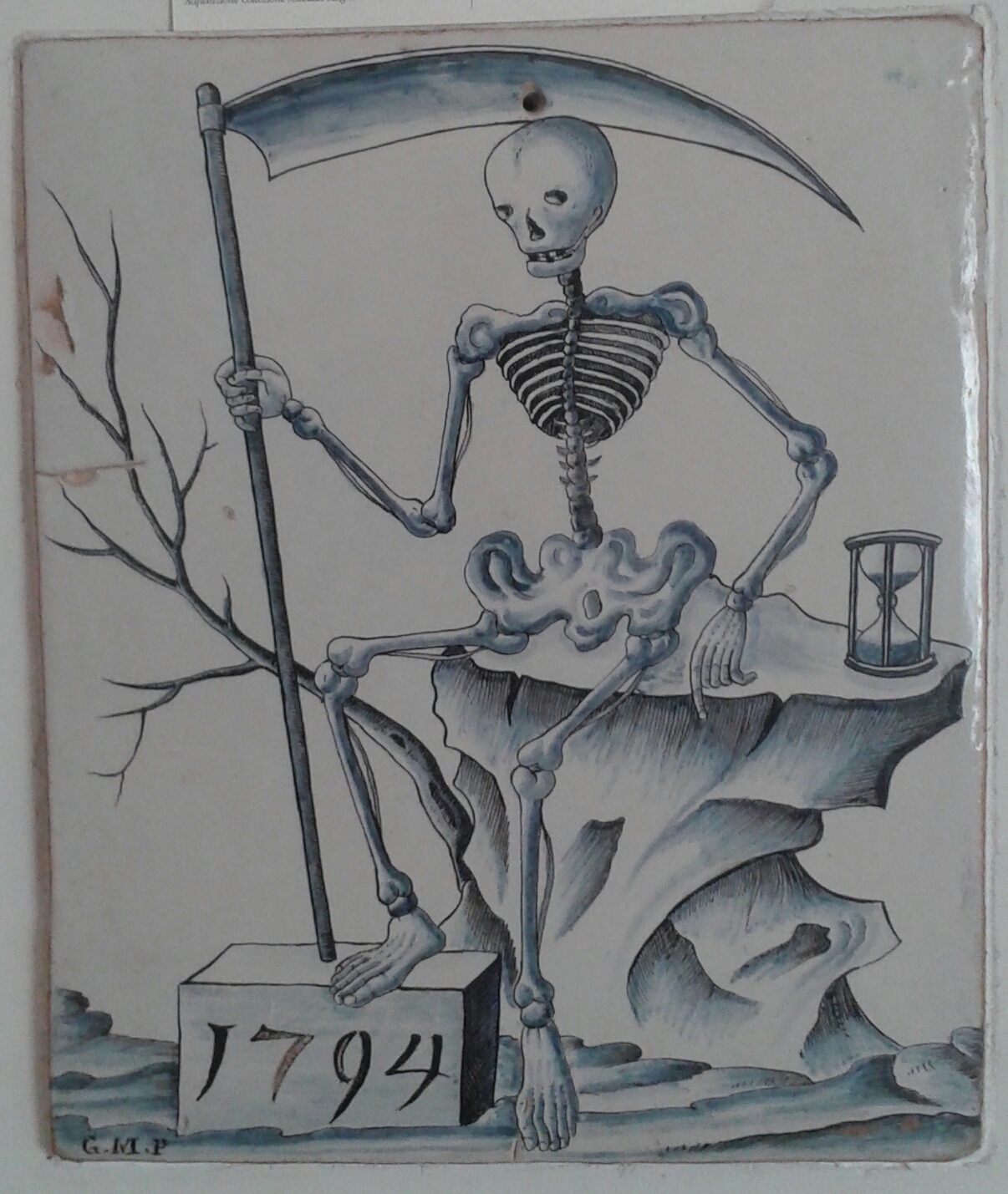
Джованні Мецці. Кахля з алегорією смерті, датована 1794 р.
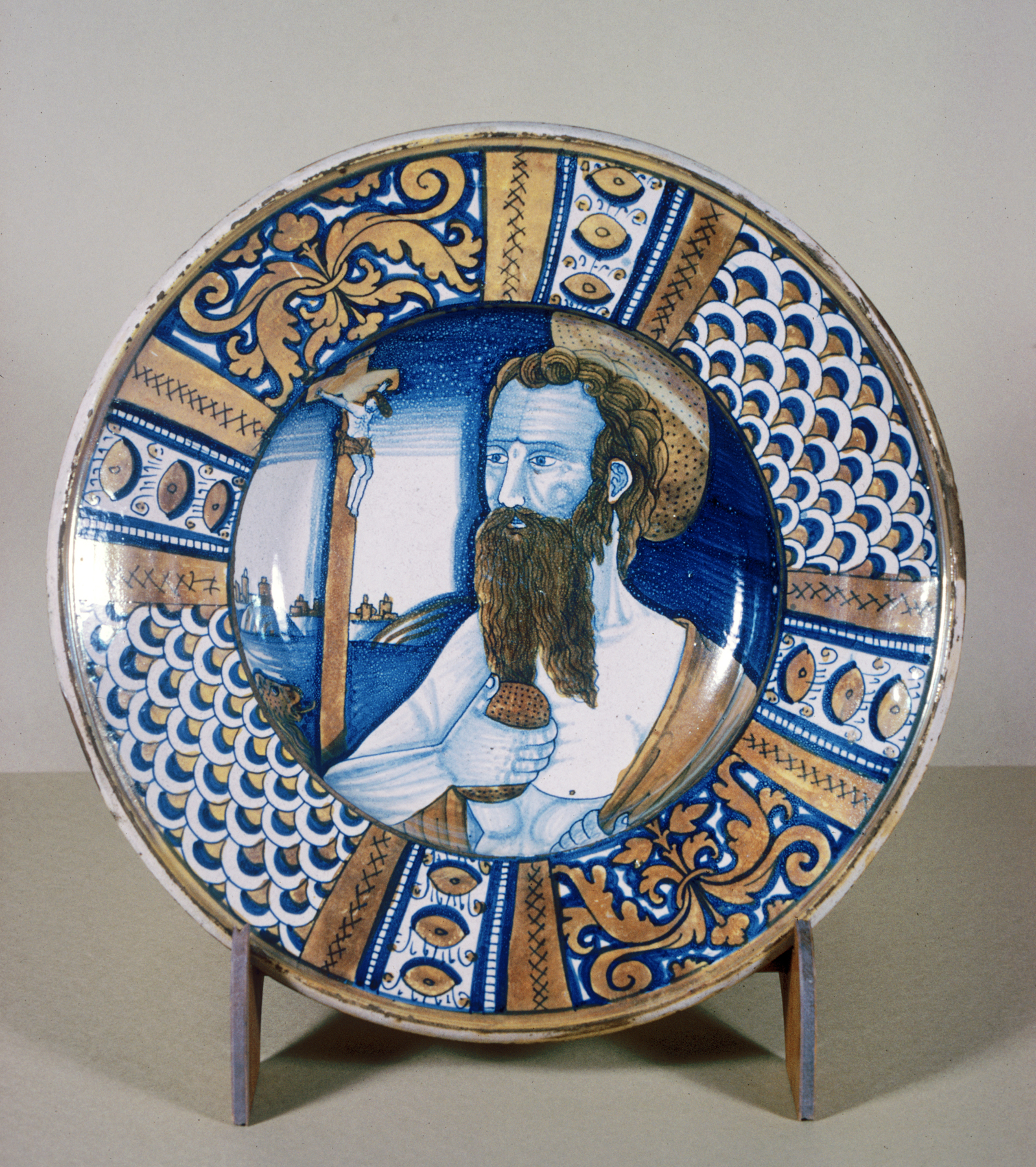
Кераміка Дерути. Таріль з зображенням  каяття св. Єроніма

## Майоліка, керамічний центр Губбіо

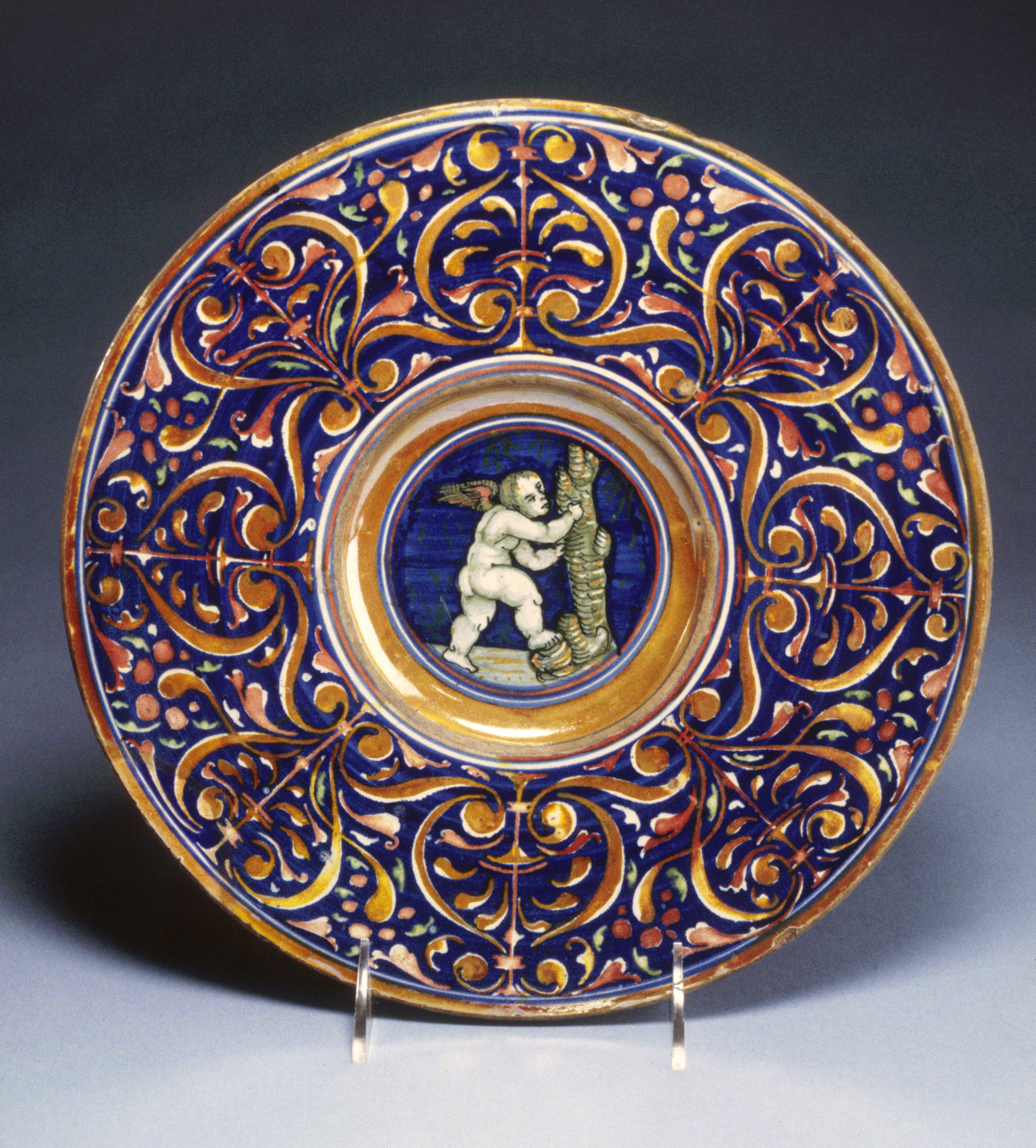
Кераміка Губбіо. Майстерня Джорджо Андреолі. Таріль з Амуром, Художній музей Волтерс, США.
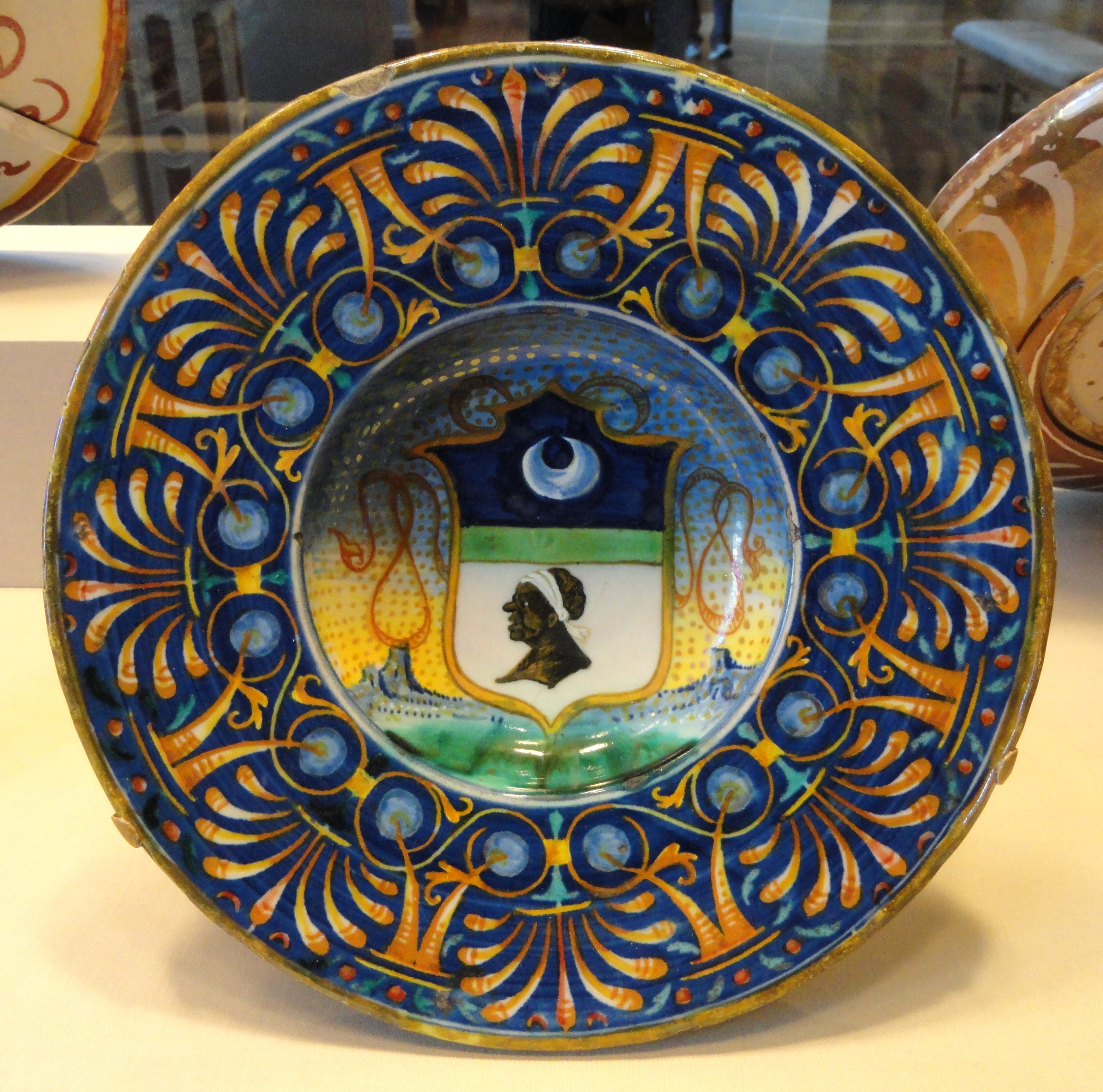
Кераміка Губбіо. Таріль з зображенням сарацина, бл. 1525-1528 рр., Національна галерея мистецтва, Вашингтон
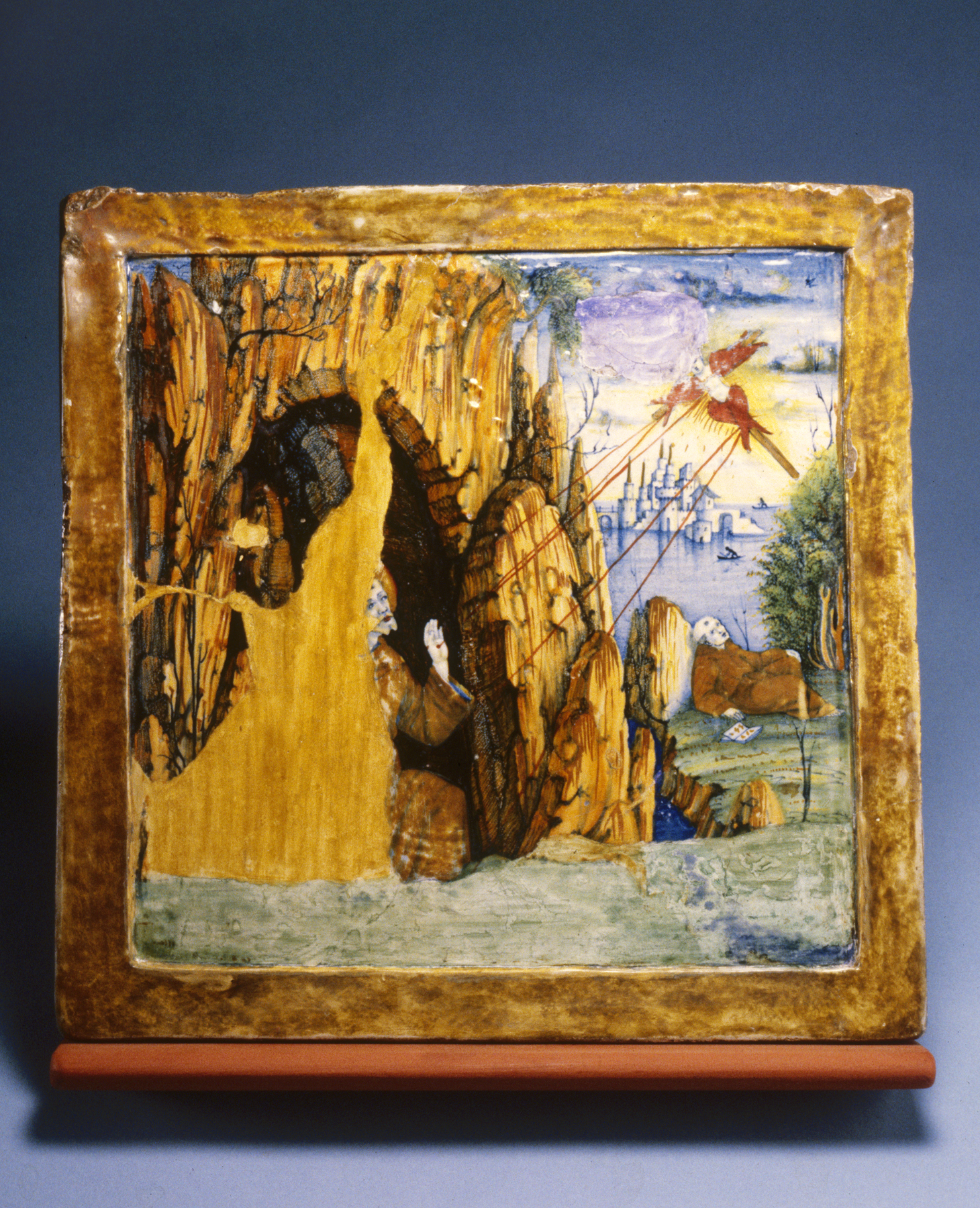
Кераміка Губбіо. Кахля зі сценою Стігматів св. Франциска Ассізького.  Художній музей Волтерс, США.
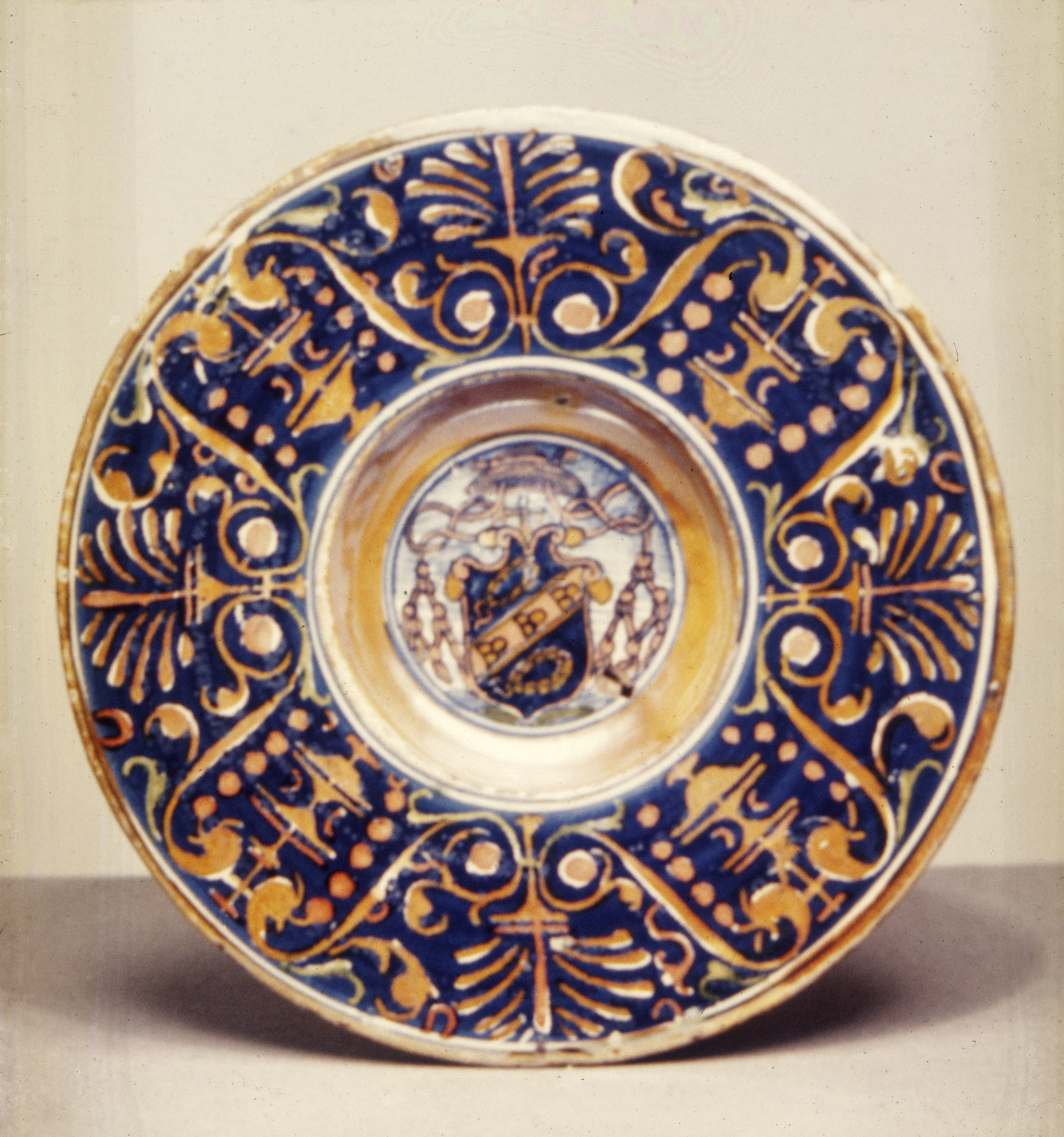
Кераміка Губбіо. Таріль з гербом кардинала Джокко дель Монте Сан Савіно,  Художній музей Волтерс, США.
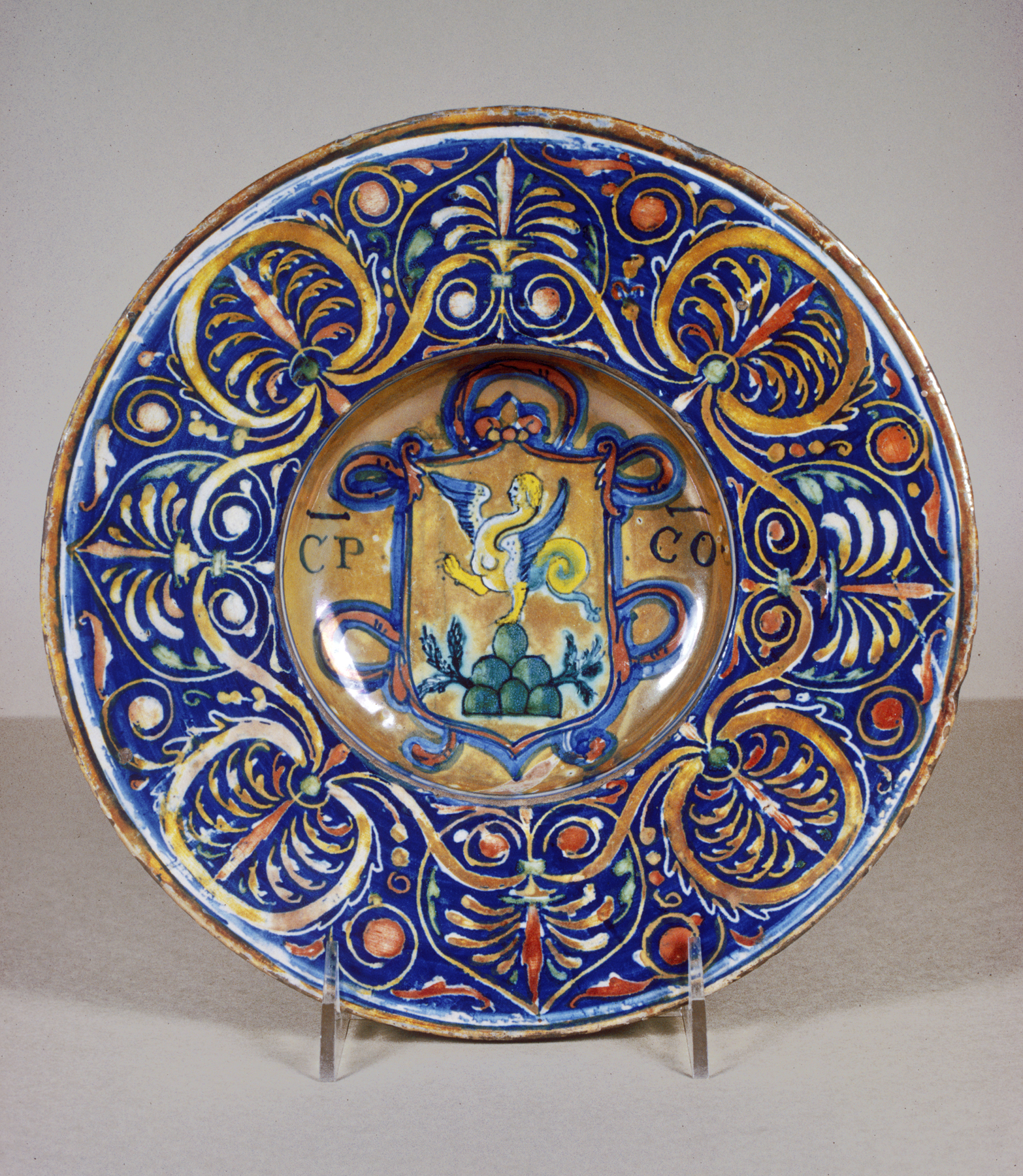
Кераміка Губбіо. Таріль з гербом і зображенням сфінкса, до 1550 року. Художній музей Волтерс, США.

## Італійська порцеляна рококо

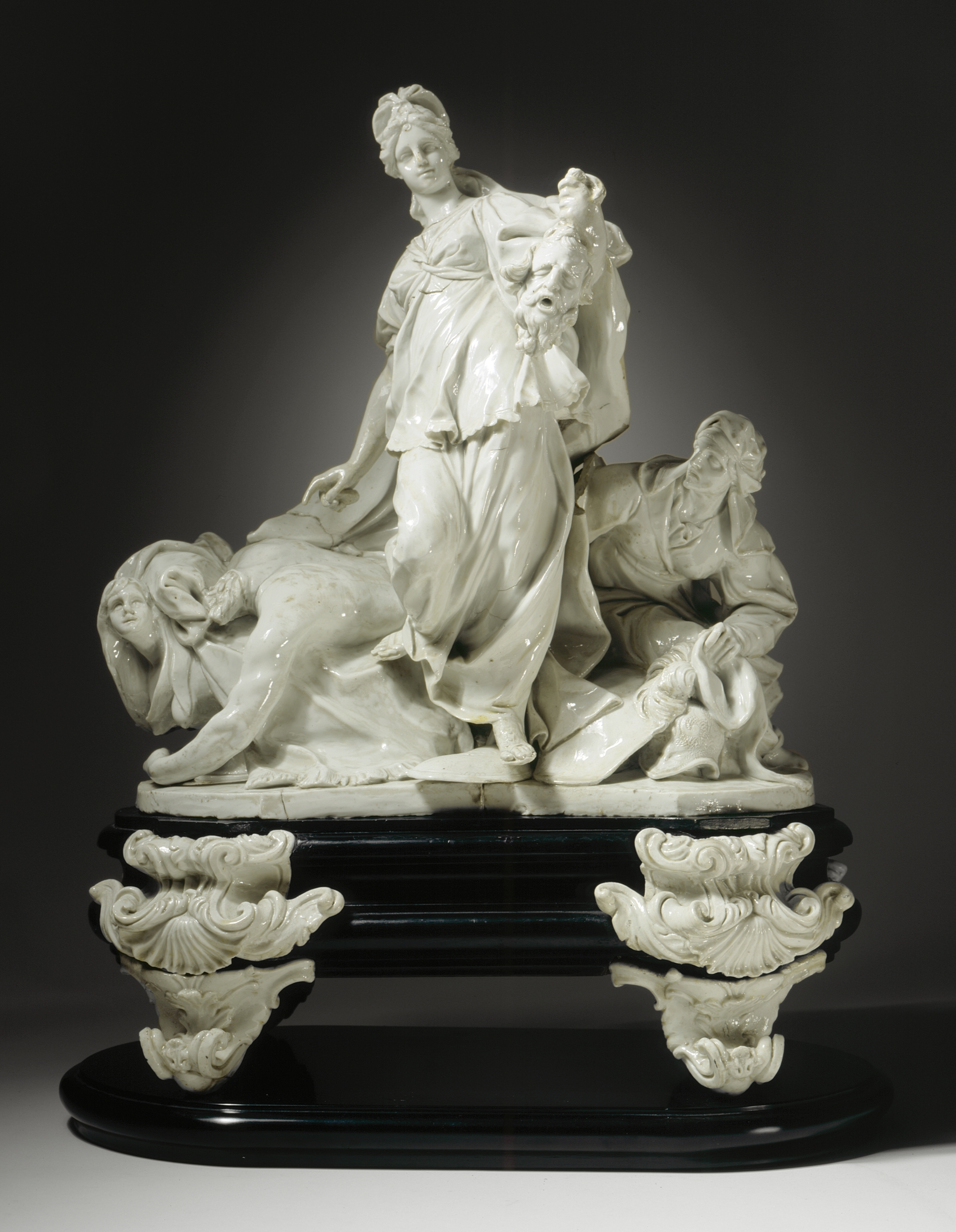
«Юдиф та Олоферн», послідовник Агостіно Корначіні, до 1750 р.

## Німецькі глеки з бородачами

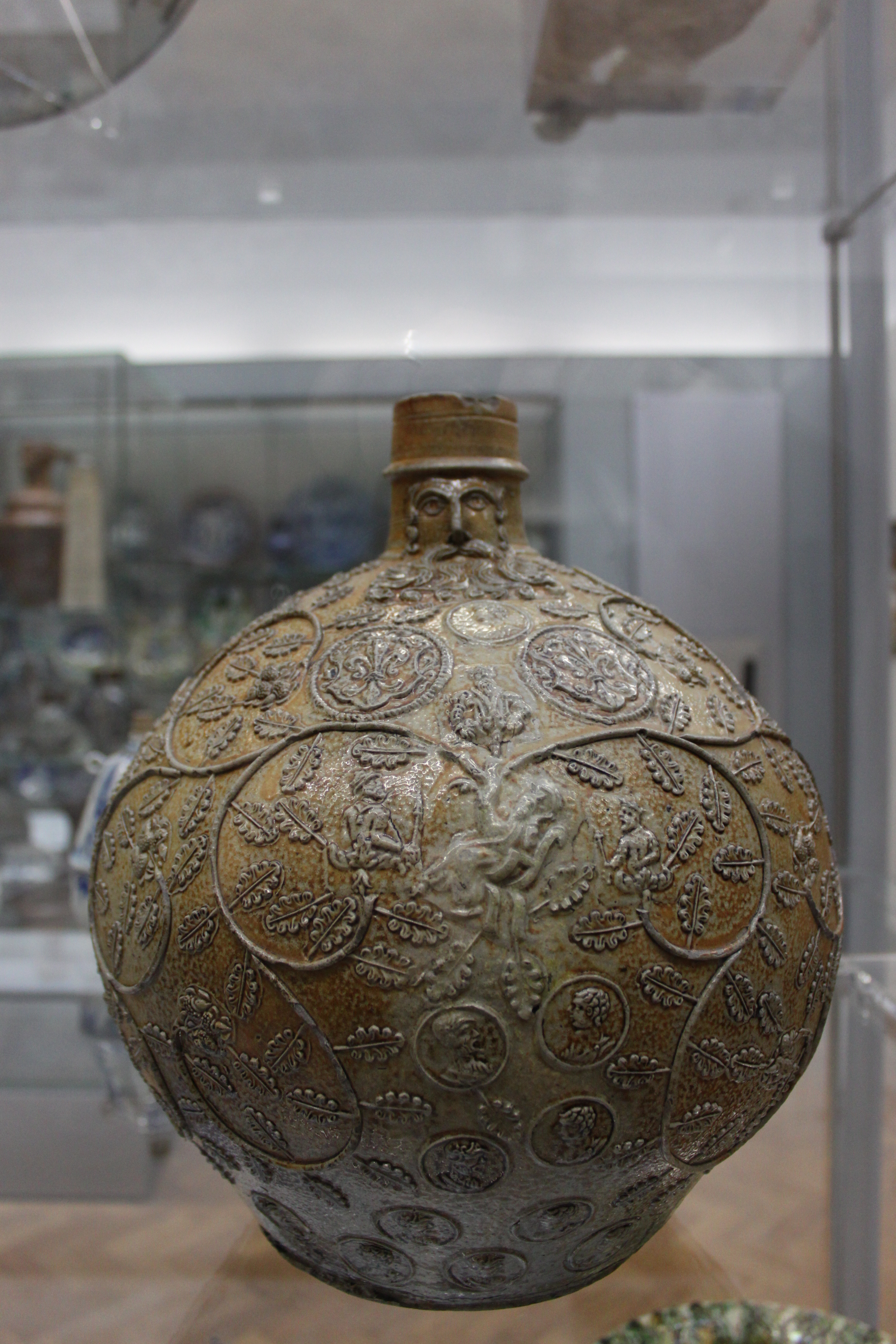
Кулястий глек із бородачем і рослинним візерунком, до 1550 р. Музей Вікторії й Альберта, Лондон.
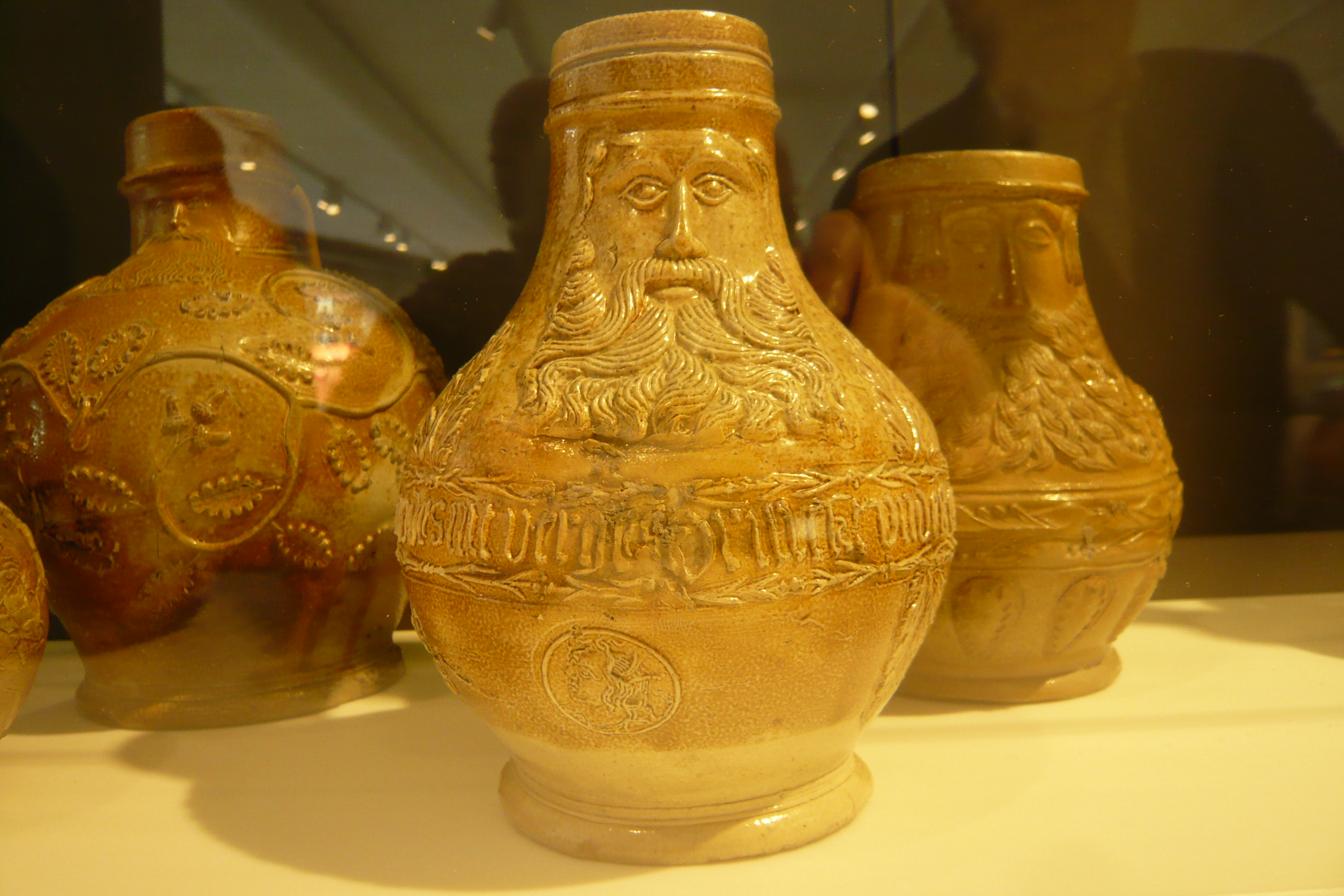
Глеки з бородчами, знахідки в Алкмарі.
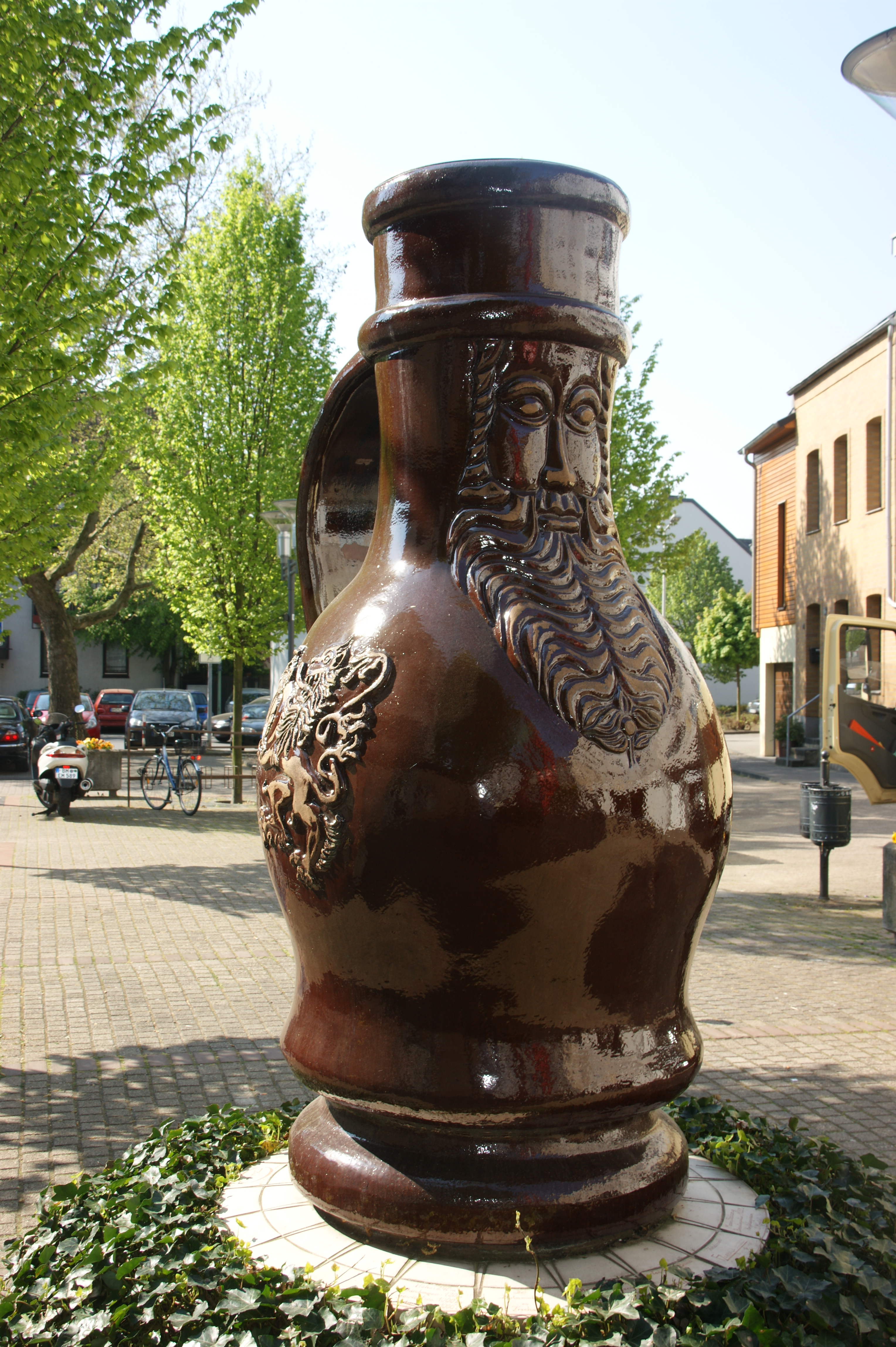
Сучасний глек із бородачем, 240 см заввишки, місто Фрехен, Німеччина

## Вироби з дерева
Дерево — теж давній декоративно-ужитковий матеріал, який слугував для виготовлення посуду, меблів, знаряддя для ловів, полювання тощо. Використання стовбурів дерев слугує для виготовлення осель і віднесено до архітектури.

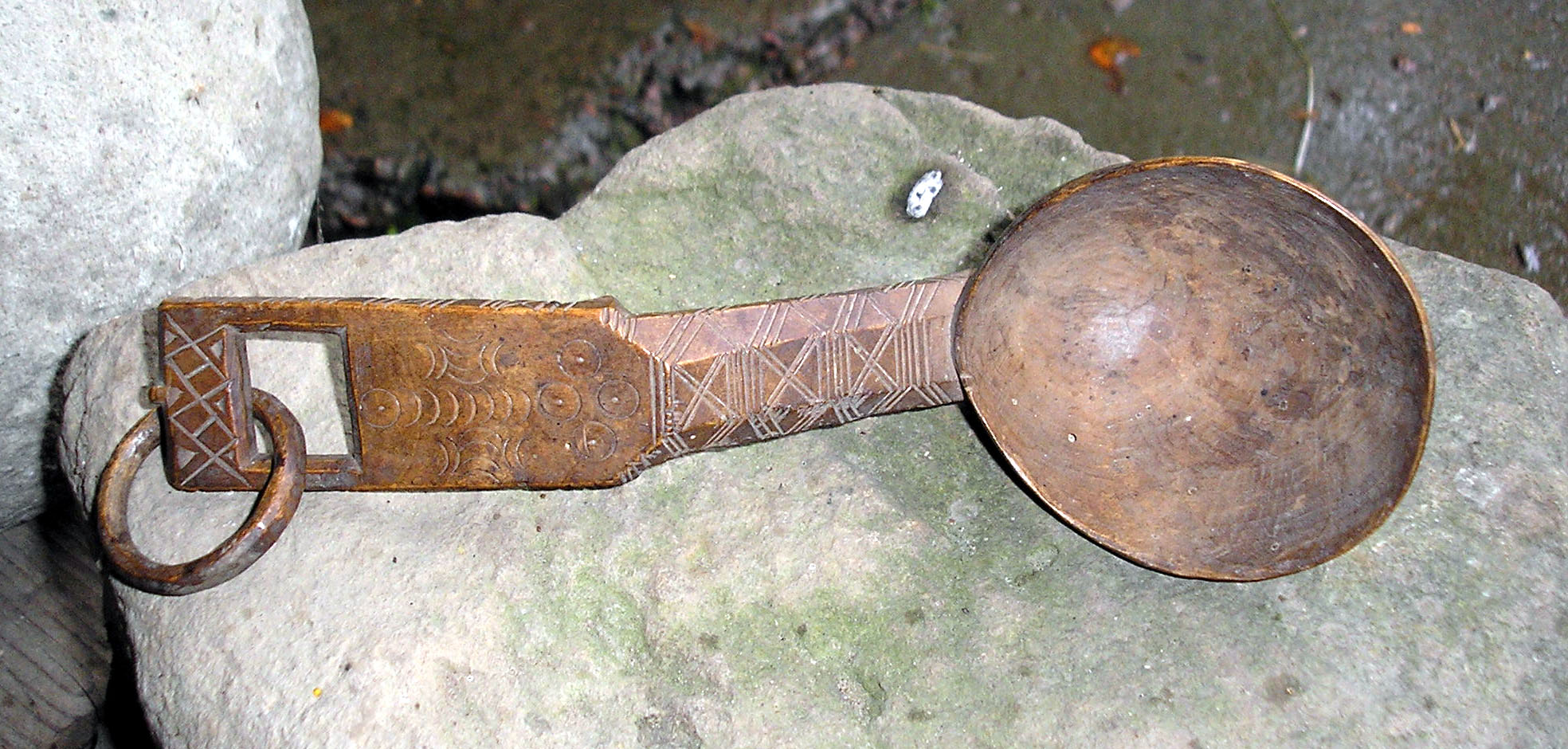
Дерев'яна ложка з Гуцульщини,Україна
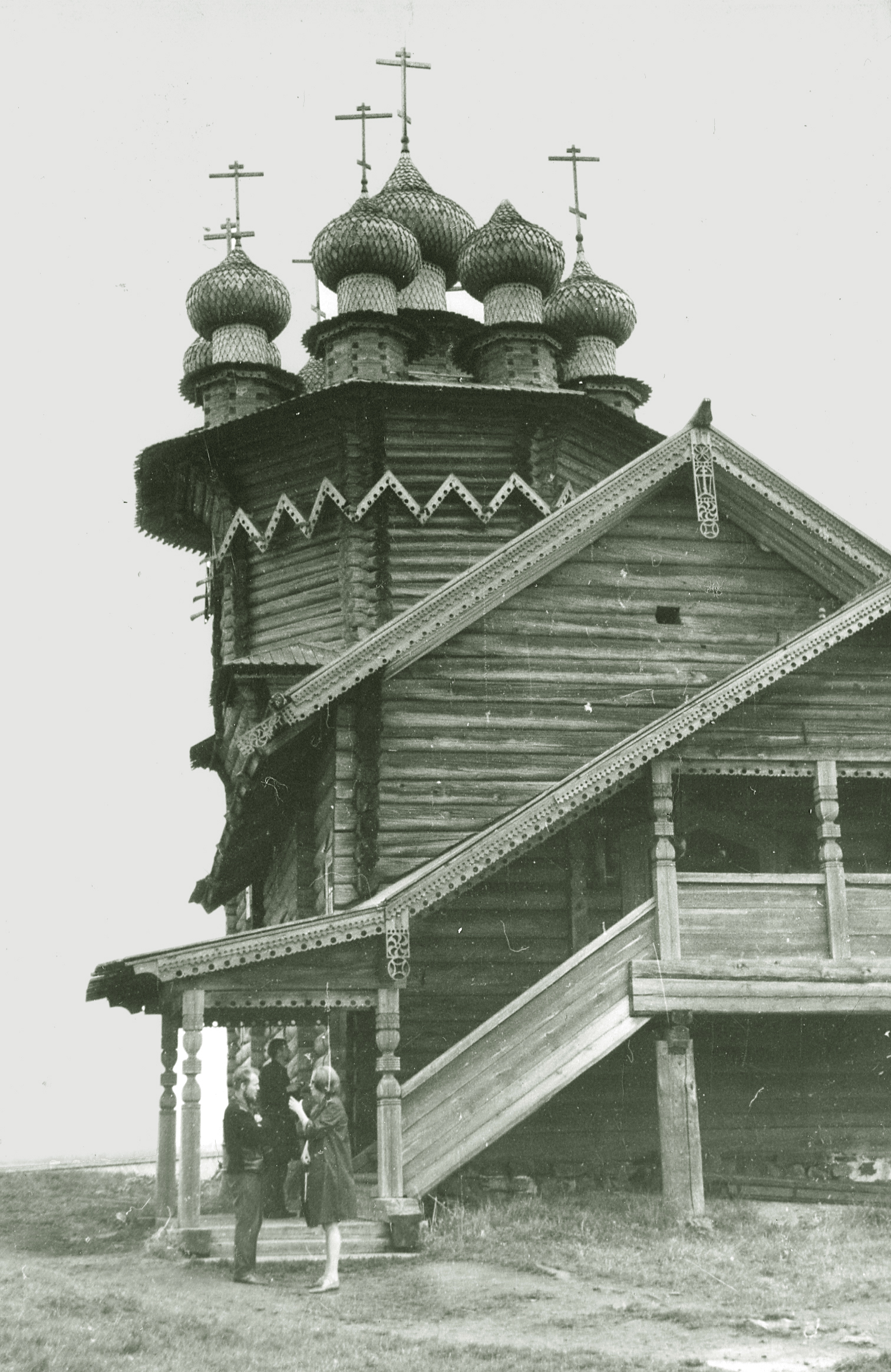
Кіжи,Росія, церква Покрова Богородиці
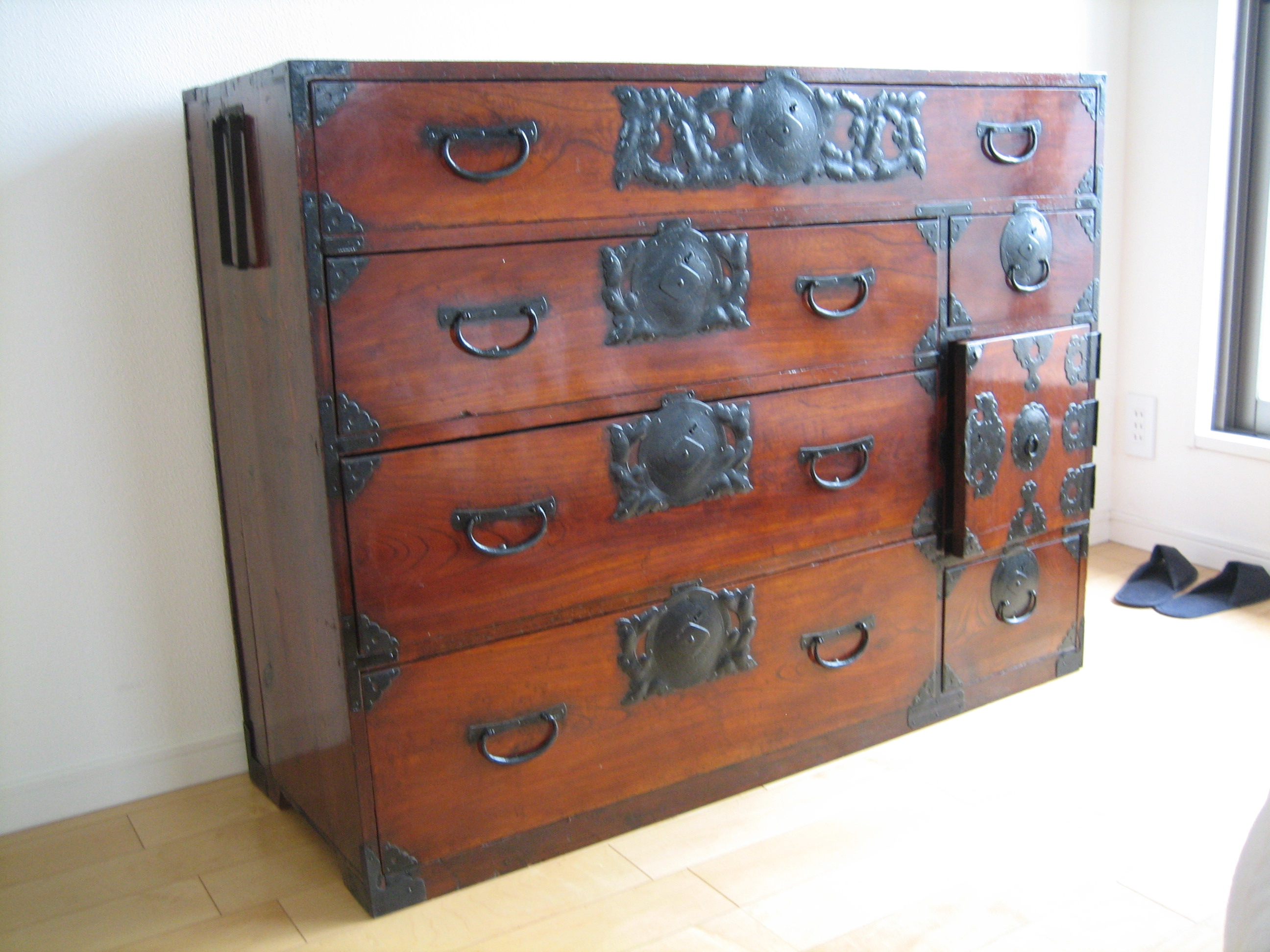
Традиційна шафа тансу для кімоно і дрібних речей, Японія
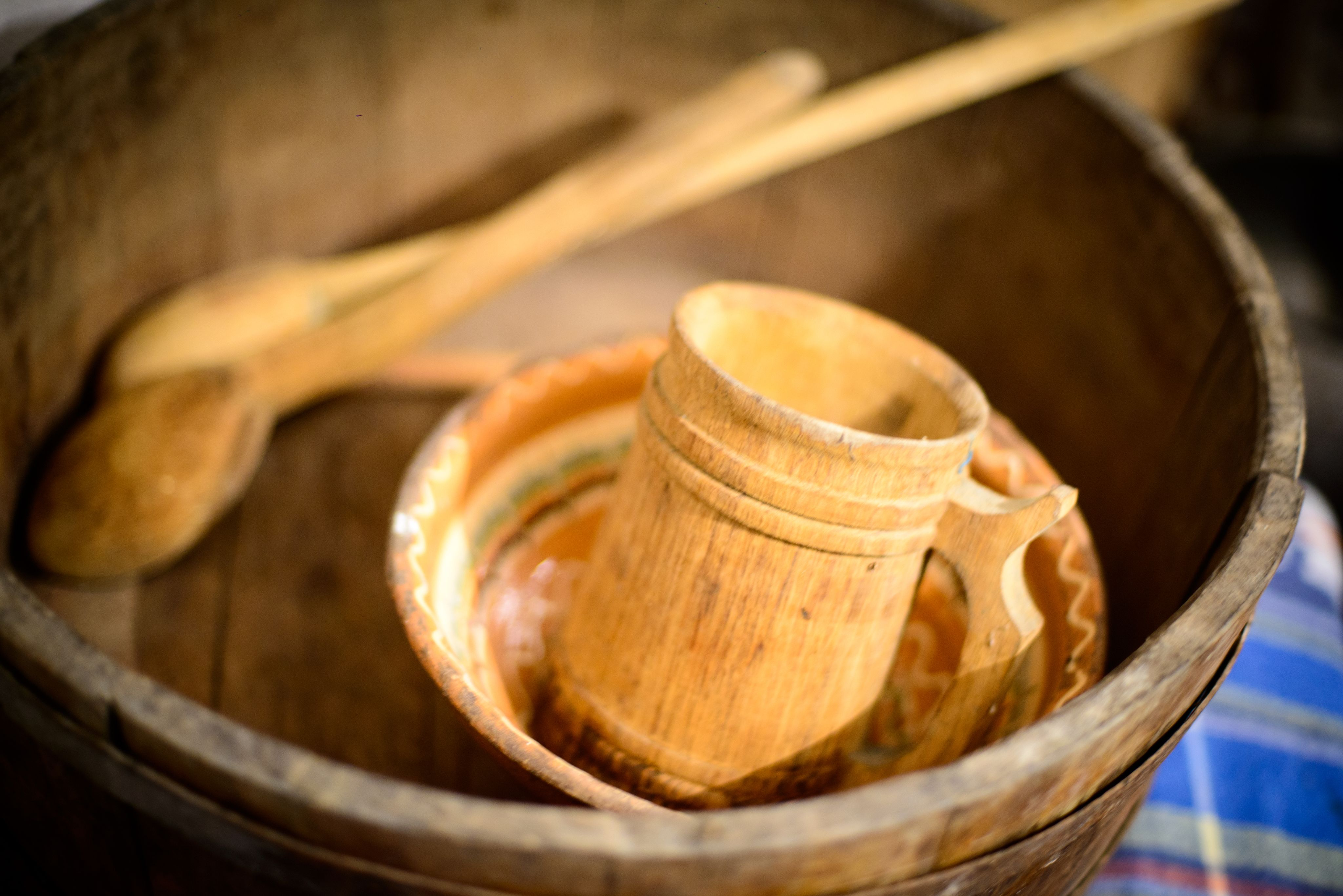

## Меблі і різьблене дерево

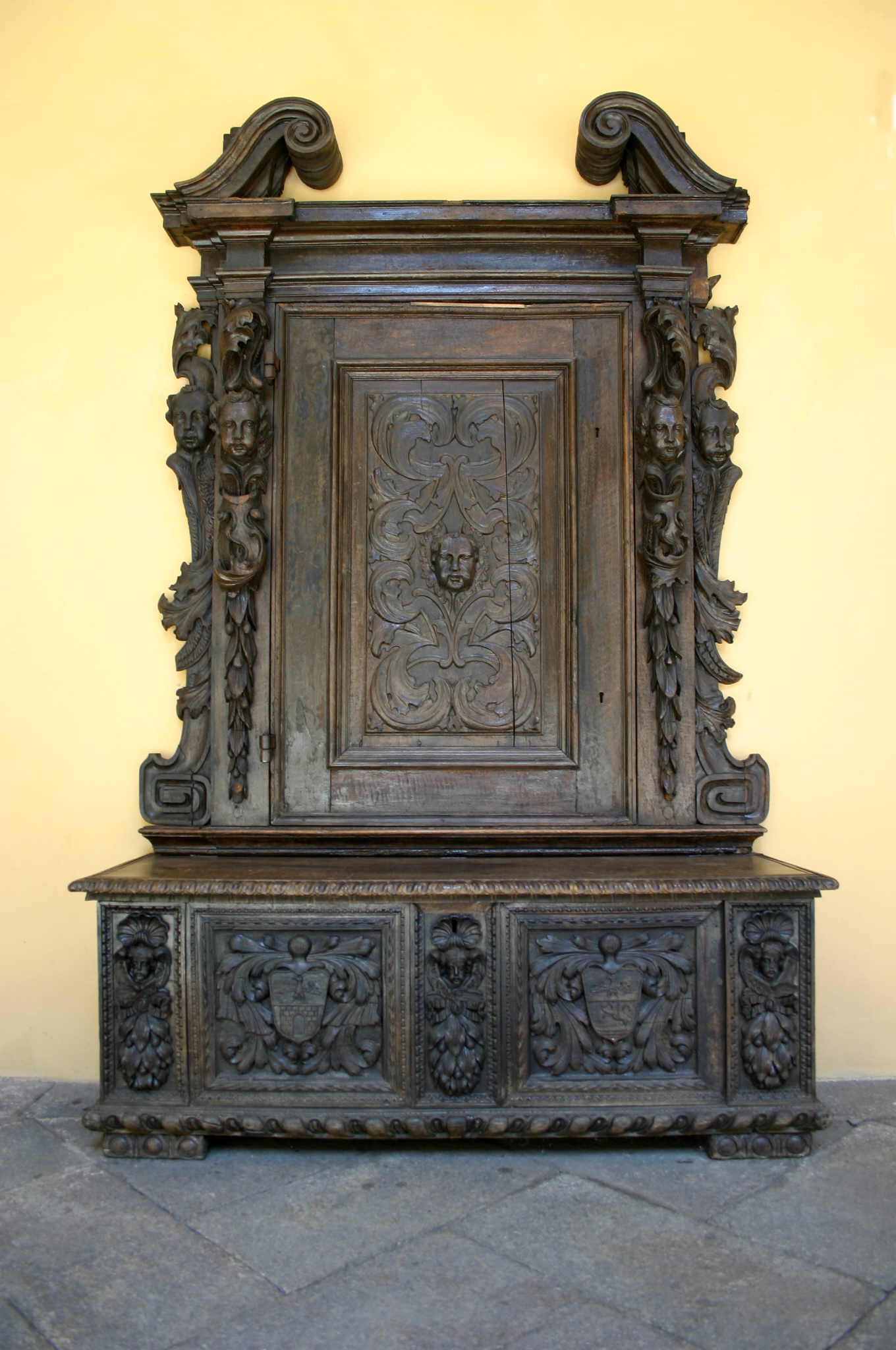
Дерев'яна лава з високою спинкою і декором в стилі маньєризм, палаццо Анноні, Мілан.

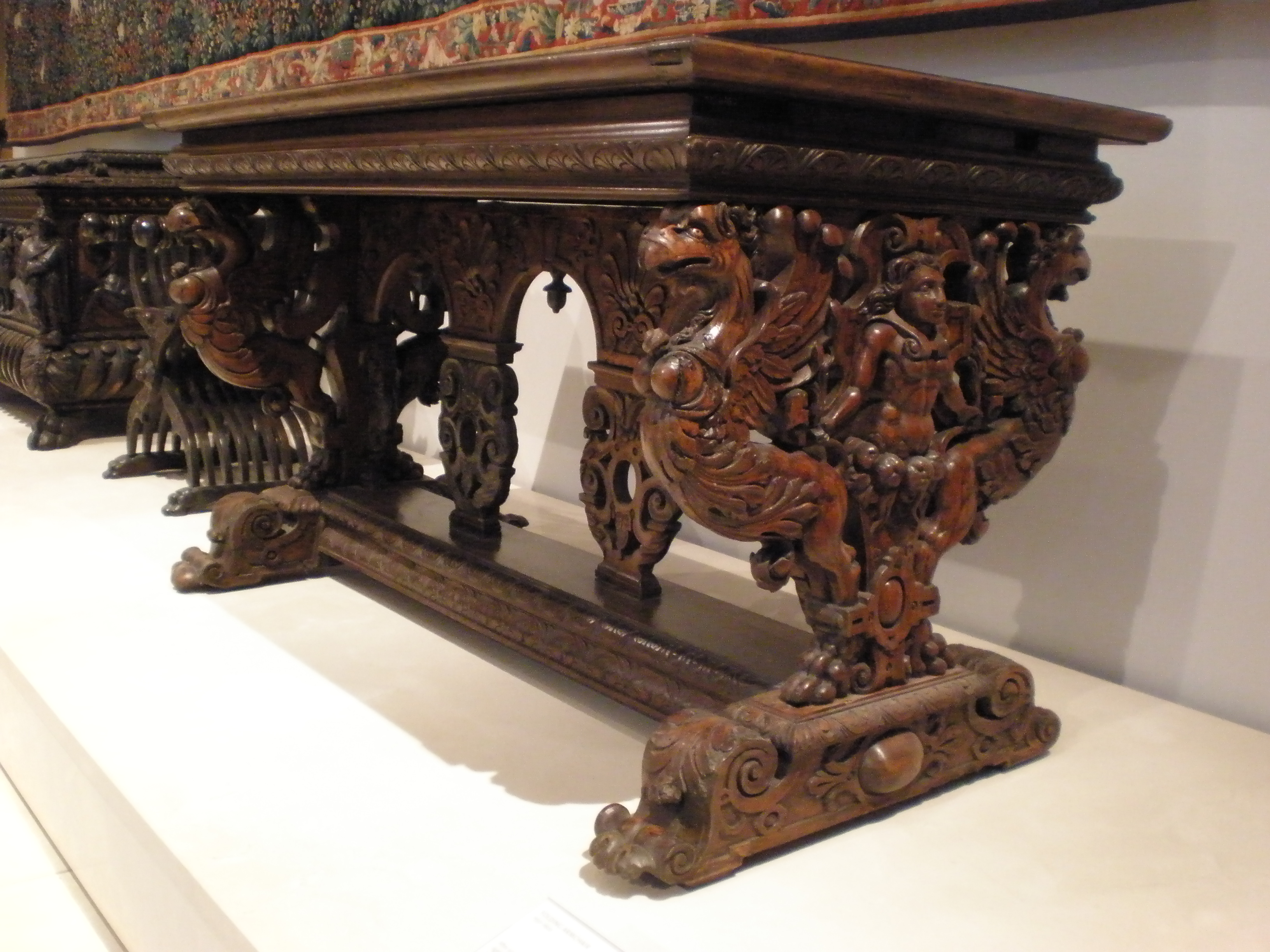
Стіл доби маньєризму. Франція або Бургундія, 1560–1600 рр. Музей Вікторії й Альберта, Лондон.

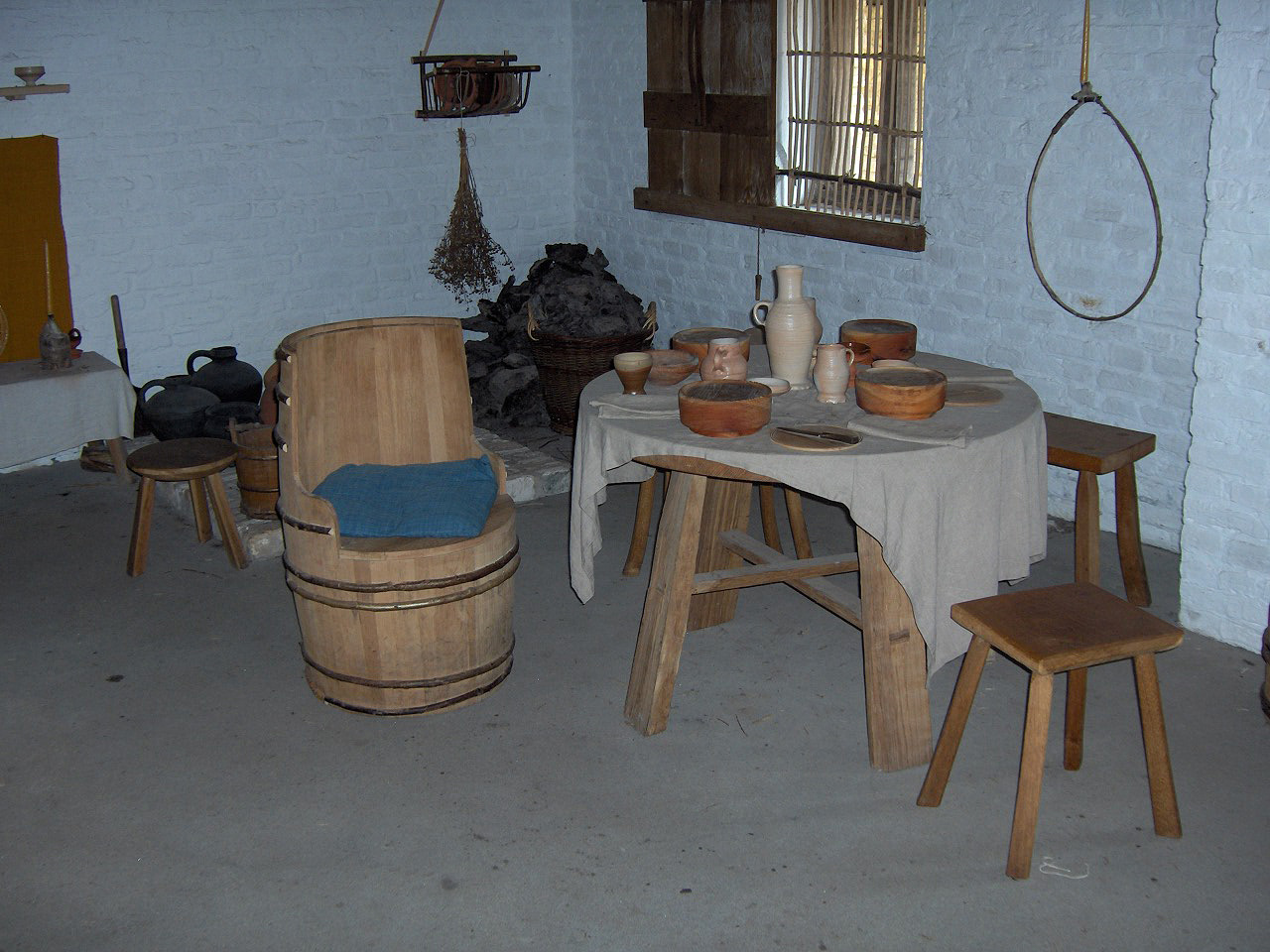
Сільські меблі
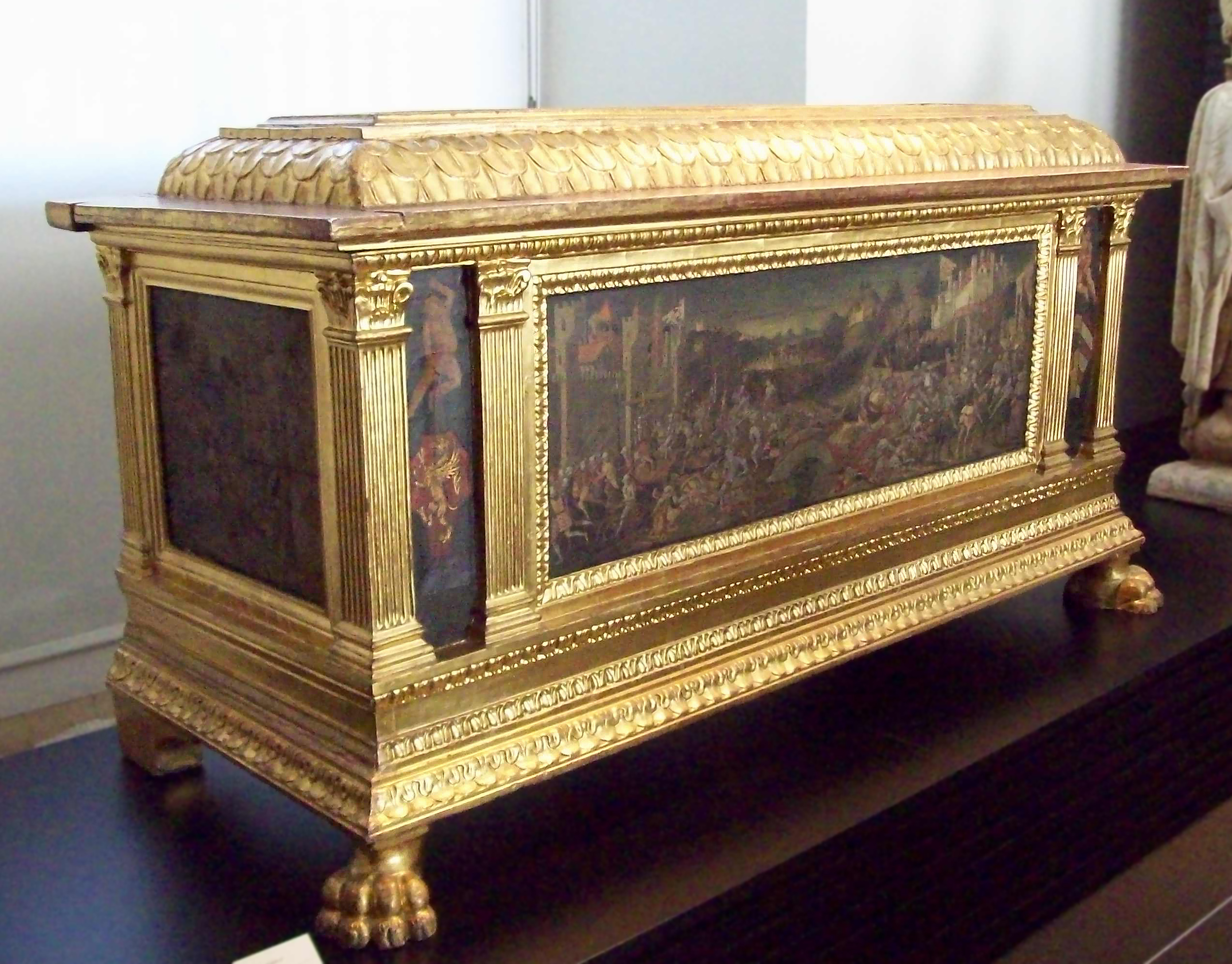
Золочена скриня (кассоне) з Флоренції і сценою «Баталія при Ангіарі», Іспанія, Мадрид.
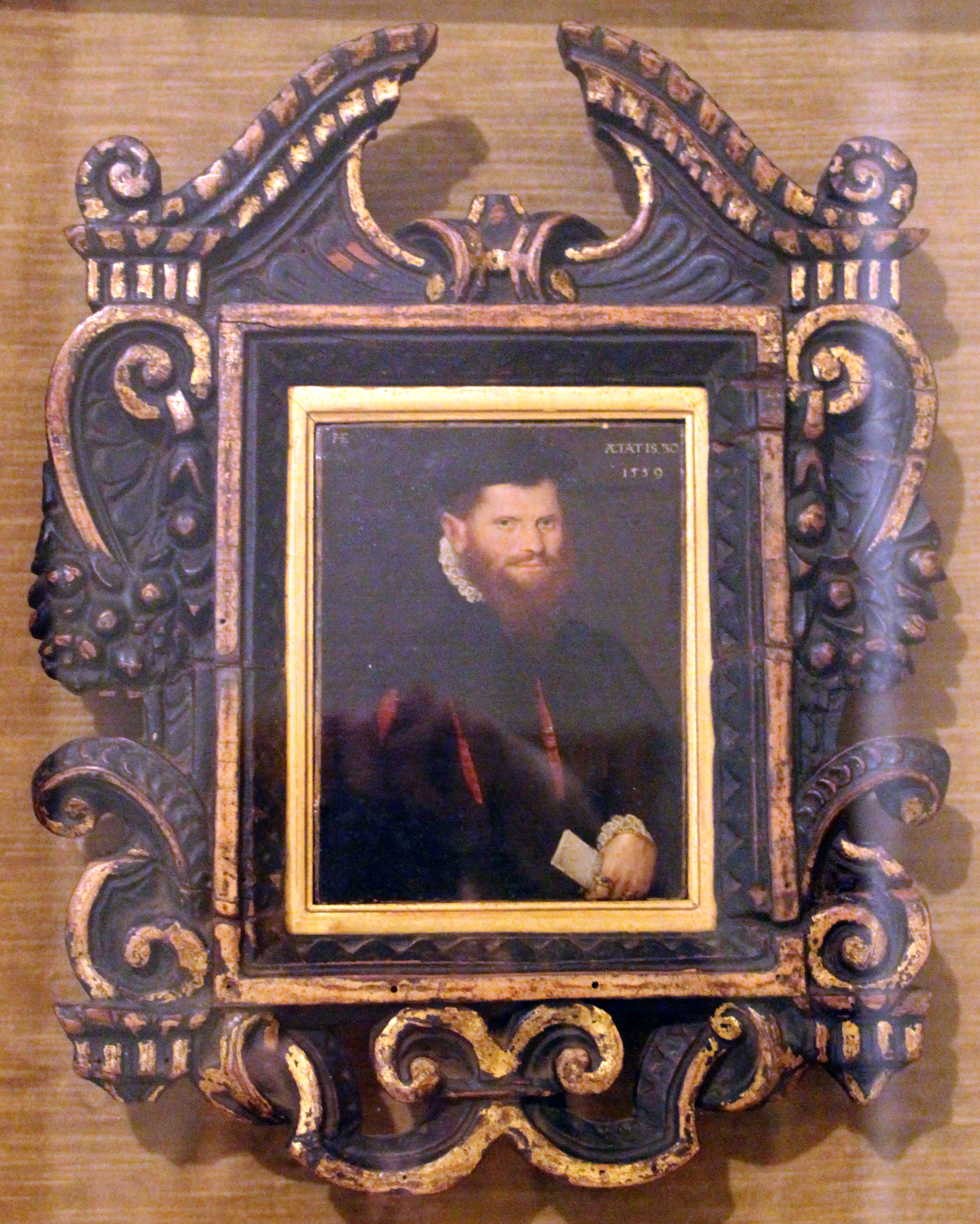
Ганс Еворт, «Портрет невідомого», різьблена рама доби маньєризму, XVI ст., Музей Польді-Пеццолі
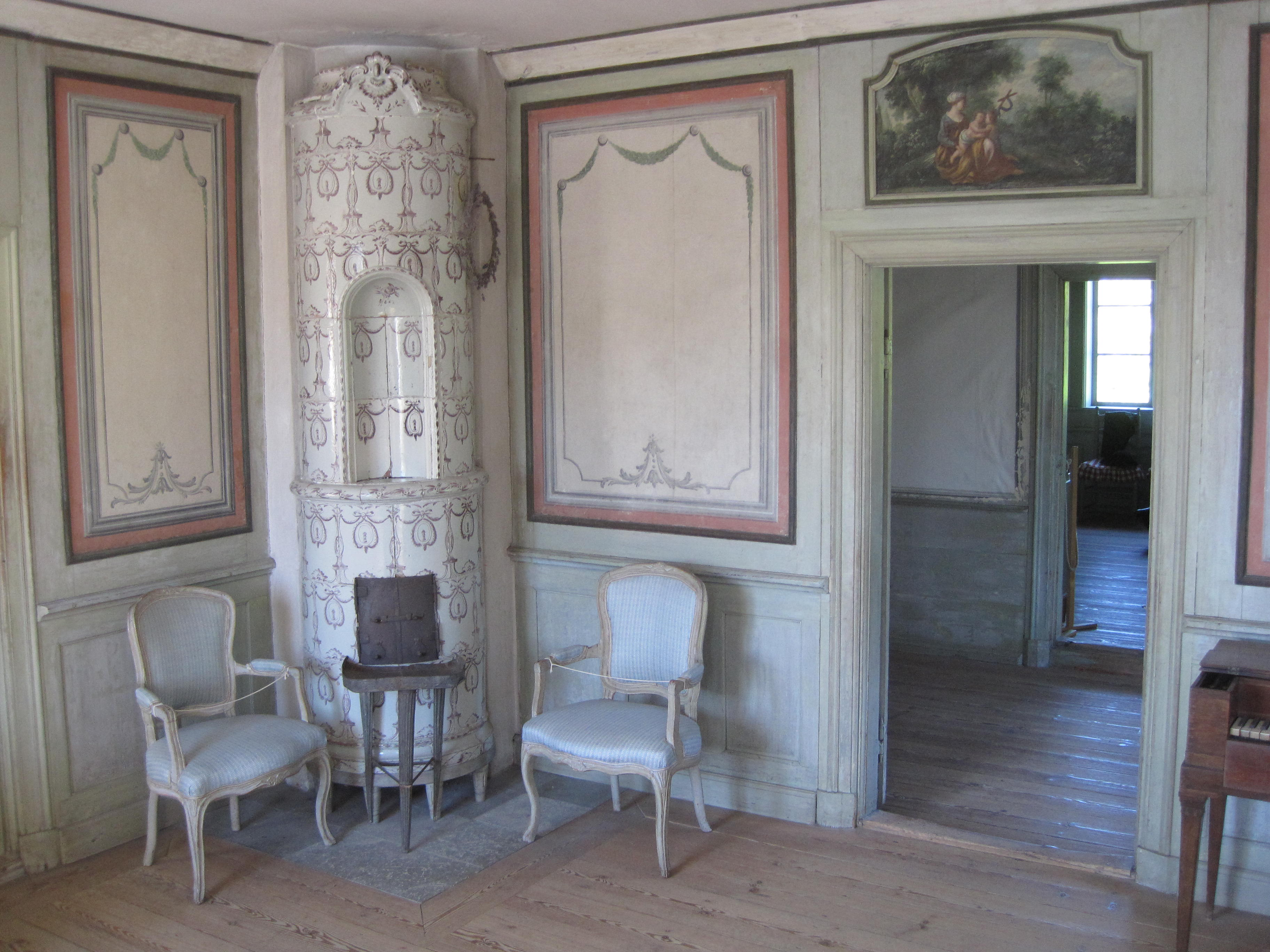
Стокгольм. Інтер'єр доби рококо
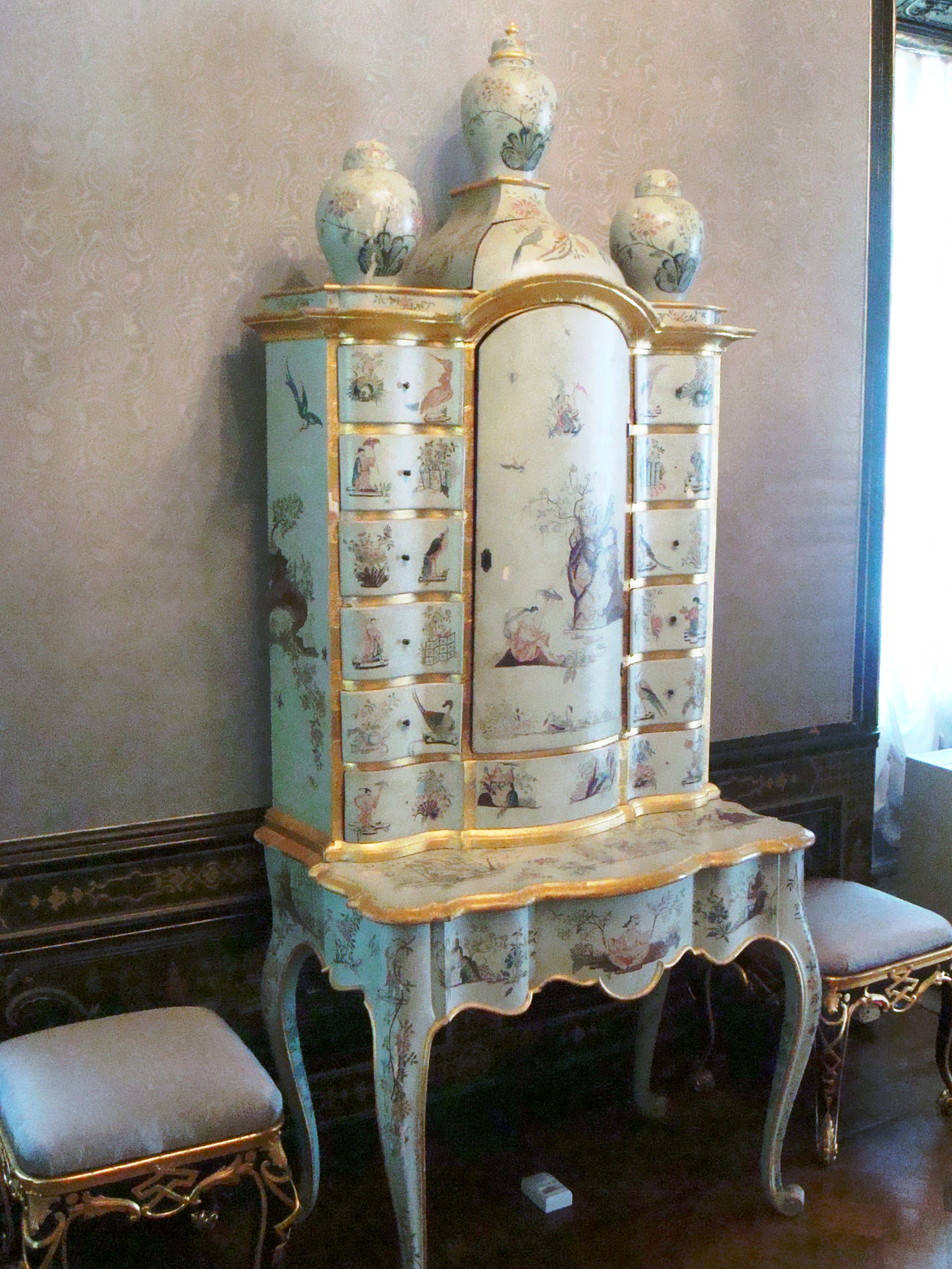
Бюро. Палац Петра III в передмісті Петербурга Оранієнбаумі.
комод роботи Метью Кріяра, розпис — Мартін Верніс, 1742 р.
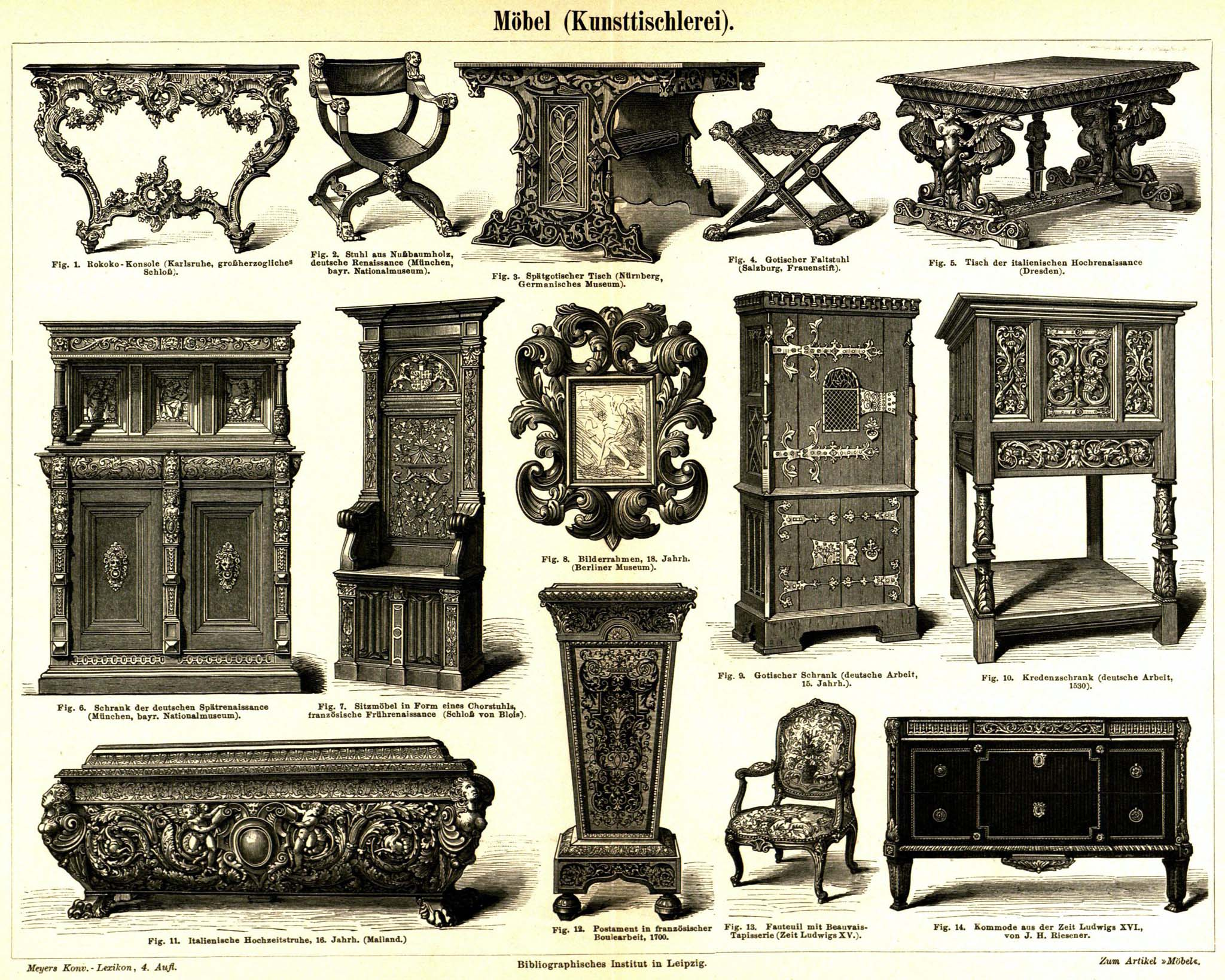
Зразки історичних меблів з дерева.
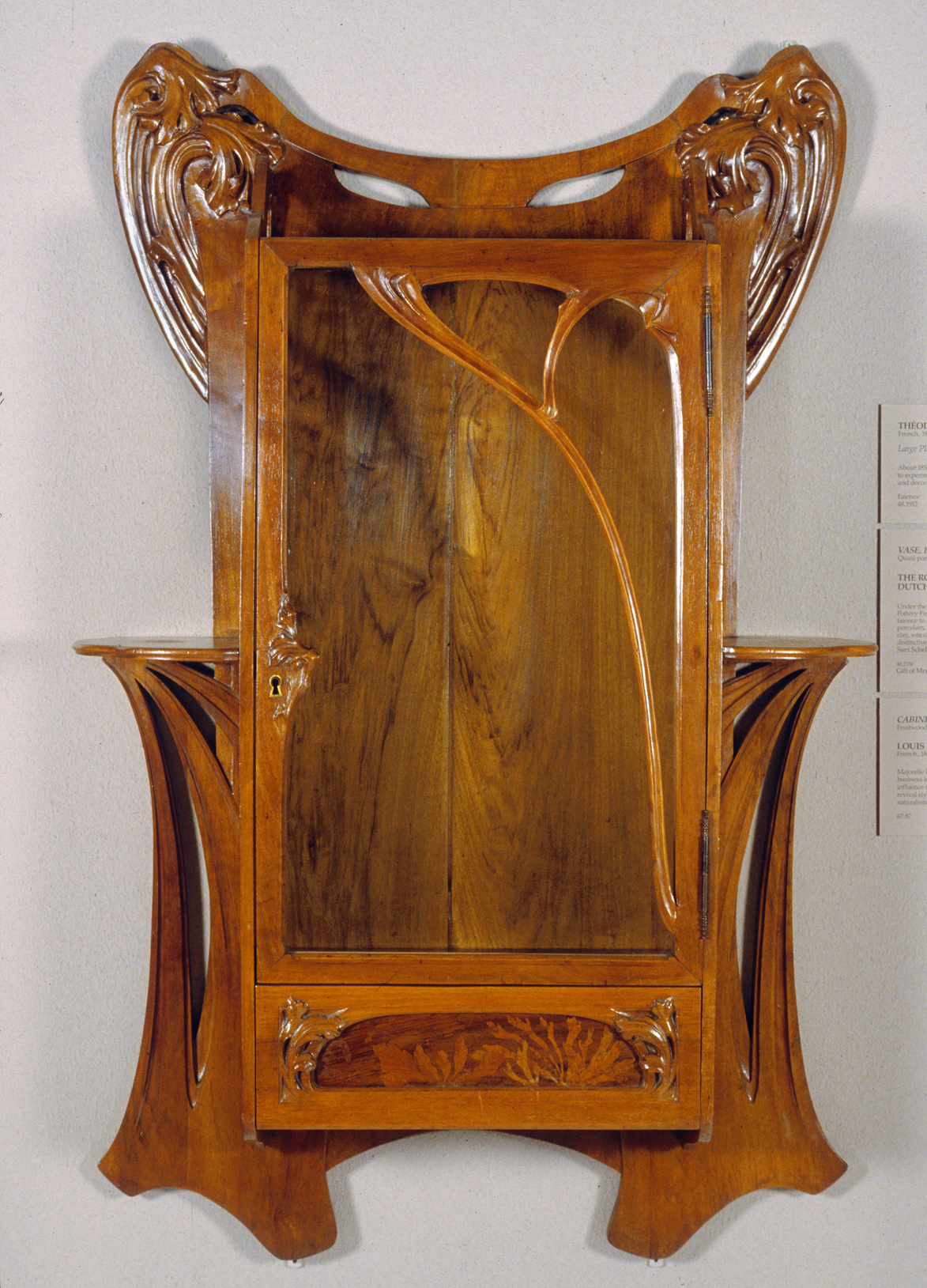
Луї Мажорель. Настінна шафа-кабінет, кінець XIX ст. Художній музей Волтерс, Балтимор, Меріленд, США

## Ліплений декор і декор за шаблонами

Ян Пфістер. Ліплений декор надгробкової каплиці Адама Єроніма Сенявського, маньєризм, бл. 1640 р. Бережани, Україна. Архівне фото.

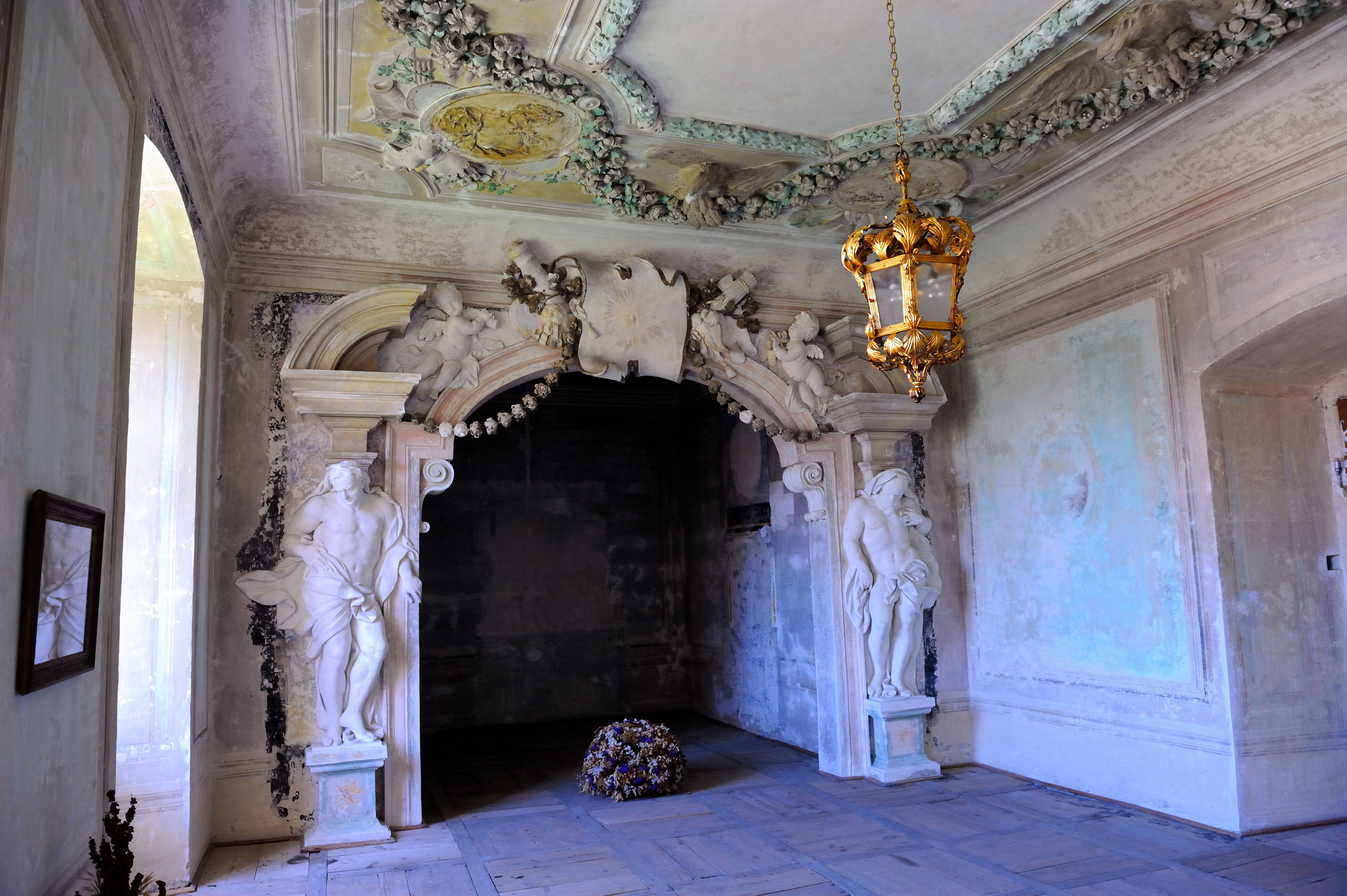
Ліплений декор, замковий театр, бароко,  Угерчіце, Чехія (Архітектура Чехії)
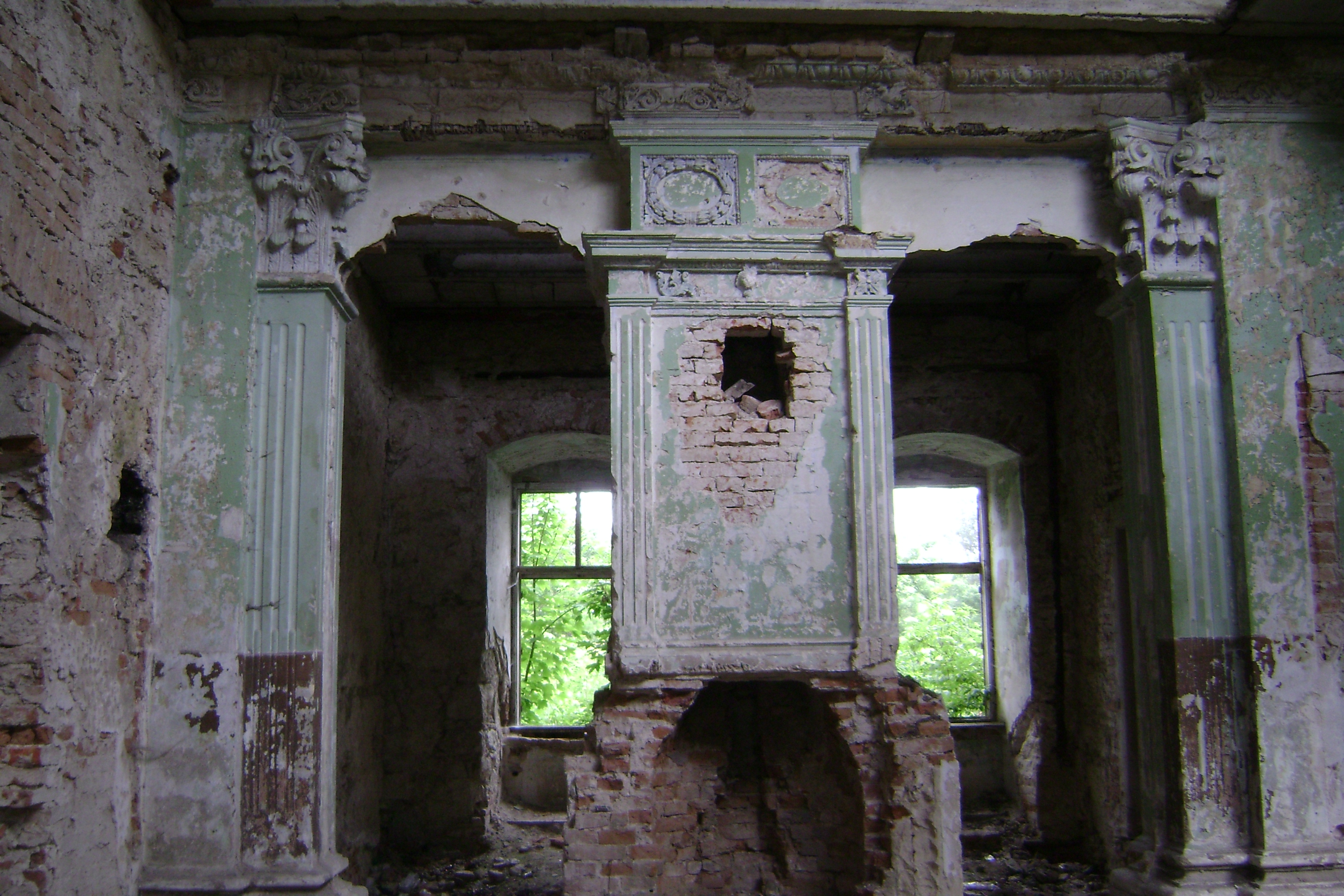
Поморянський замок. Львівська область, залишки ліпленого декору у інтер'єрі. Маньєризм
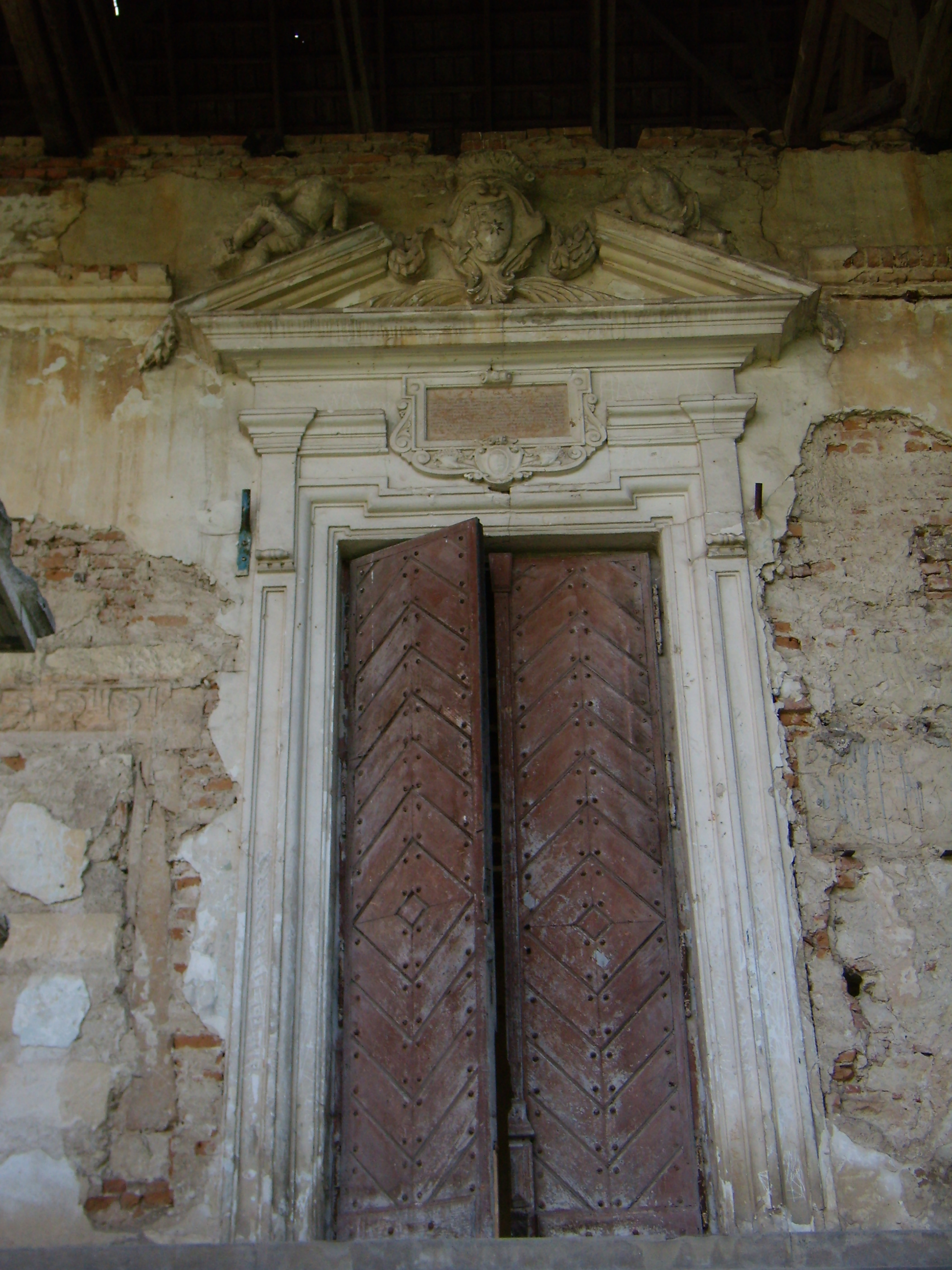
Поморянський замок. Львівська область, портал.
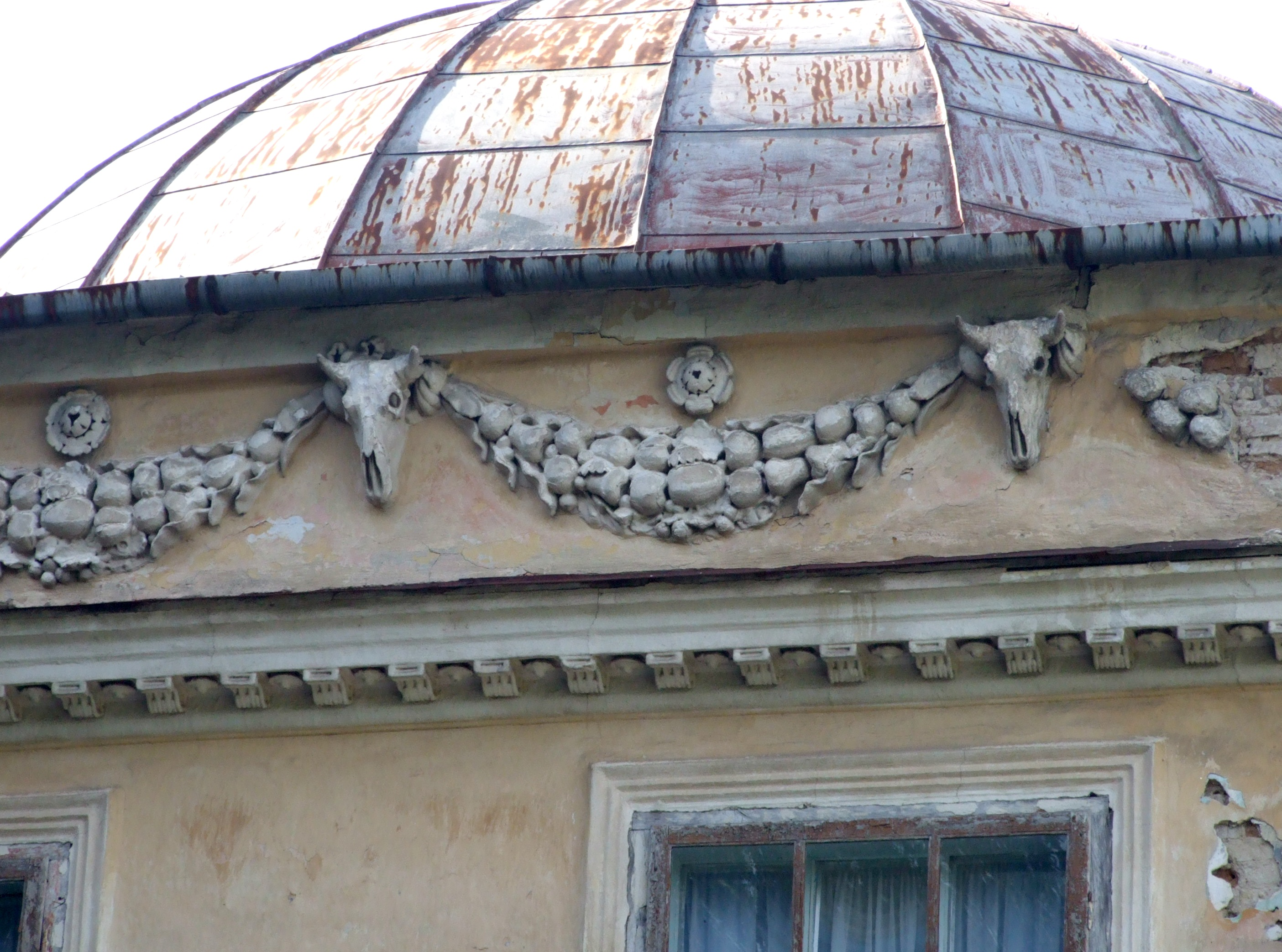
Вороновицький музей історії авіації та космонавтики України. Вінницька область. Ліплений декор бічного павільйону з гірляндами
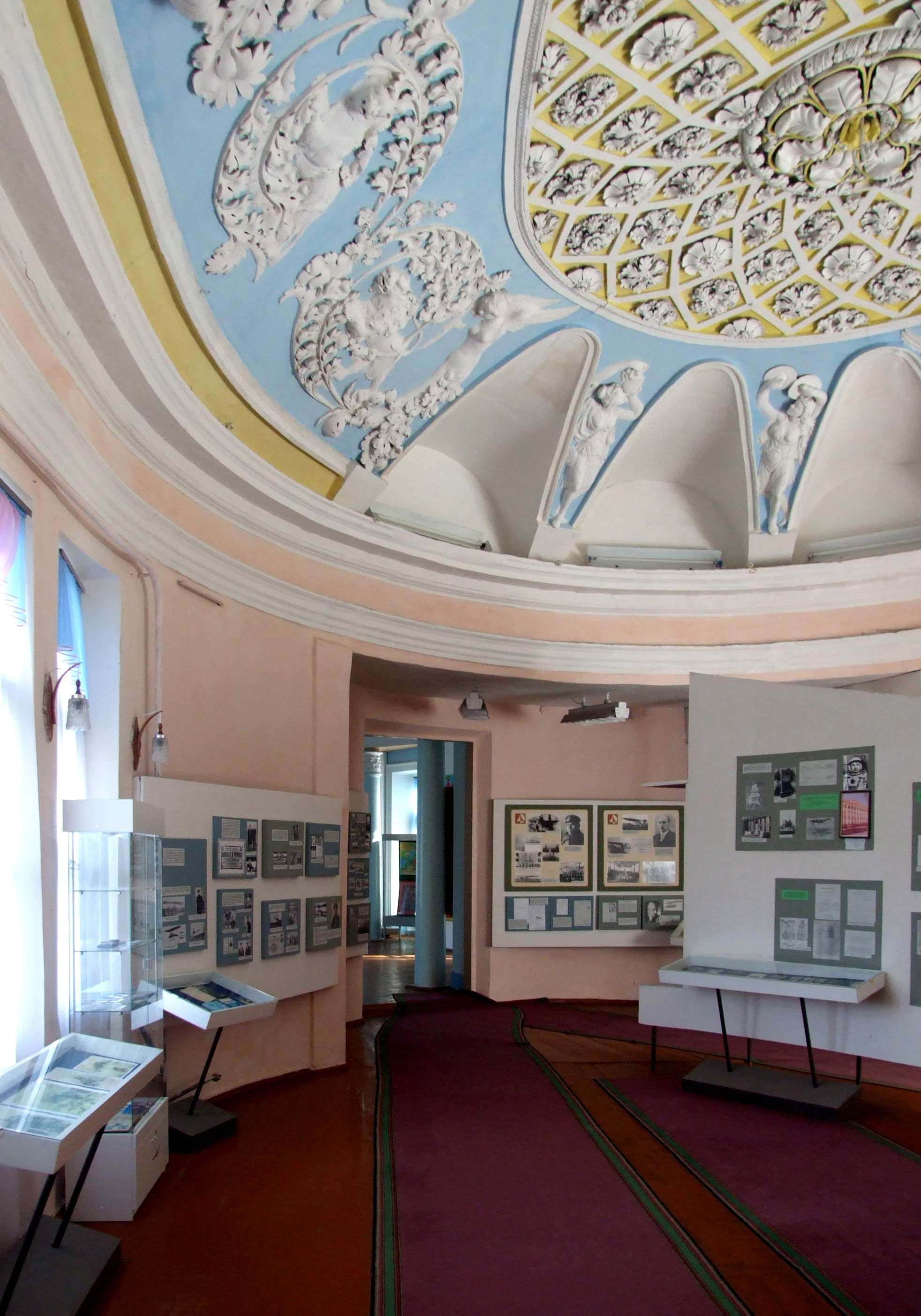
Вороновицький музей історії авіації та космонавтики України. Вінницька область. Ліплений декор овальної зали, пізній класицизм.

## Лозоплетіння

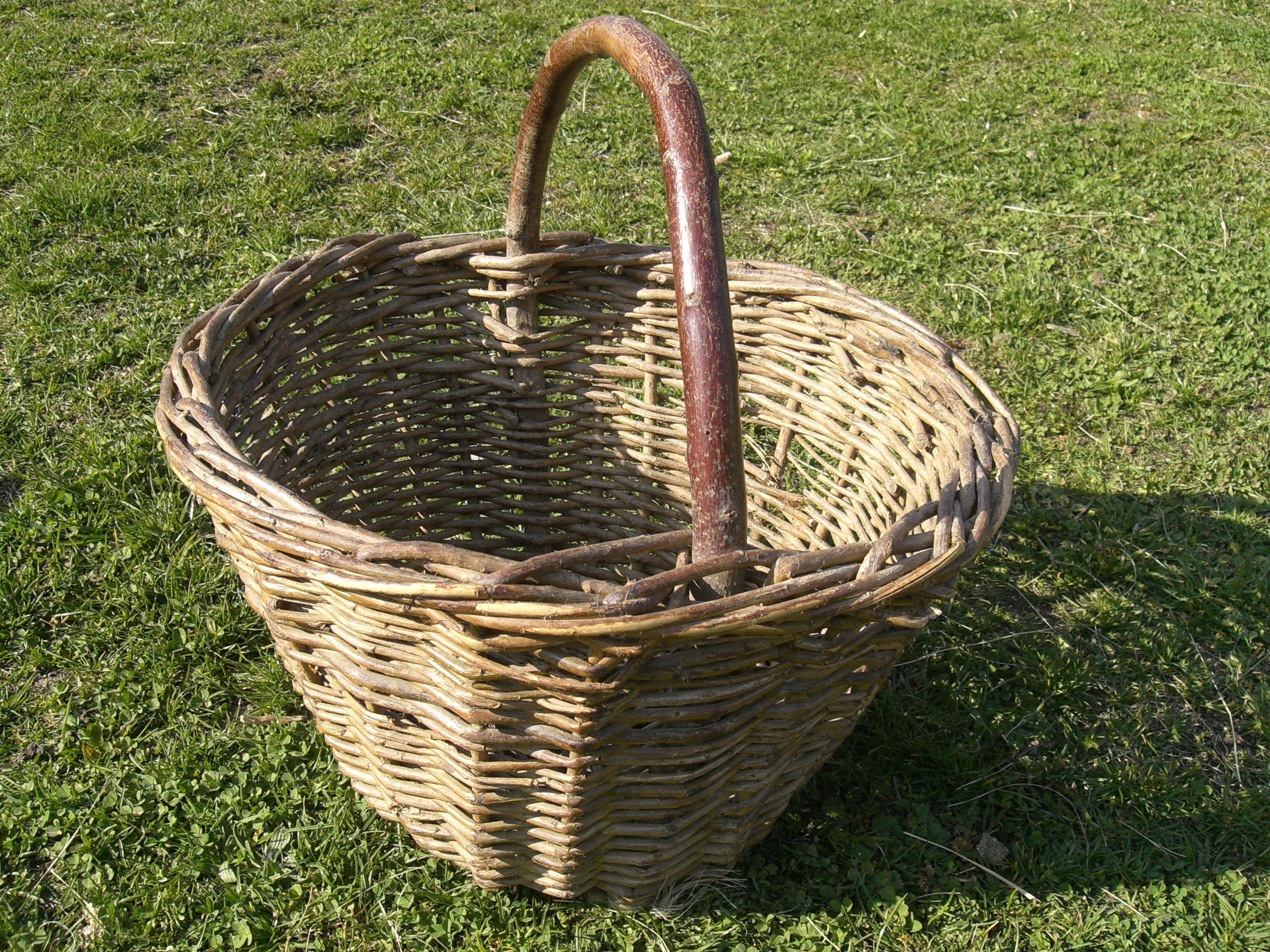
Кошик звичайний
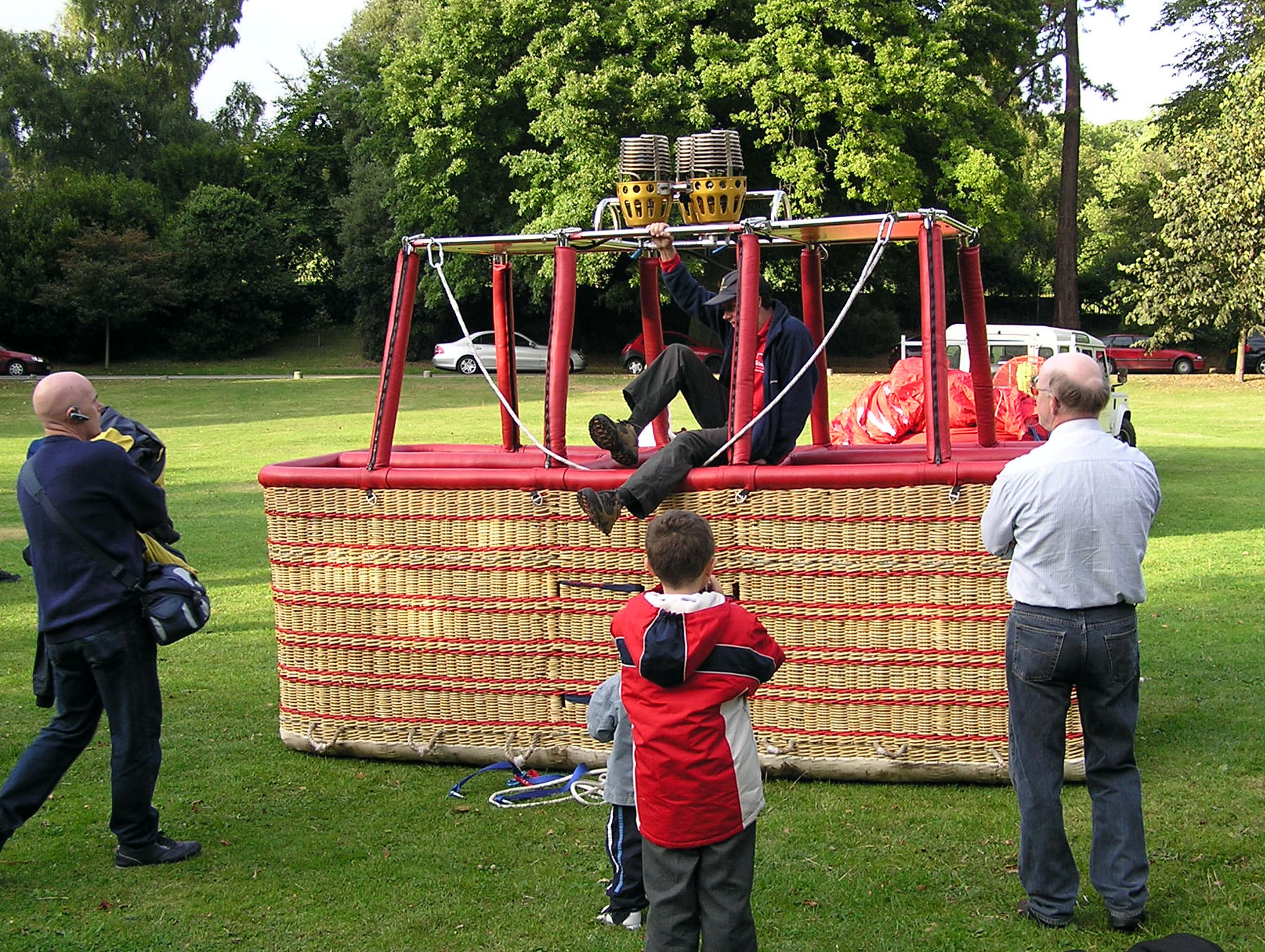
Кошик для повітряної кулі
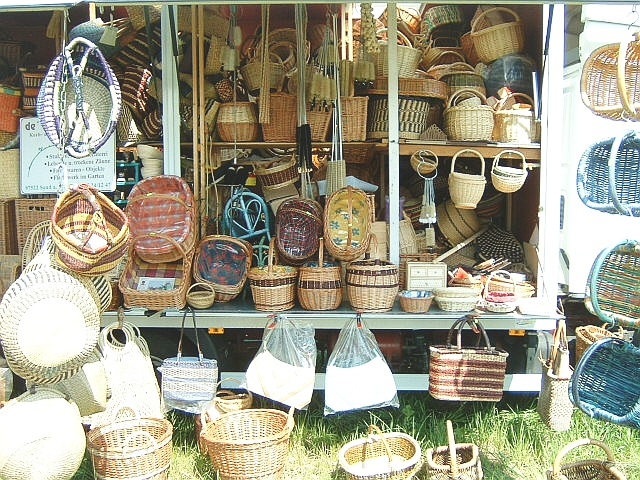
Крамничка кошиків, Франкфурт, Німеччина.

## Текстиль

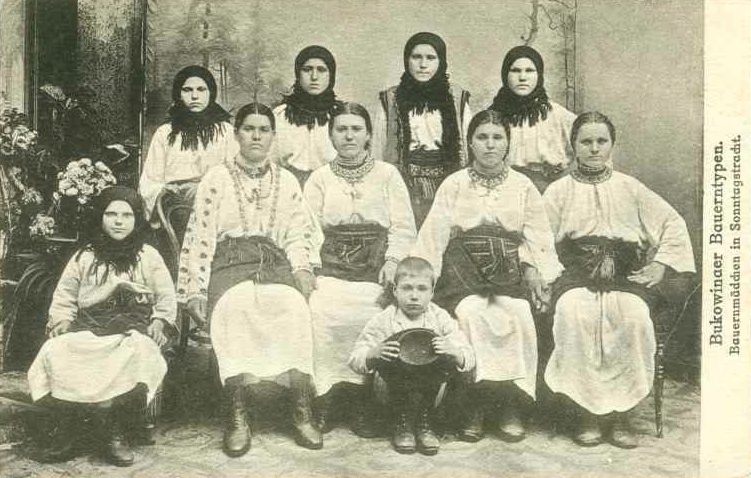
Жіночий одяг селянок Буковини, XIX ст.
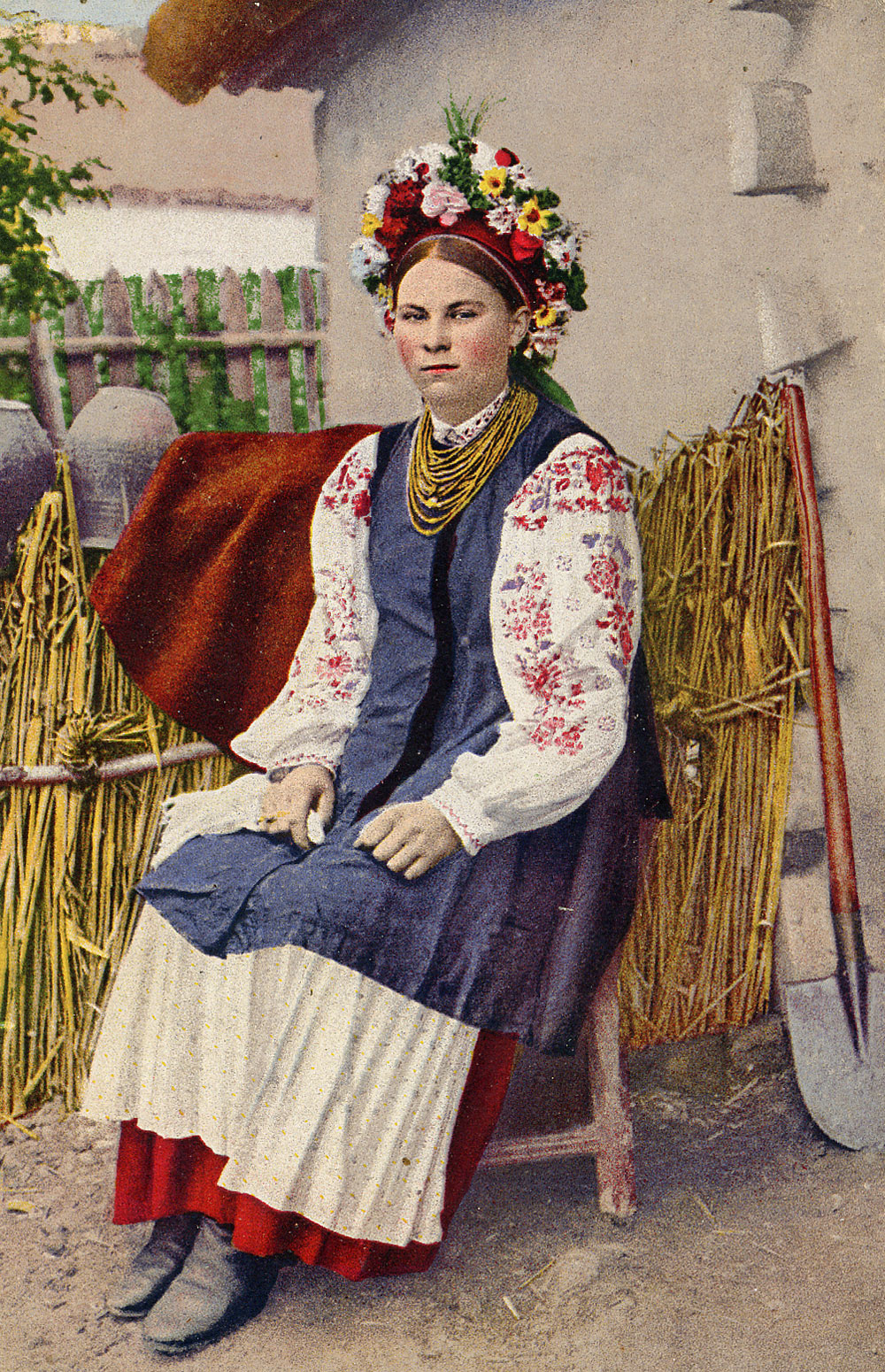
Українка-дівчина в вишиванці, листівка, 1916
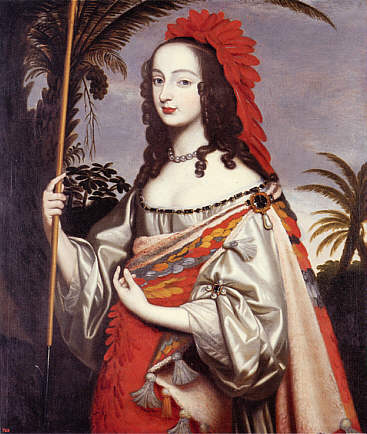
Художниця Луїза Голландіна. Софія Пфальцька в маскарадному вбранні американської індиянки, бл. 1644
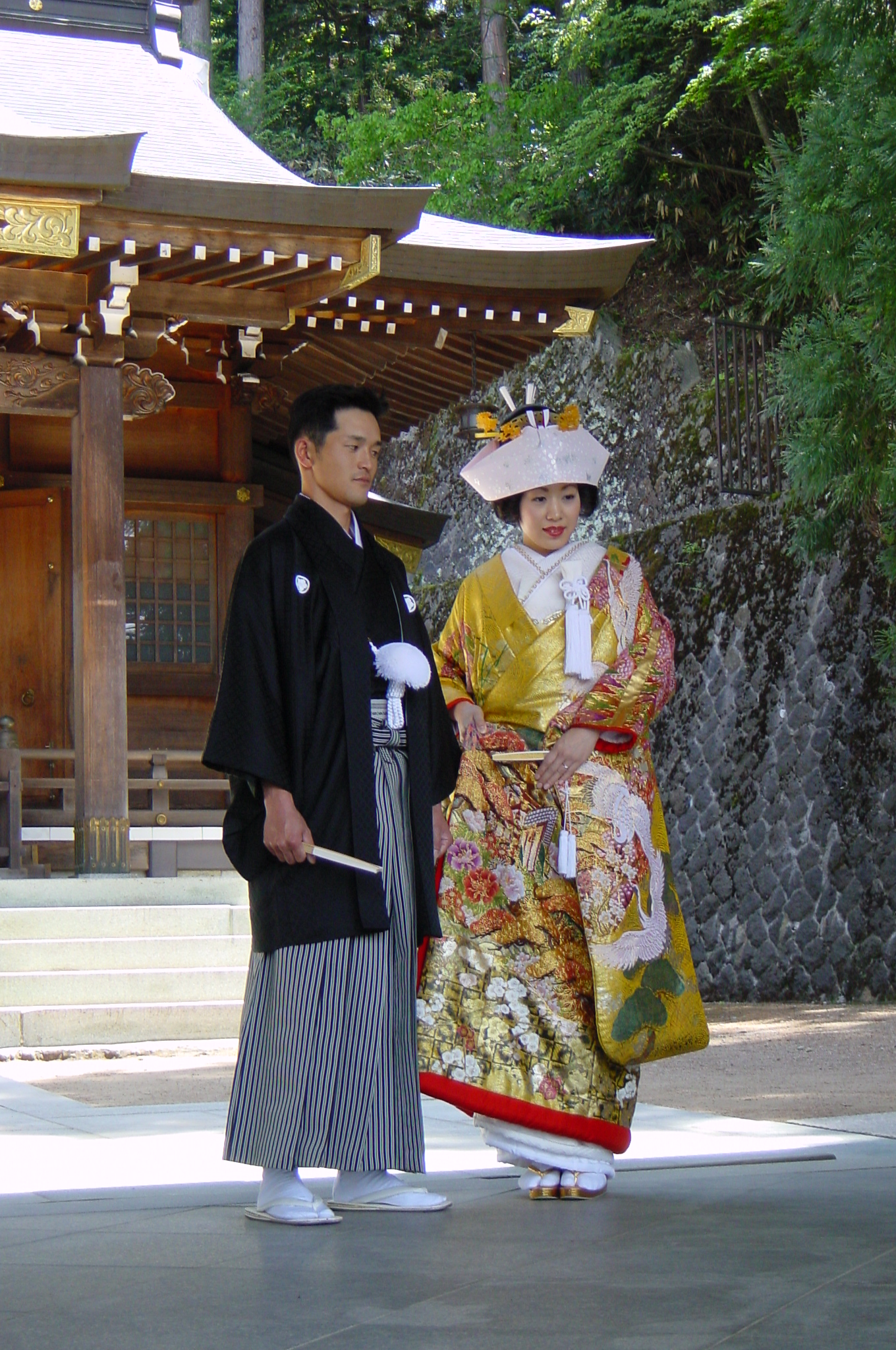
Японія, весільне вбрання.Наречений у парадному вбранні — чорний халат і куртка, а також строкаті хакама
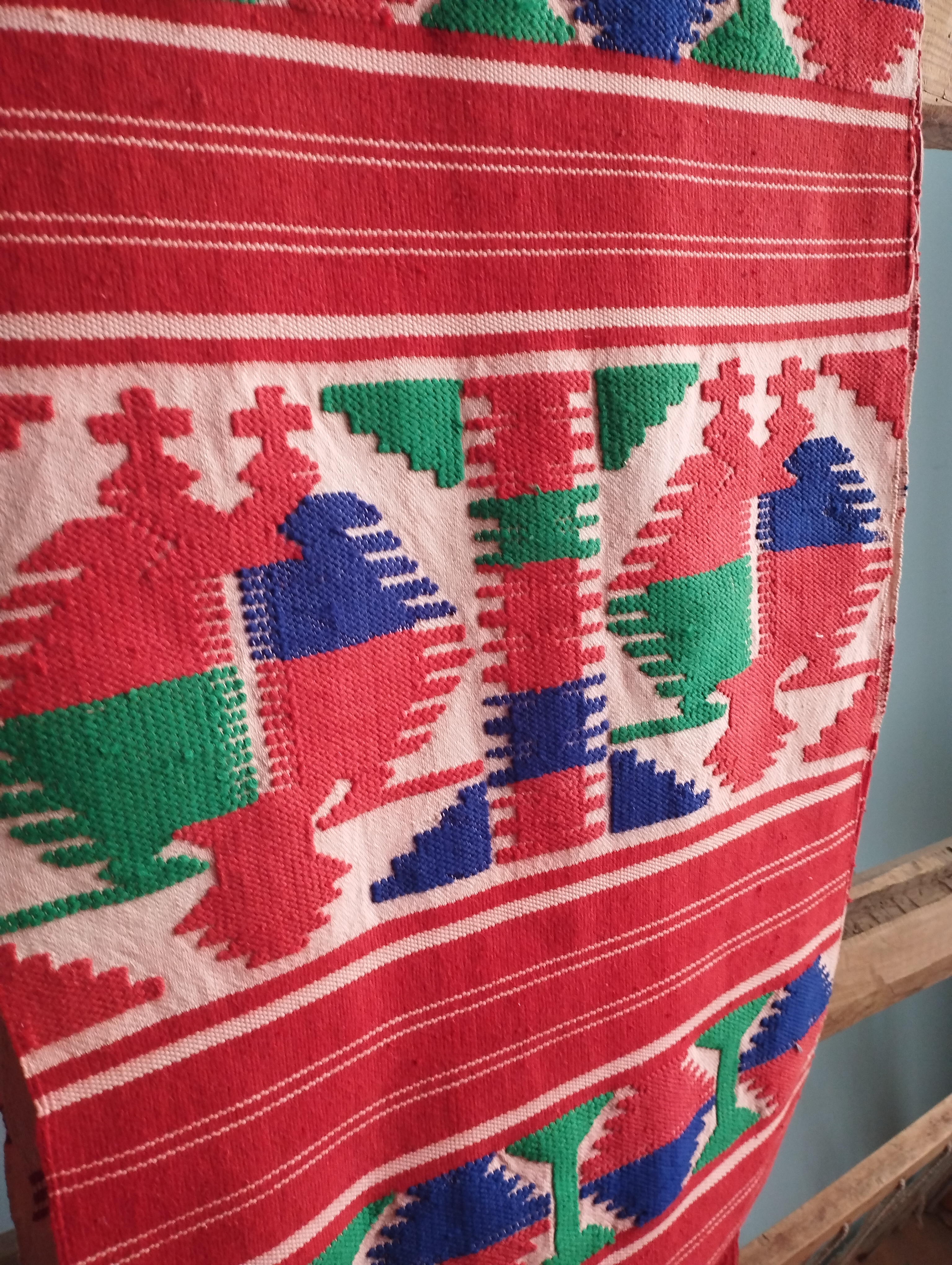
Український текстиль
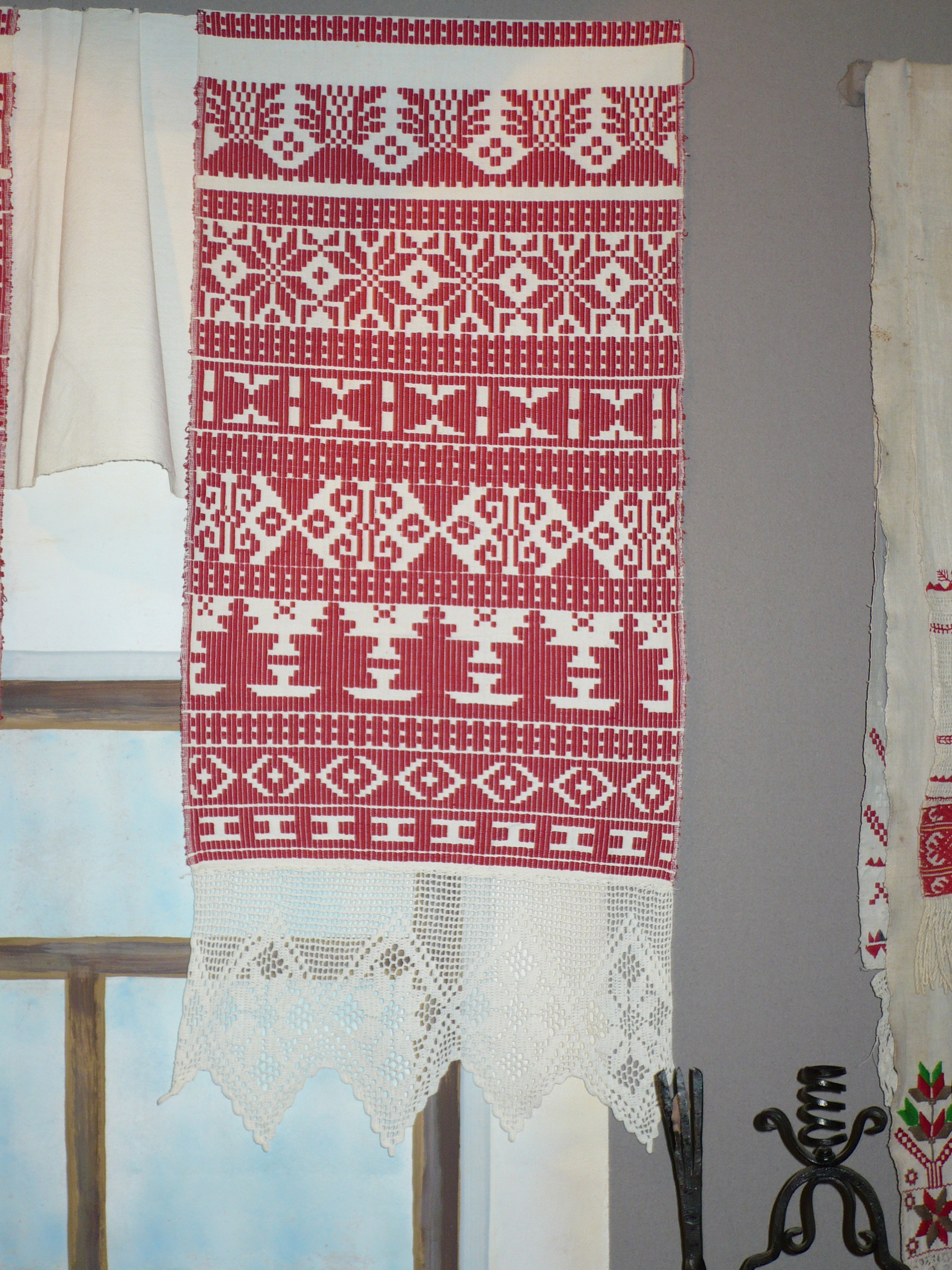
Кролевецкий тканний рушник

## Мереживо

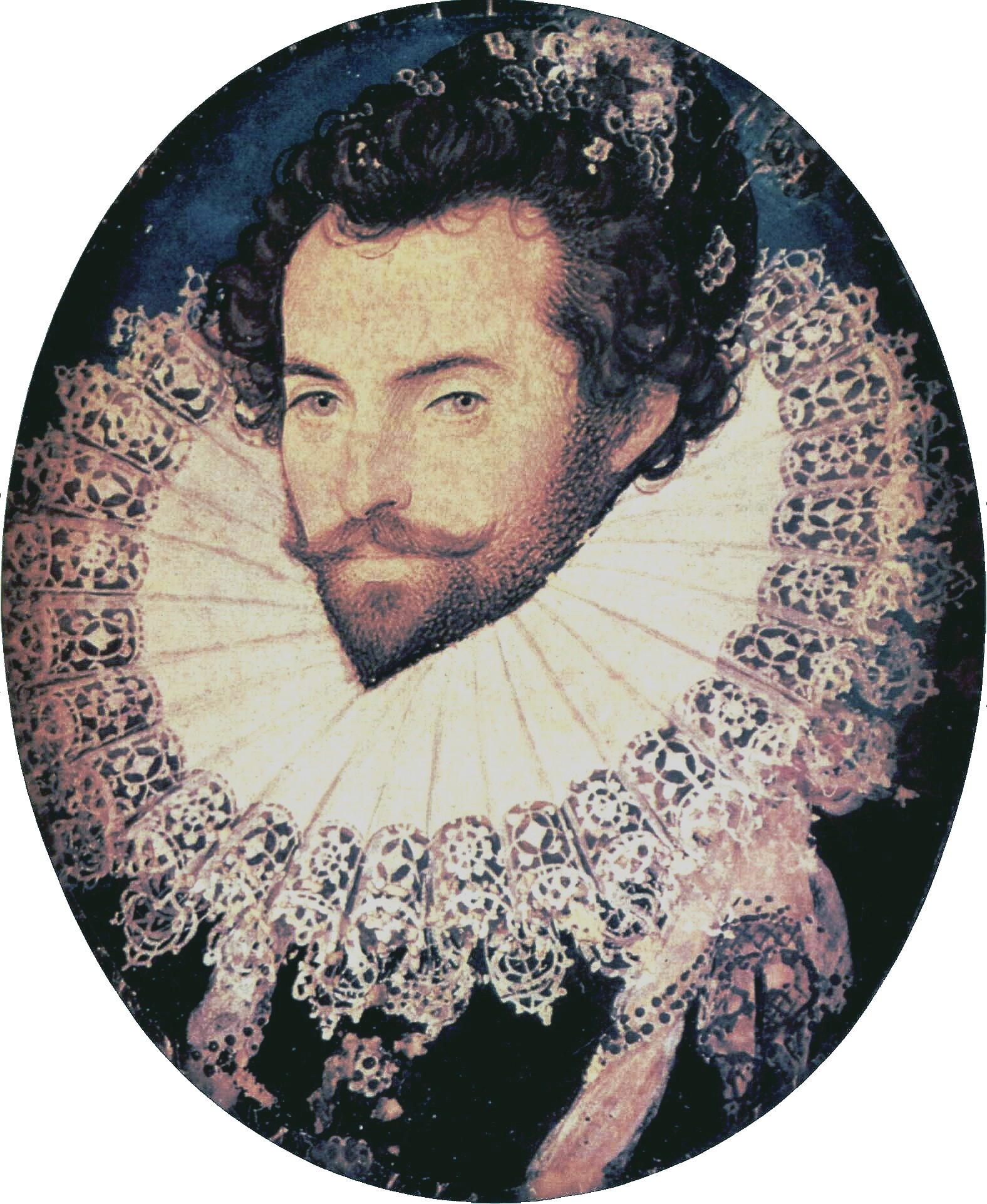
Худ. Ніколас Гіллард. Волтер Релі
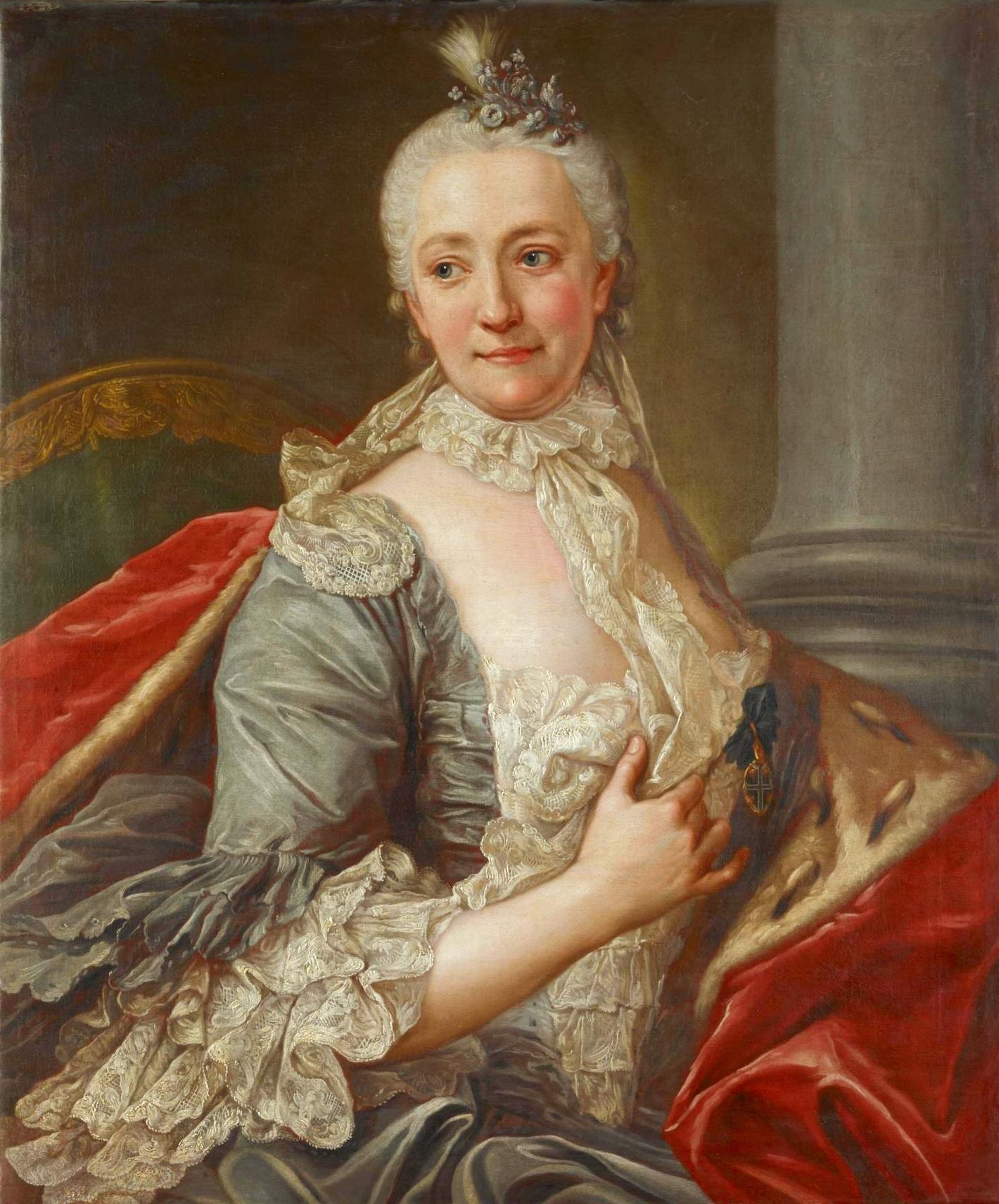
Марчелло Бачареллі. Барбара Санґушкова.Мереживо на голові, шиї, рукавах. 1757 рік
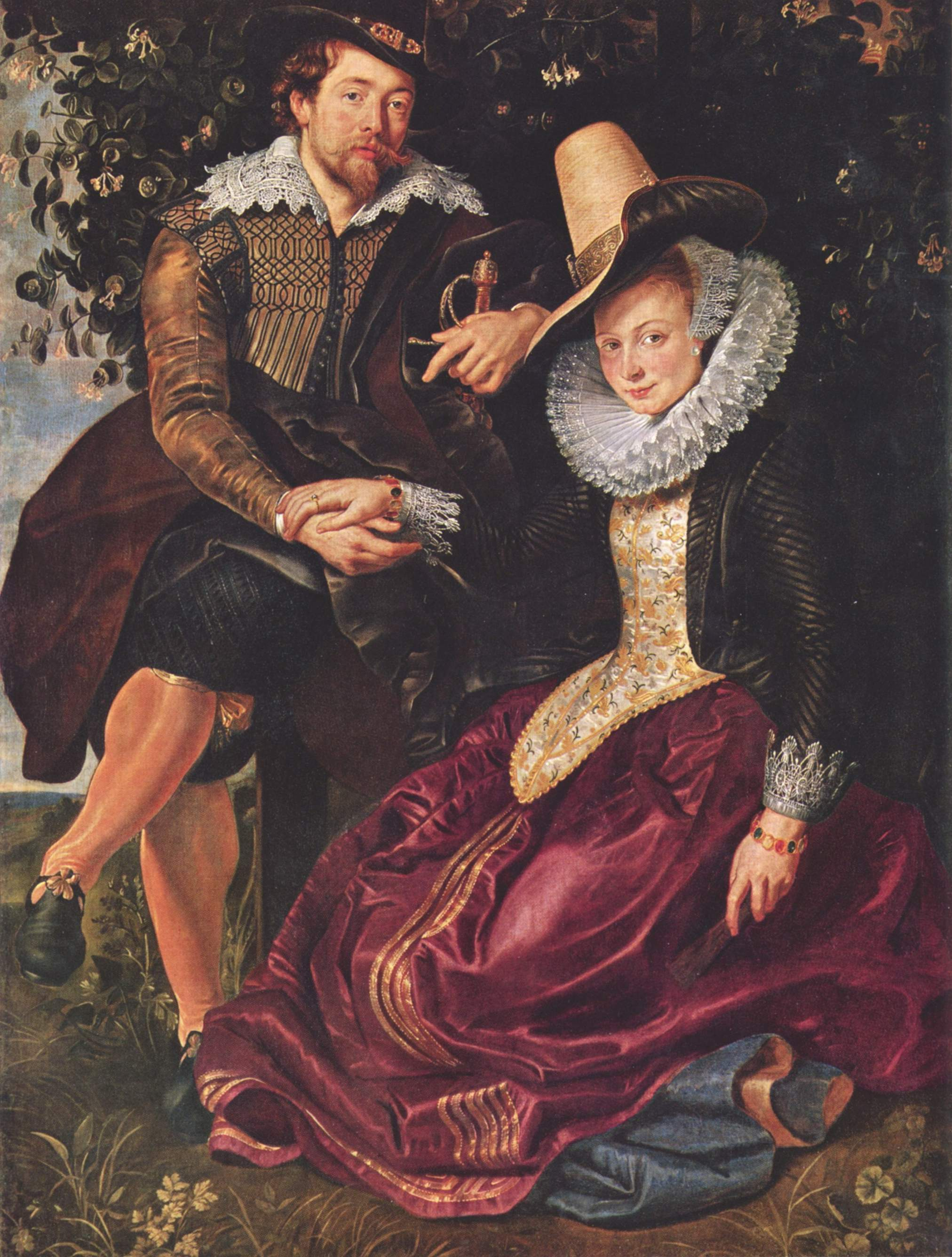
Художник Рубенс з дружиною Ізабелою Брант. Фламандське мереживо 17 століття на обох. 1610 рік
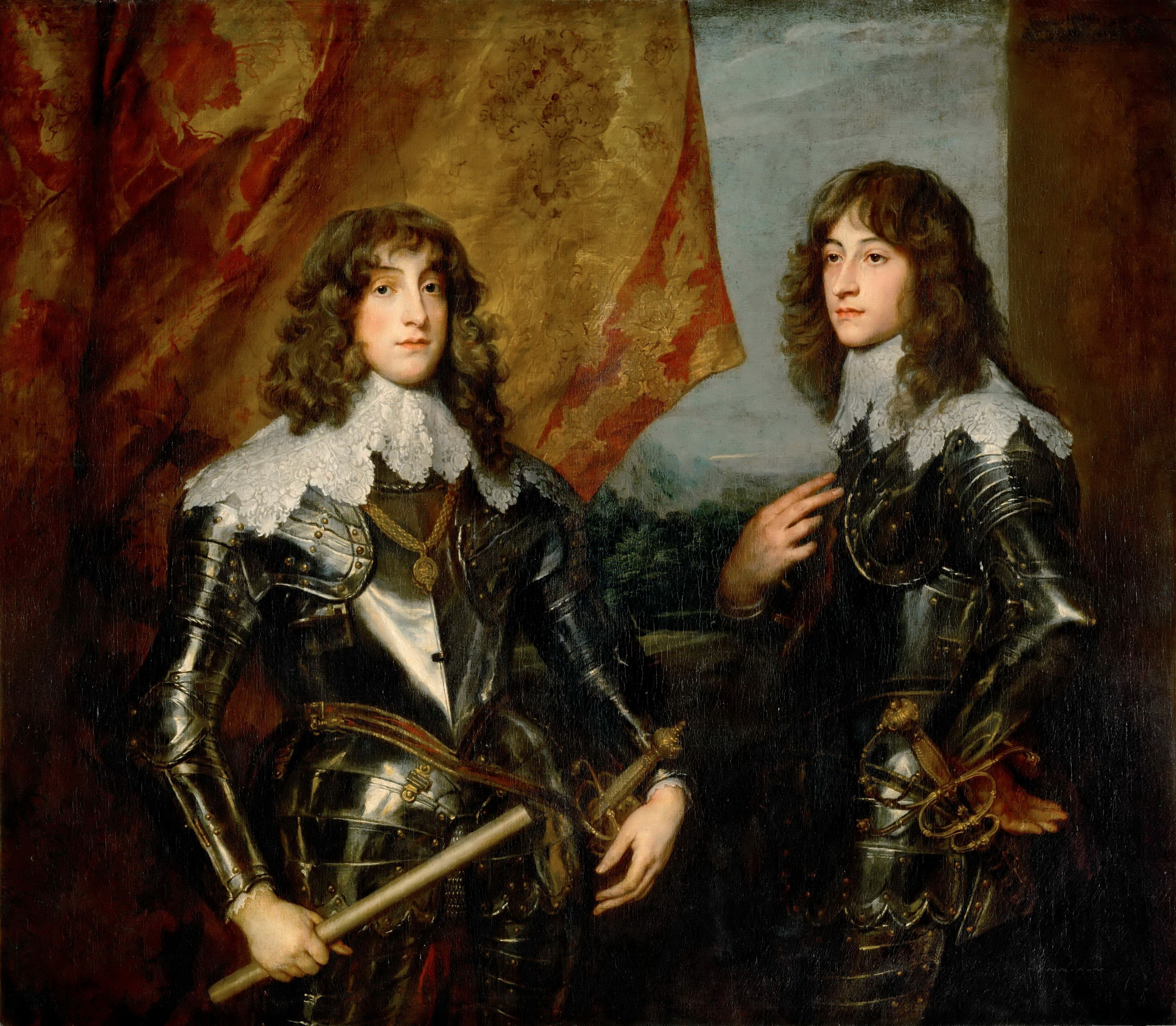
Ван Дейк. Мереживо поверх лицарських обладунків принців, 1637 рік

## Килими, арраси, гобелени

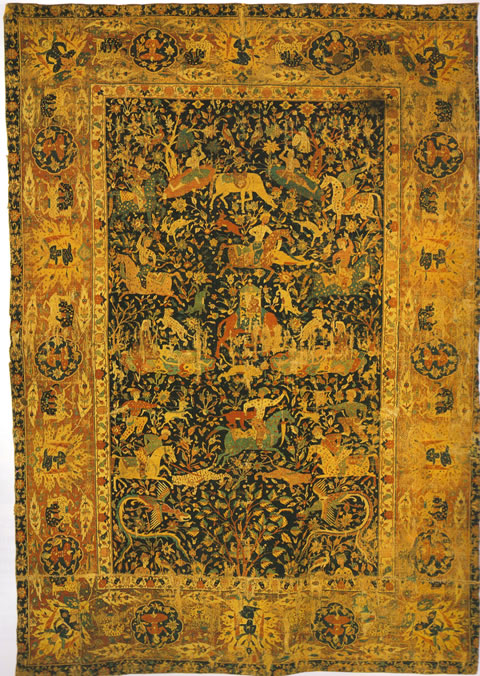
Перський килим родини Сангушків, 2-а половина XVI ст., Музей декортивного мистецтва, Париж

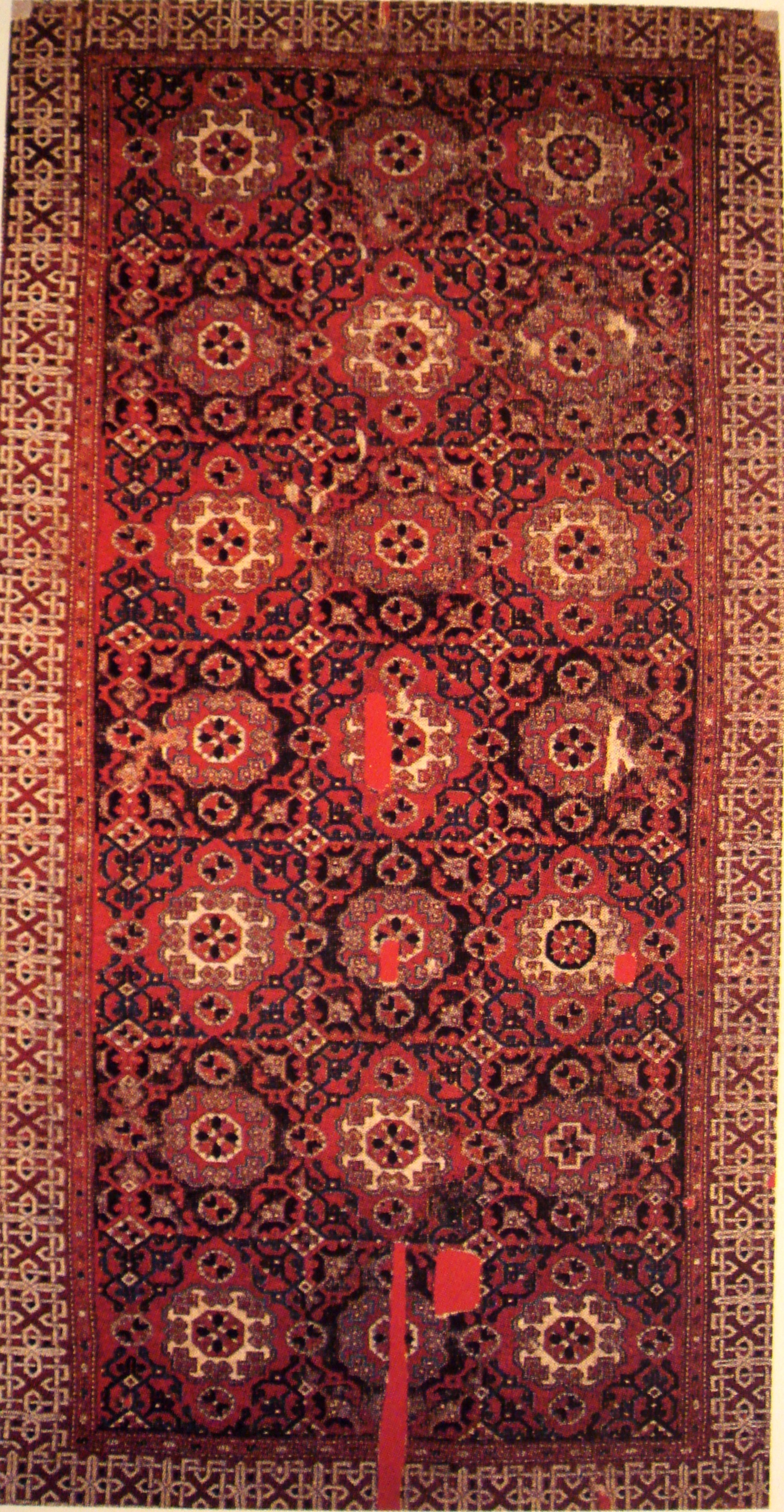
Килим з Анатолії, Османська імперія, XVI століття.

Пілюгіна О., килим «Гетьманський», 2013, 280х185 Створений на Грант Президента України. Найкращий твір року 2014

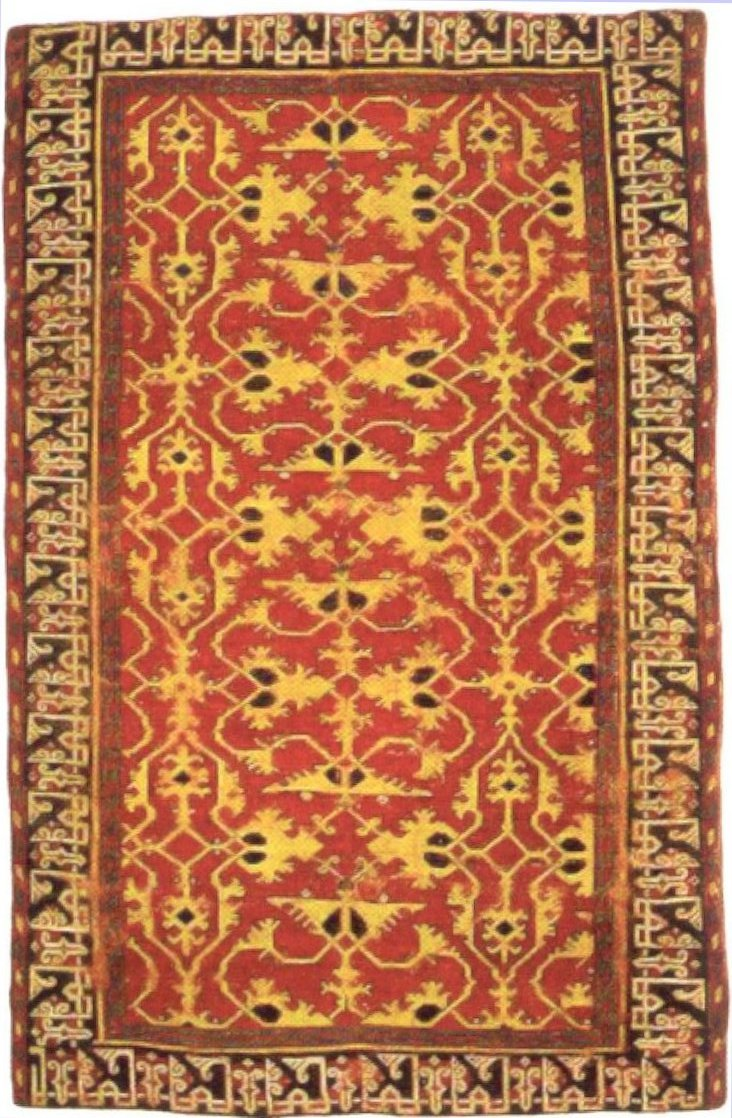
Килим із Західної Анатолії, XVI ст., Музей мистецтв Сент Луїса, США
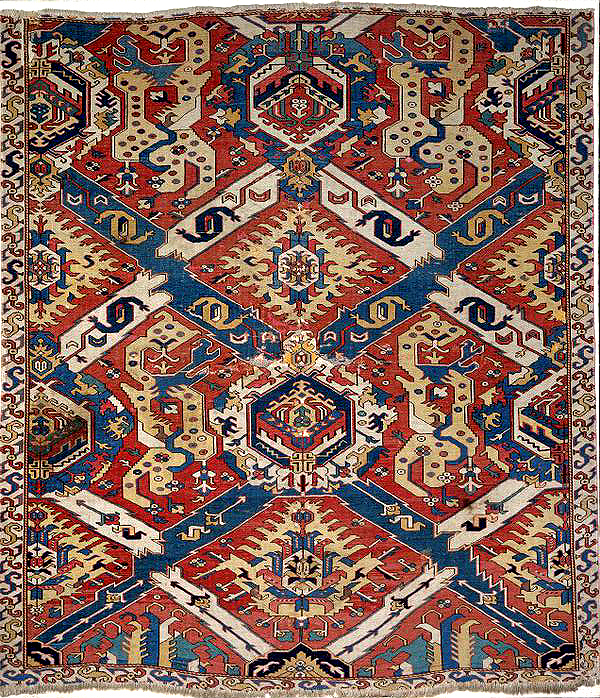
Азербайджан. Килим з драконами, не пізніше XVIII ст.
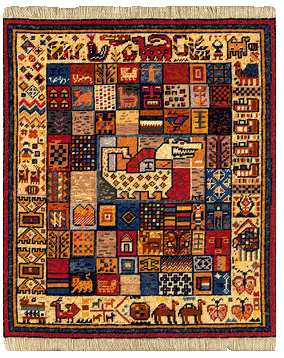
Перський килим
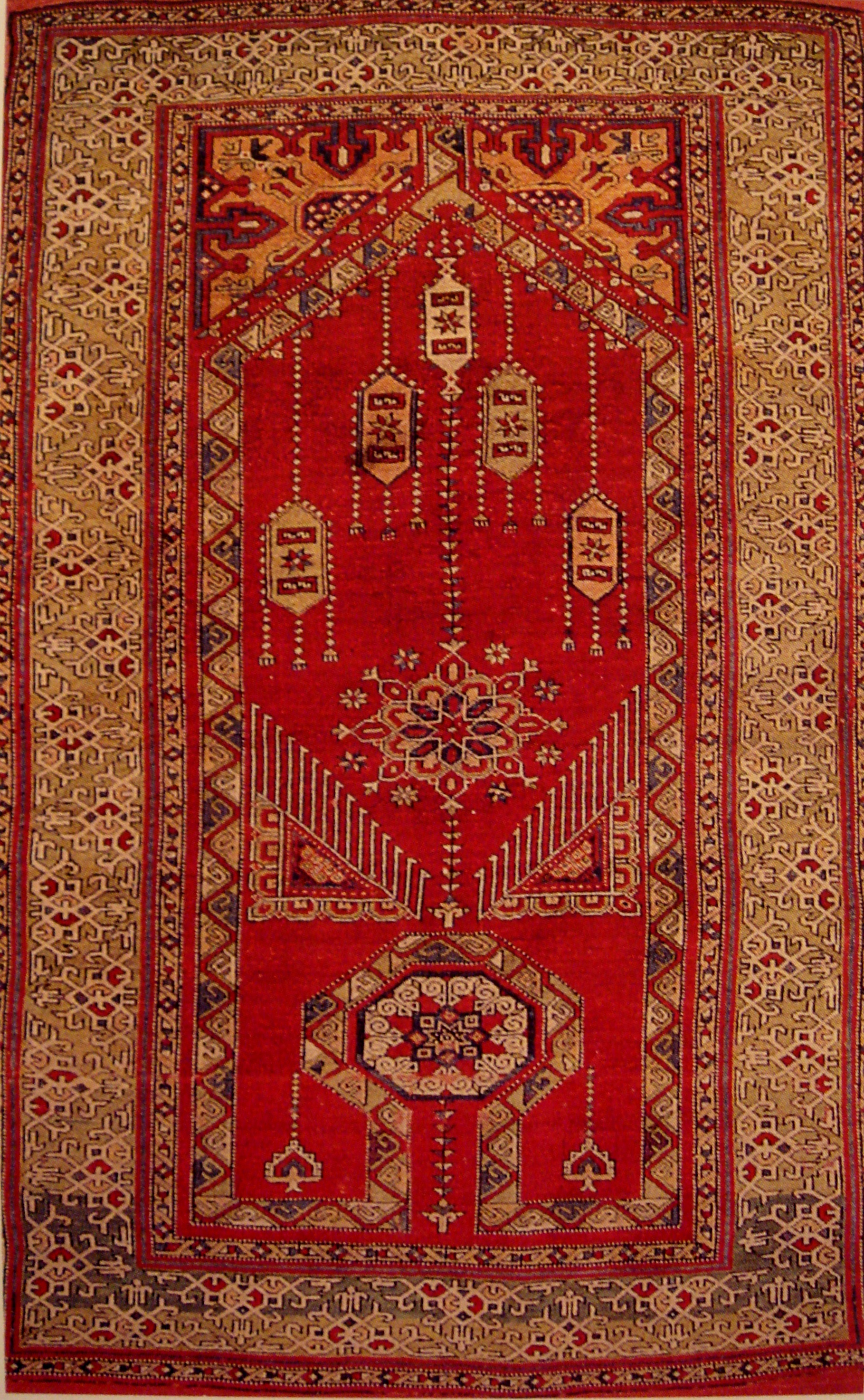
Килим з Анатолії, не пізніше початку XVI ст.
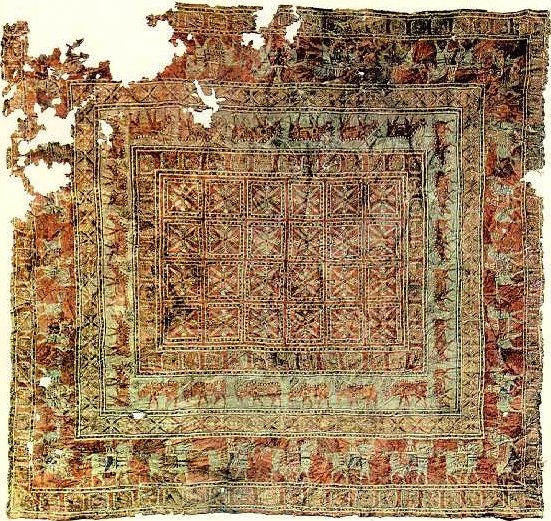
Пазирикський килим. Найстаріший з нині існуючих килимів з Пазирикського кургану, Ермітаж, Петербург.
серія «Дама з однорогом», центр аррасу (Музей Клюні, Париж.)
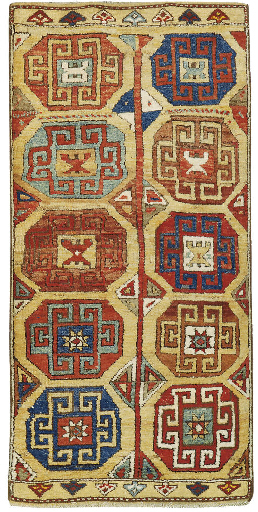
Килим XVIII століття, Конья, Османська імперія.
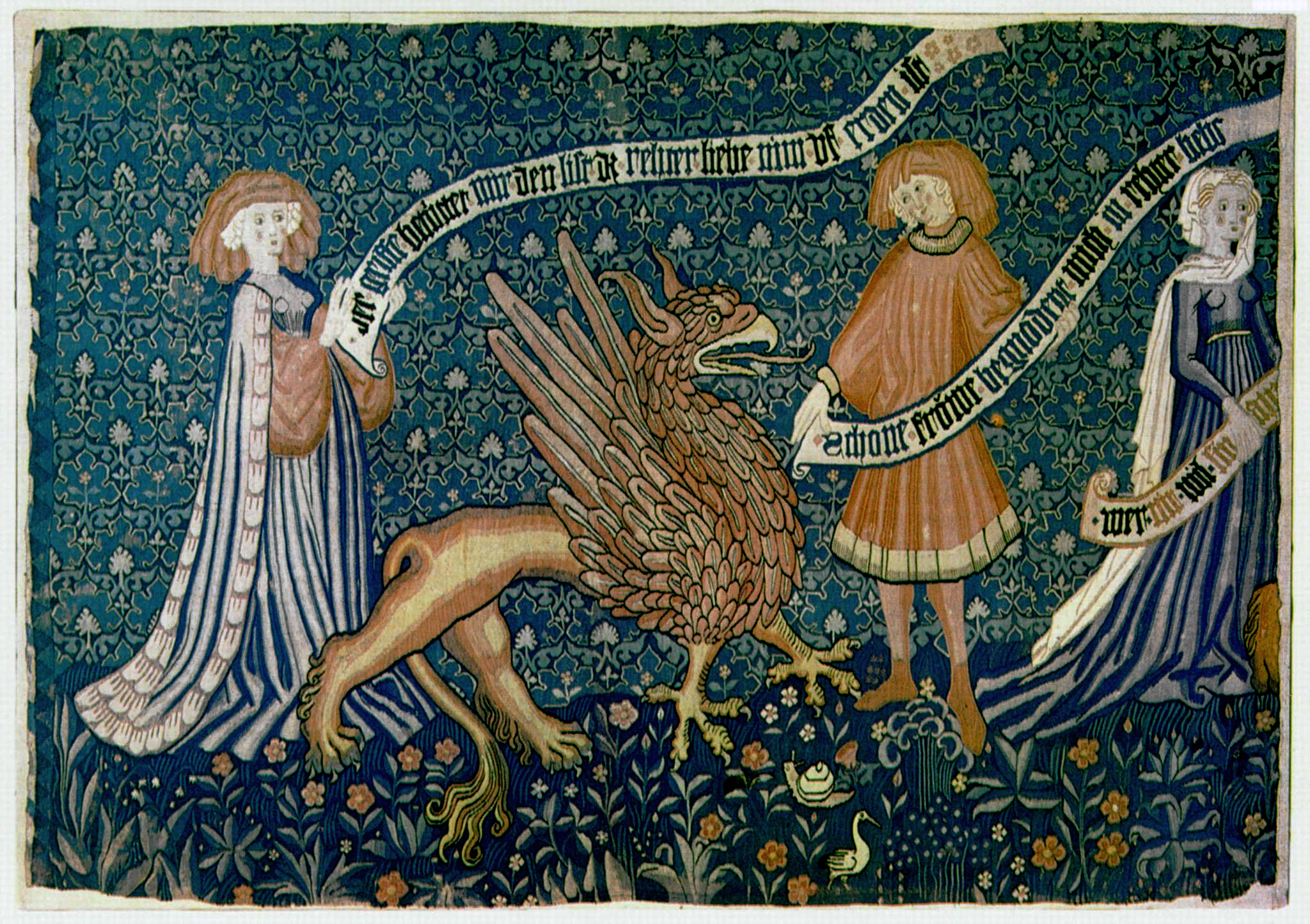
Середньовічний килим з Швейцарії, Берлін.
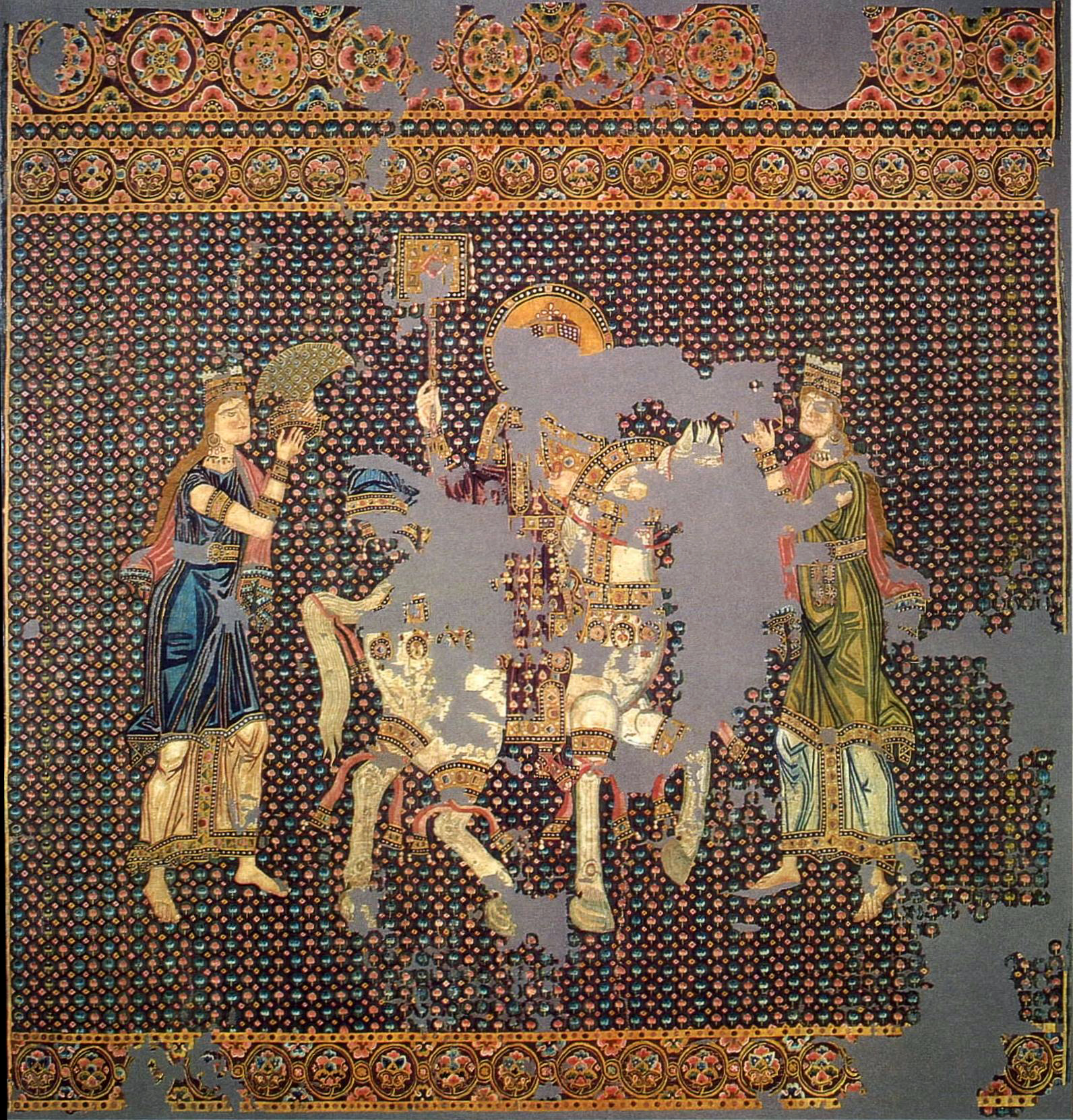
Візантійський шовковий килим, XI ст., Бамберг, Німеччина
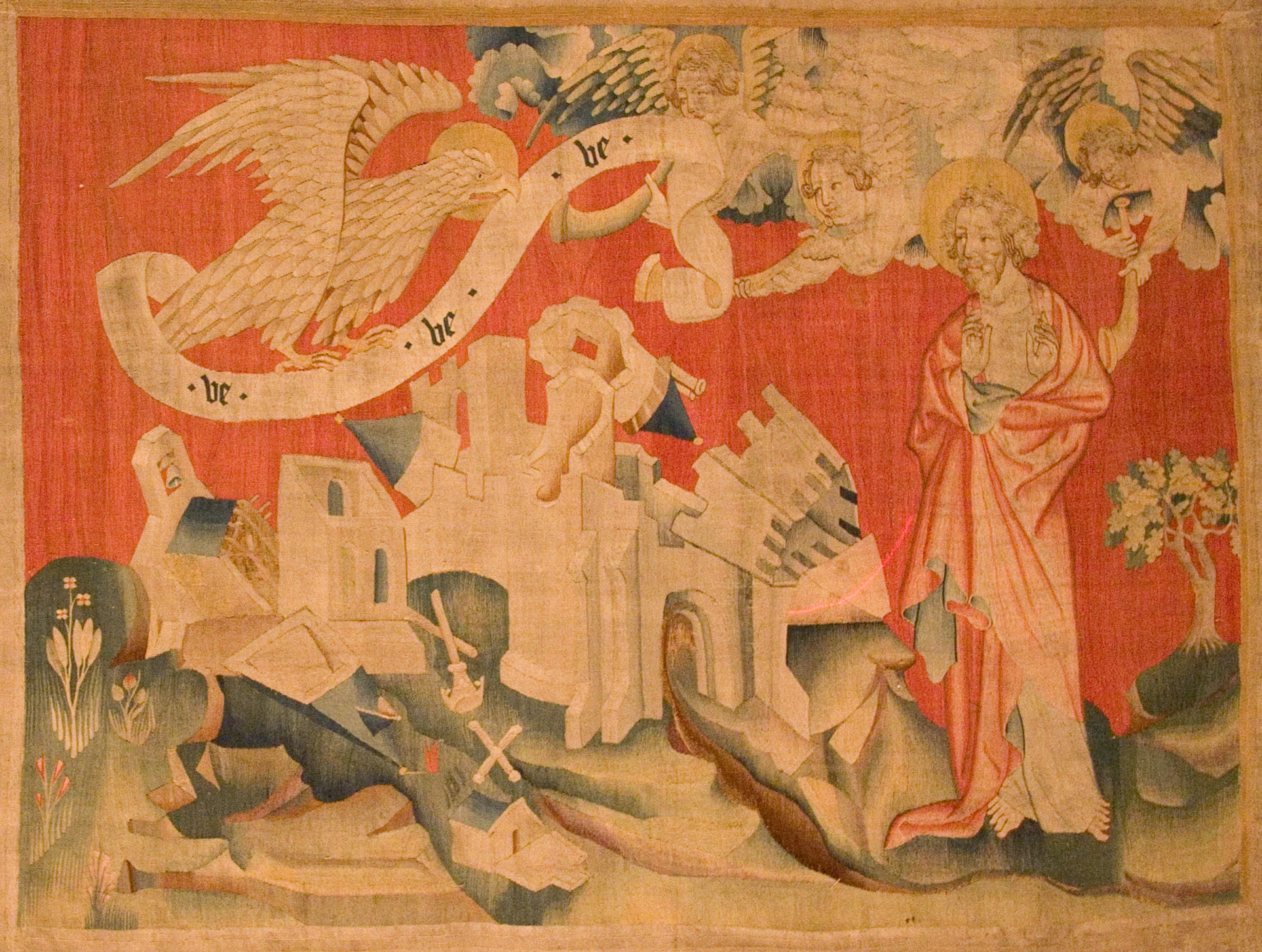
Аррас з серії Анжерський апокаліпсис
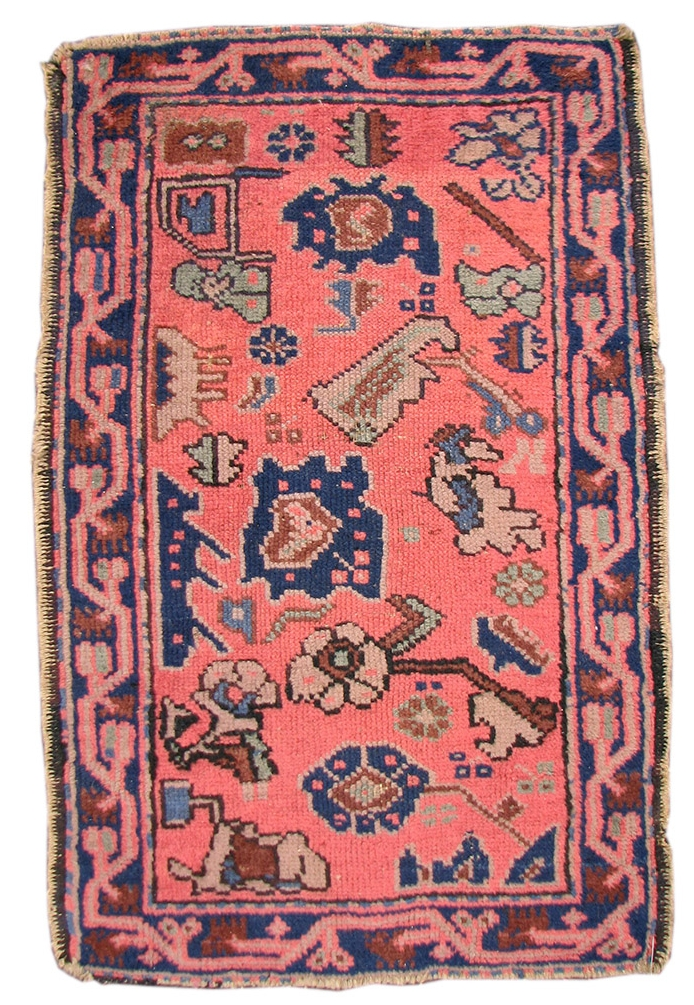
Старовинний килим курдів, Анатолія.
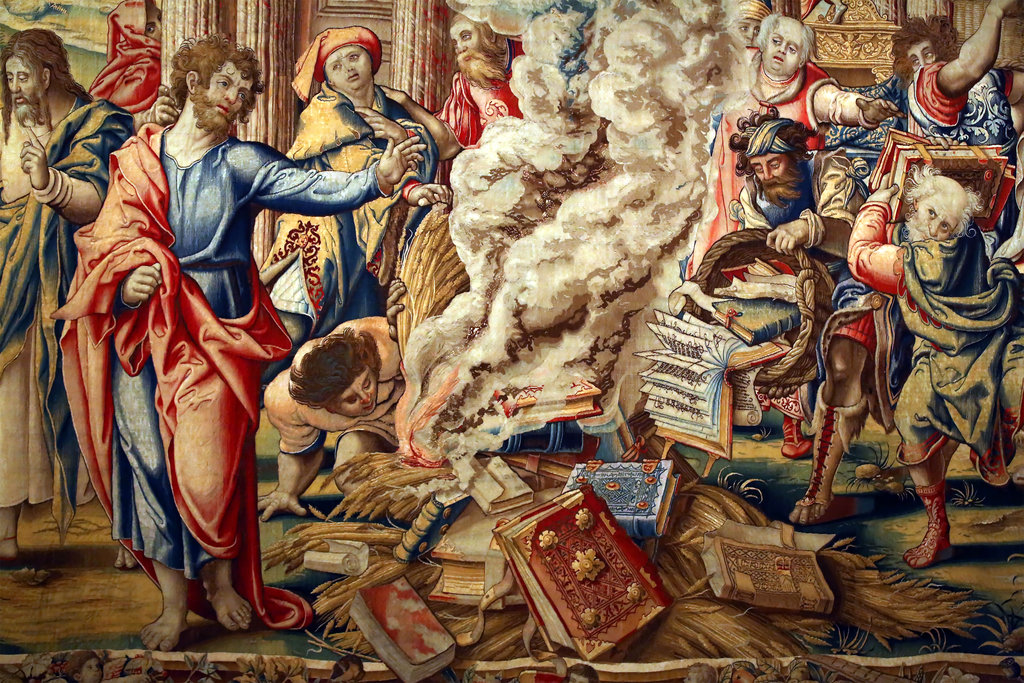
Картон, Пітер Кук ван Альст. «Історія апостола Павла. Спалення книг в Ефесі» (центр гобелена), Музей витончених мистецтв (Бостон)
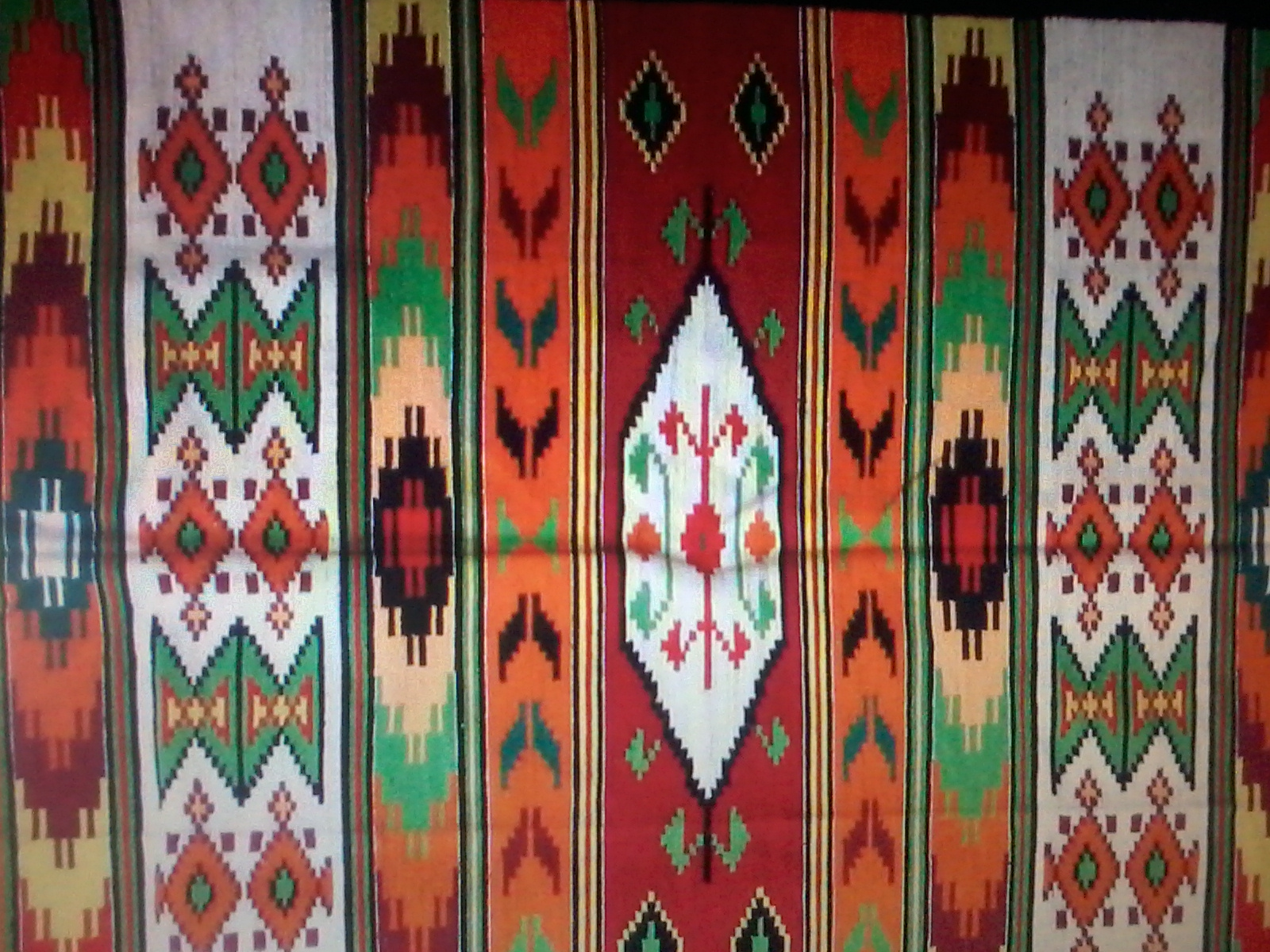
Гуцульський килим

## Металеві вироби і сплави

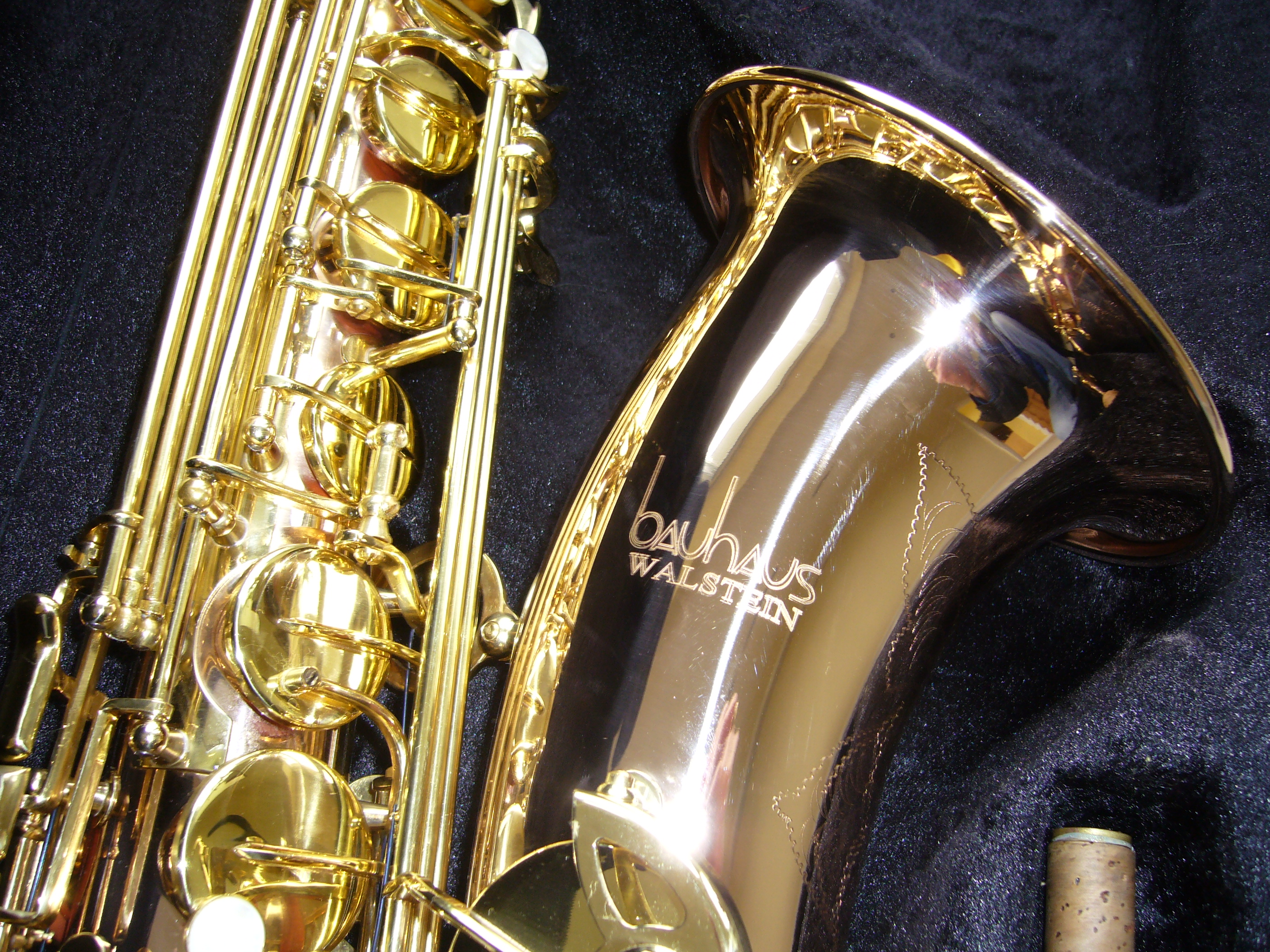
Саксофон
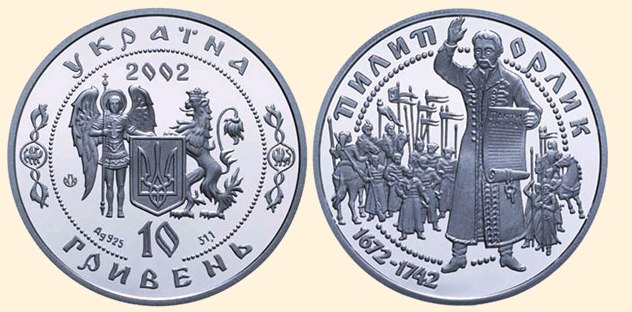
Монета 10 гривень з зображенням гетьмана П. С. Орлика
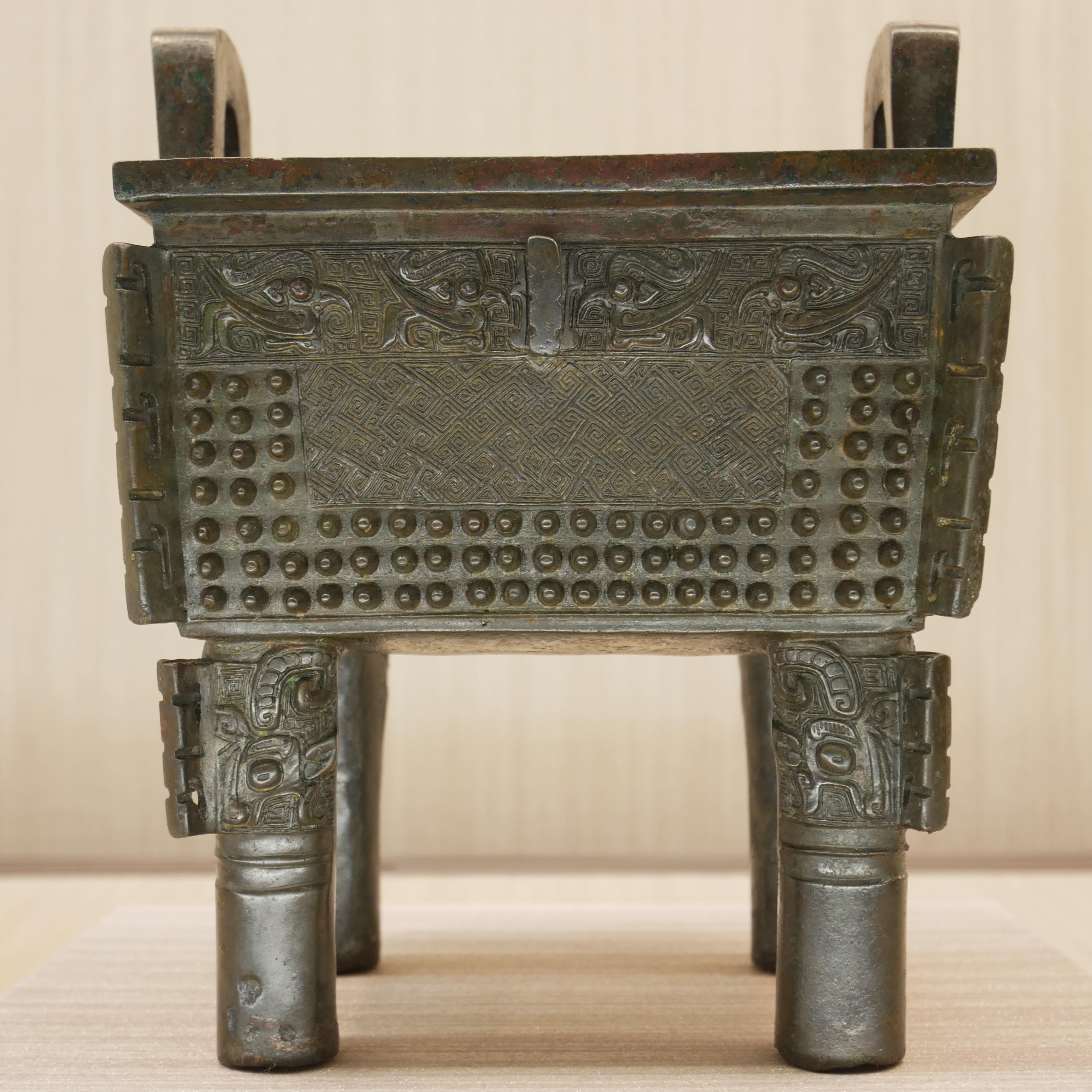
Ритуальна чаша, Китай

## Ювелірні вироби з коштовних матеріалів

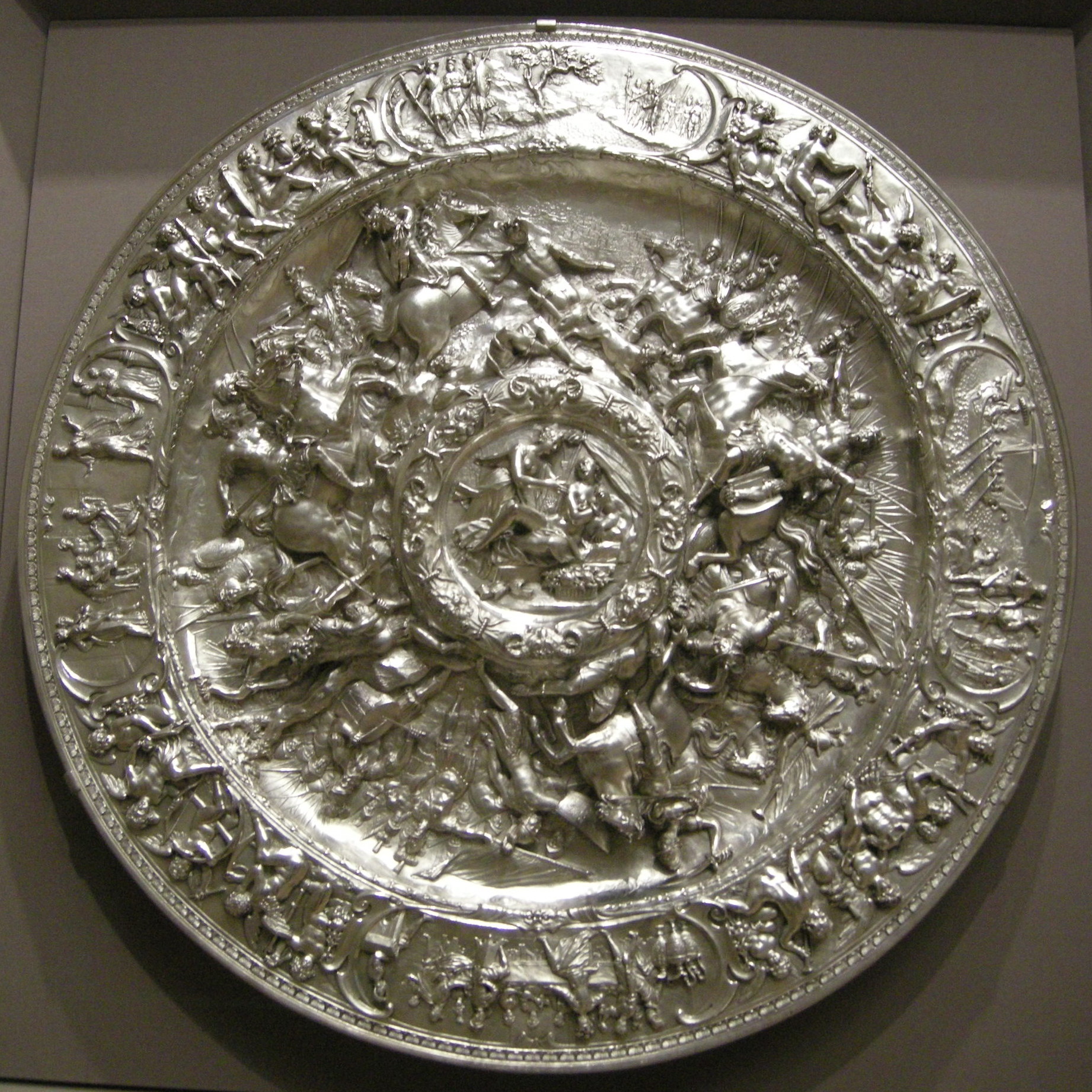
За малюнком Бернардо Строцці. Таріль зі сценами життя Клеопатри, срібло, Музей Гетті, США.
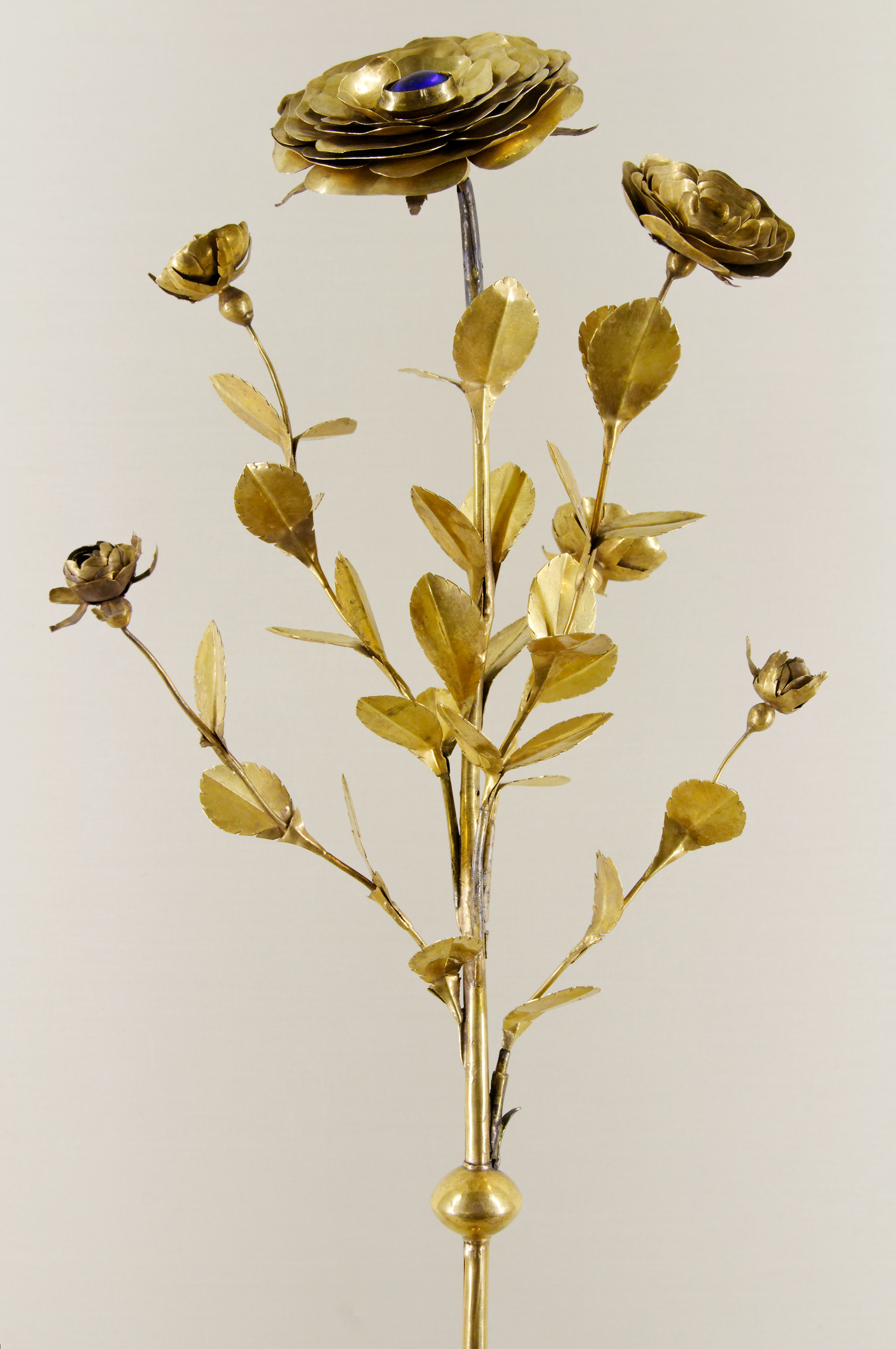
Троянда з золота
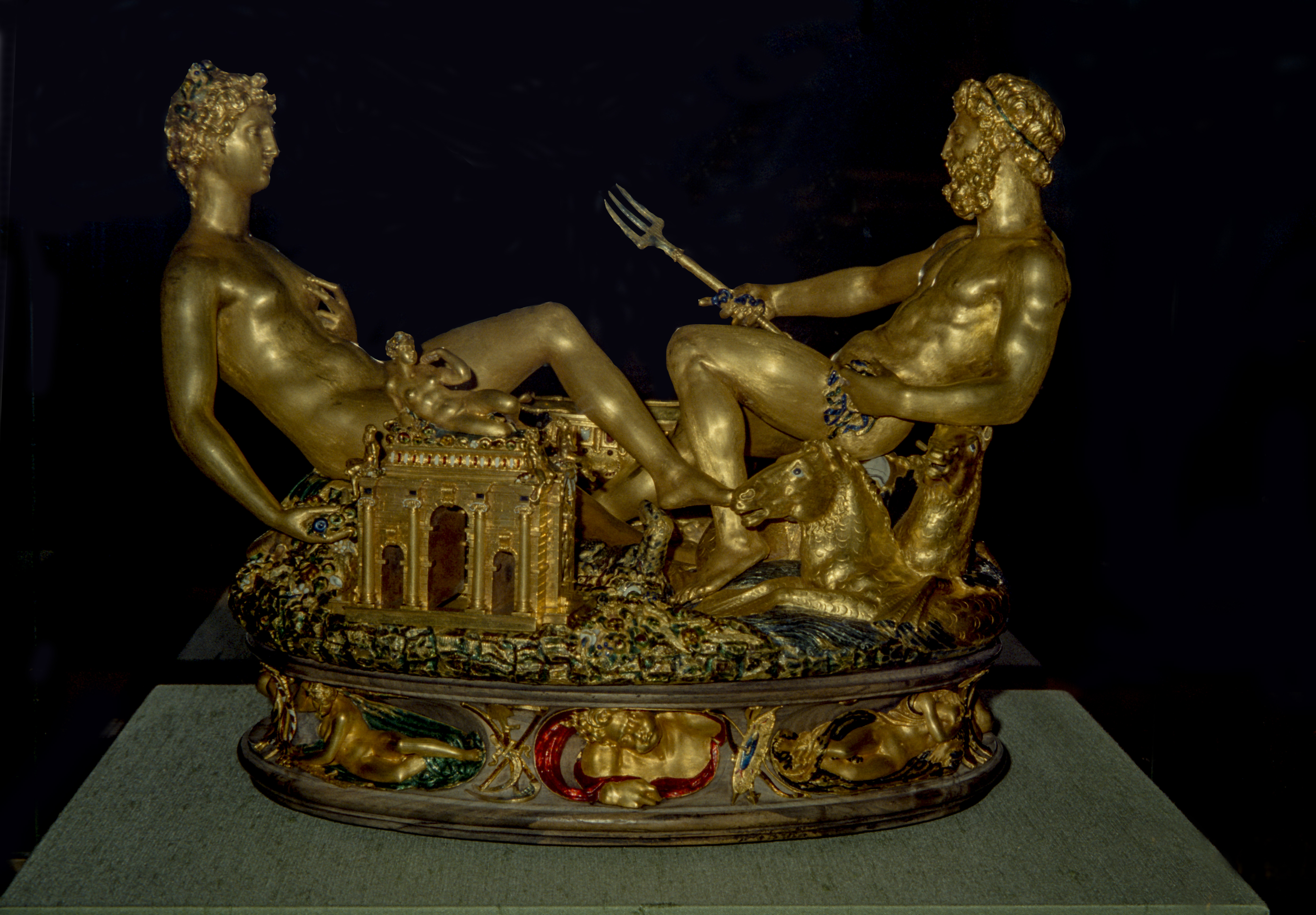
Сільничка Франциска I, Відень, Австрія.

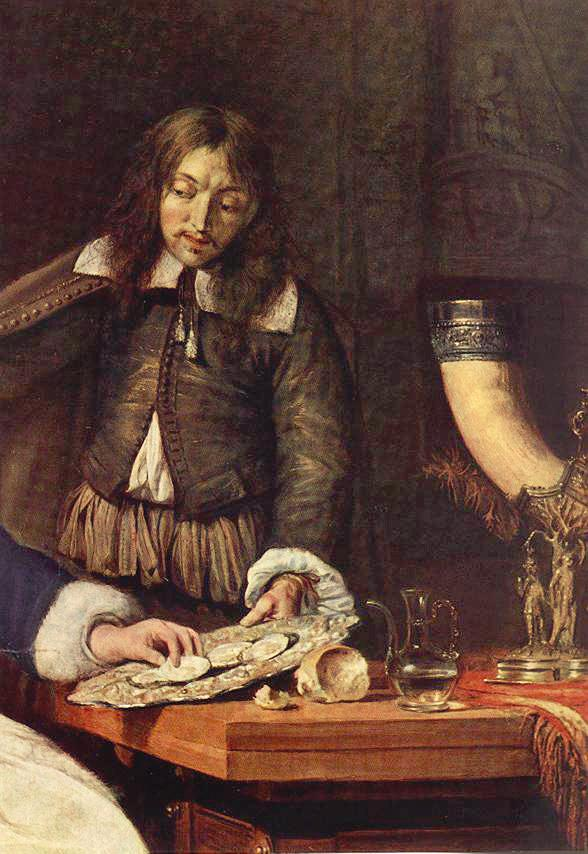
Келих з рогу на картині Габріеля Метсю «Сніданок»
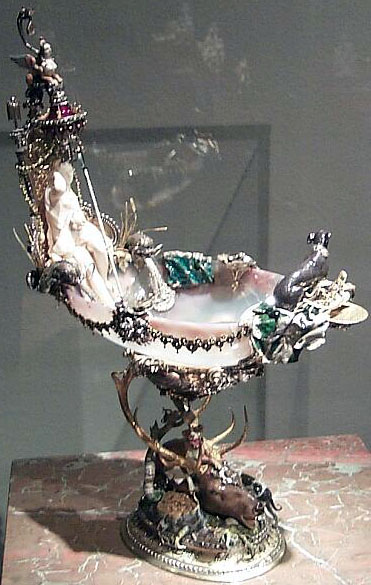
Келих «Купальня Діани», 1705. Зелені склепіння, Дрезден.
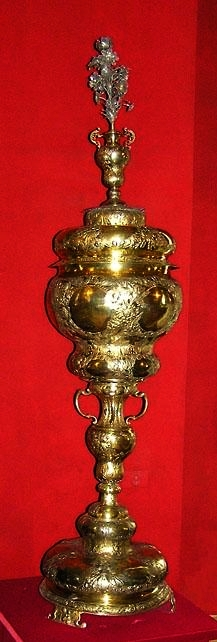
Подвійний келих. Збройна палата, Москва.
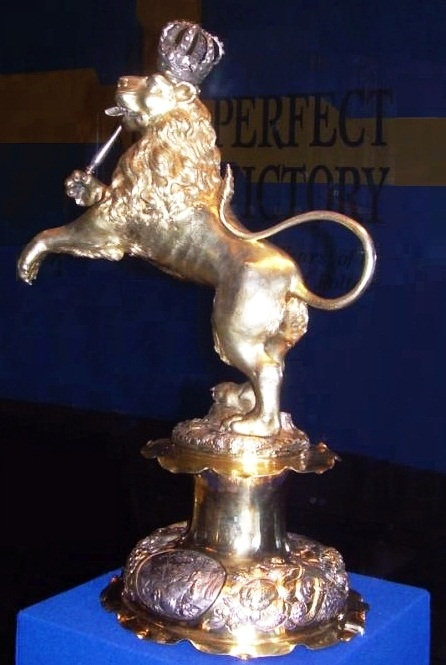
Готландський лев, майстерні Амстердама. XVII ст. Збройна палата, Москва.
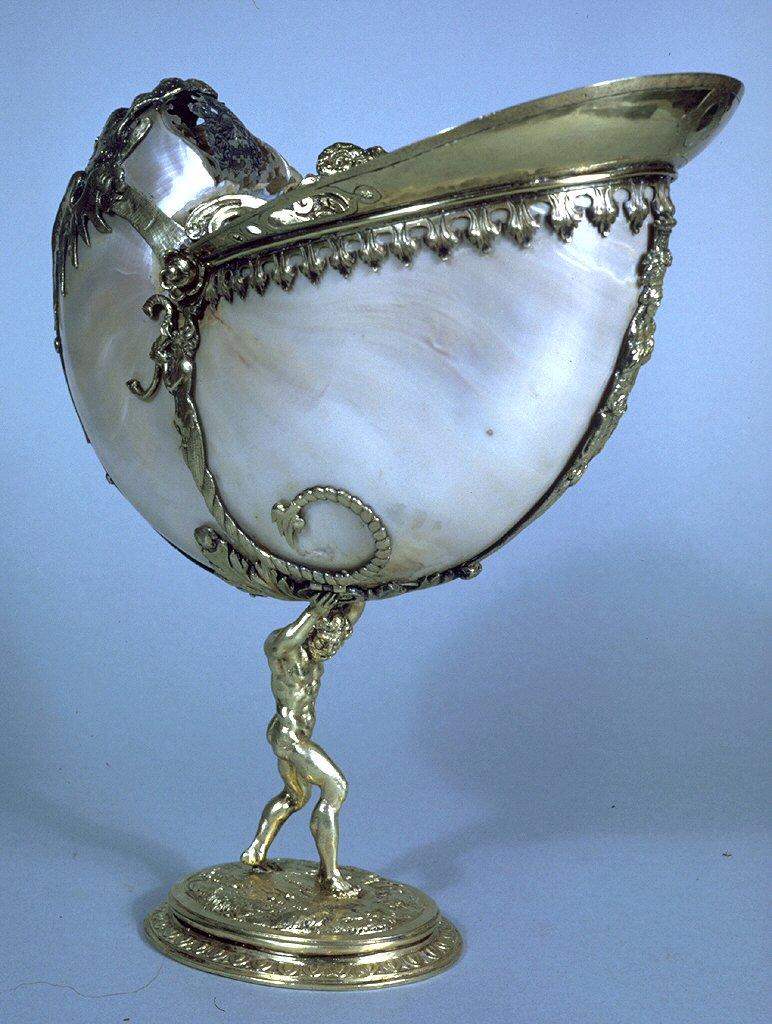
Келих з наутілусом, Невідомий з Нідерландів XVI ст., Волтерс арт музей, Балтимор.
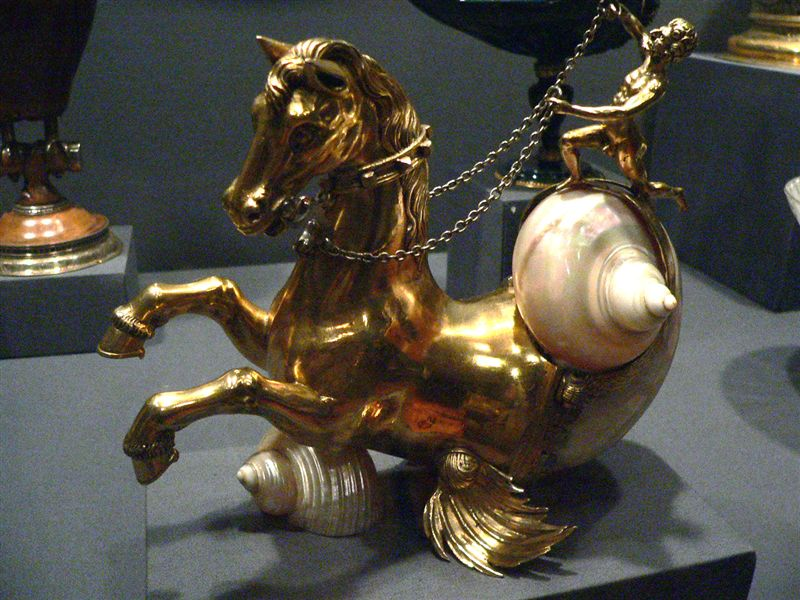
Келих з морським конем, майстерні Німеччини. Музей мистецтв округу Лос-Анжелес, Каліфорнія
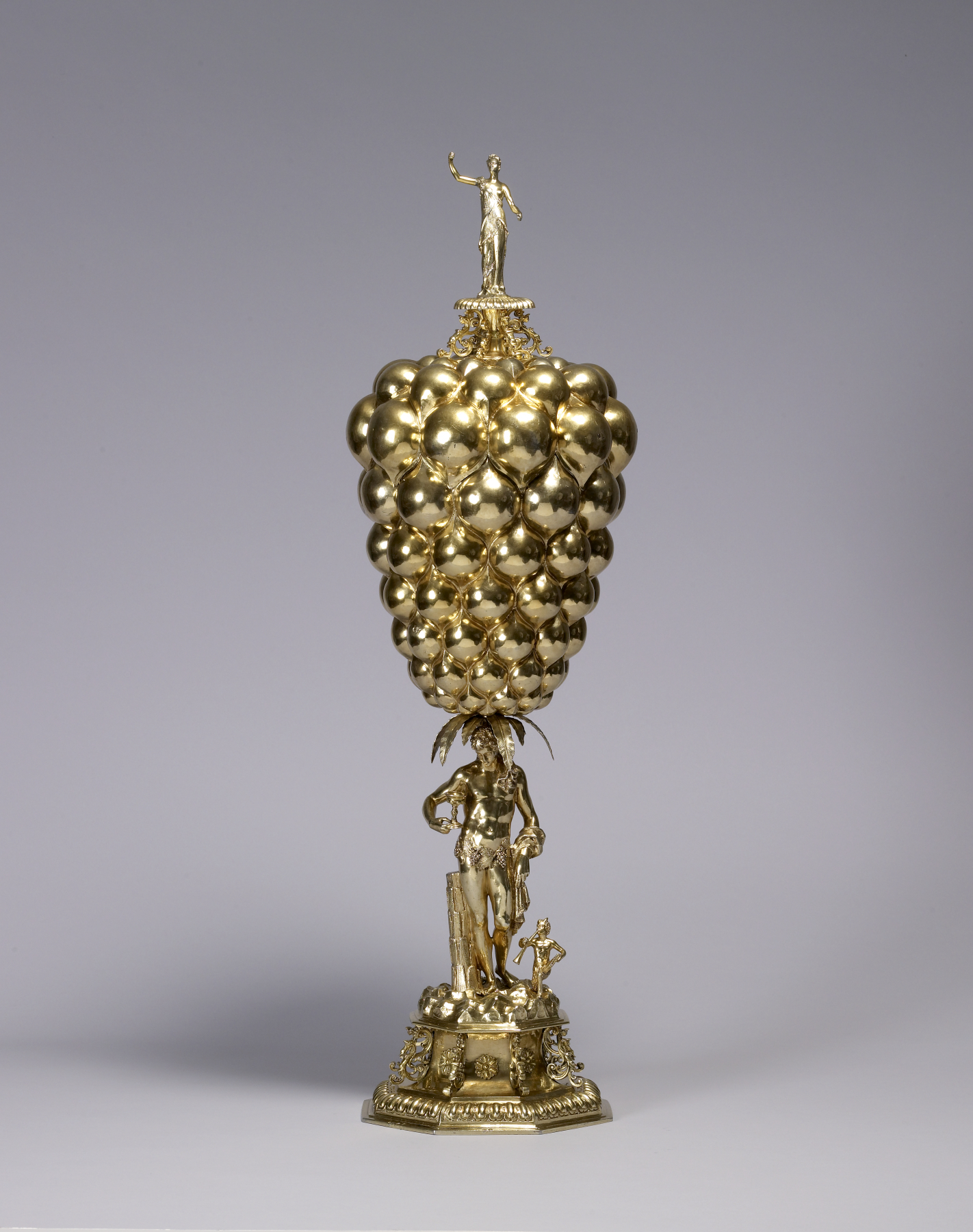
Ганс Келлнер, Нюрнберг, бл. 1600. Келих «Виноградне гроно і Вакх», Волтерс арт музей, Балтимор.

## Порцеляна

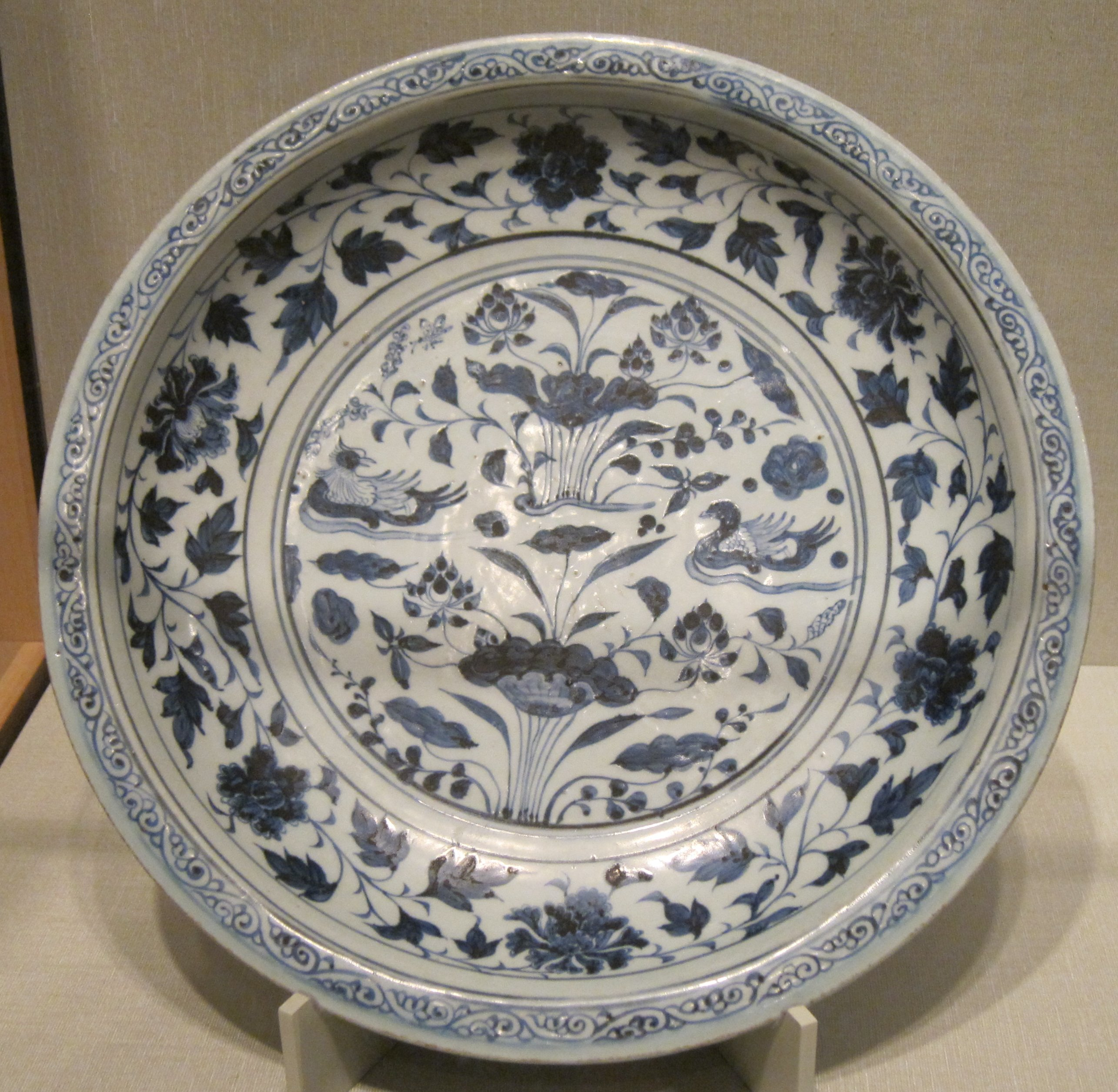
Таріль, династія Юань. XIV ст. Галерея мистецтв Фрір, Вашингтон.
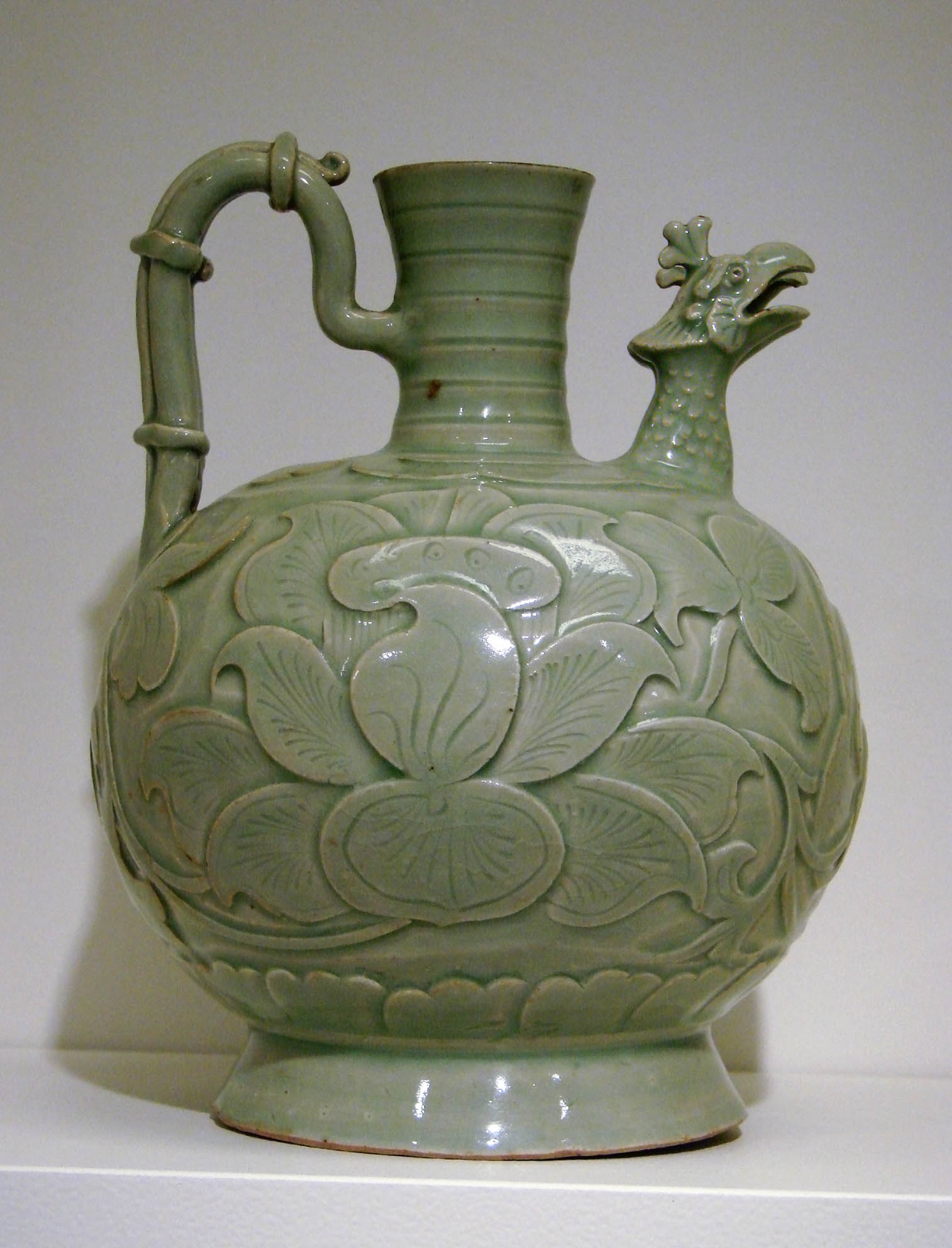
Порцеляна Китаю династії Північна Цинь, селадон X ст., музей Гіме, Париж.
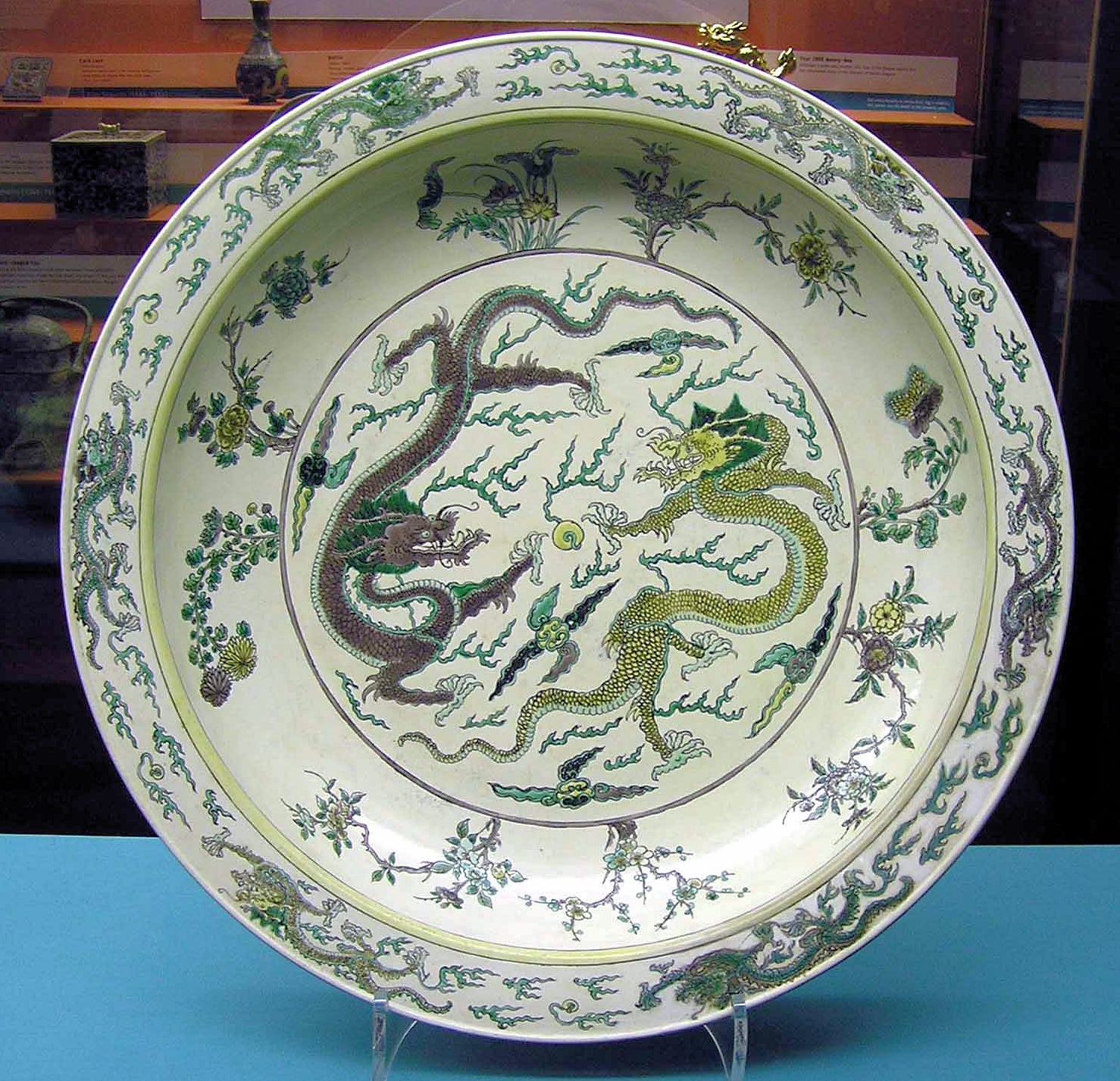
Порцеляна Китаю династії Канхі( 1662-1722), Бристоль, музей
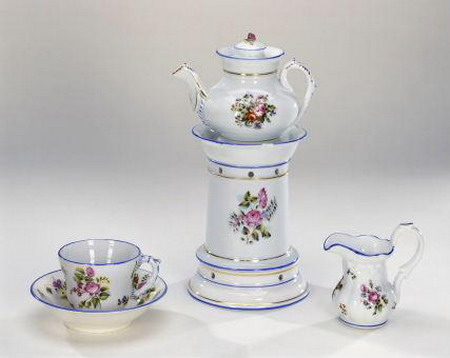
Волокитинська порцелянова мануфактура. Посуд для чаювання.
Корецька порцеляна, Україна

## Рами для дзеркал і картин

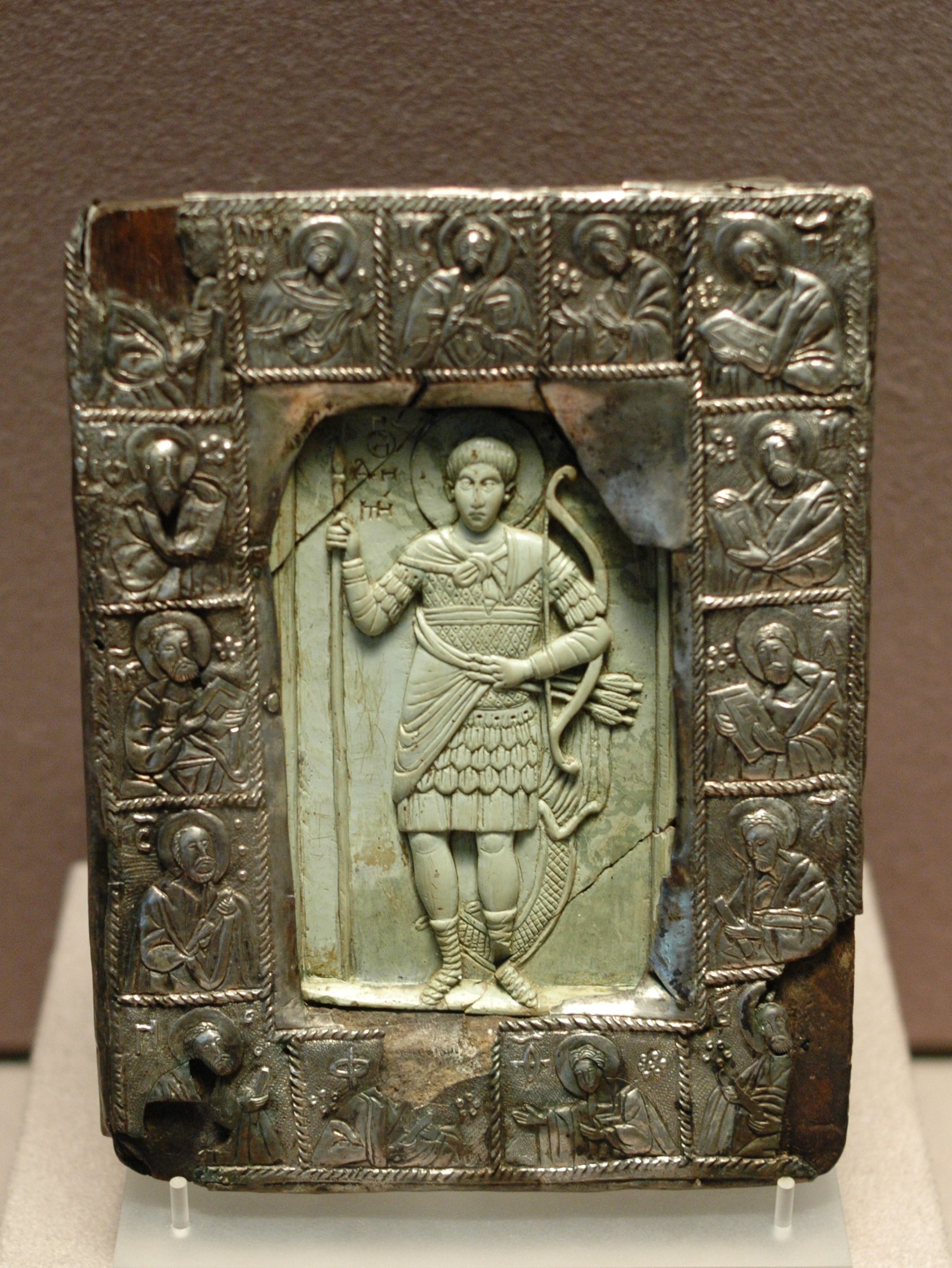
Рама ікони «Св. Димитрій», XIV ст. Візантія, Лувр, Париж.
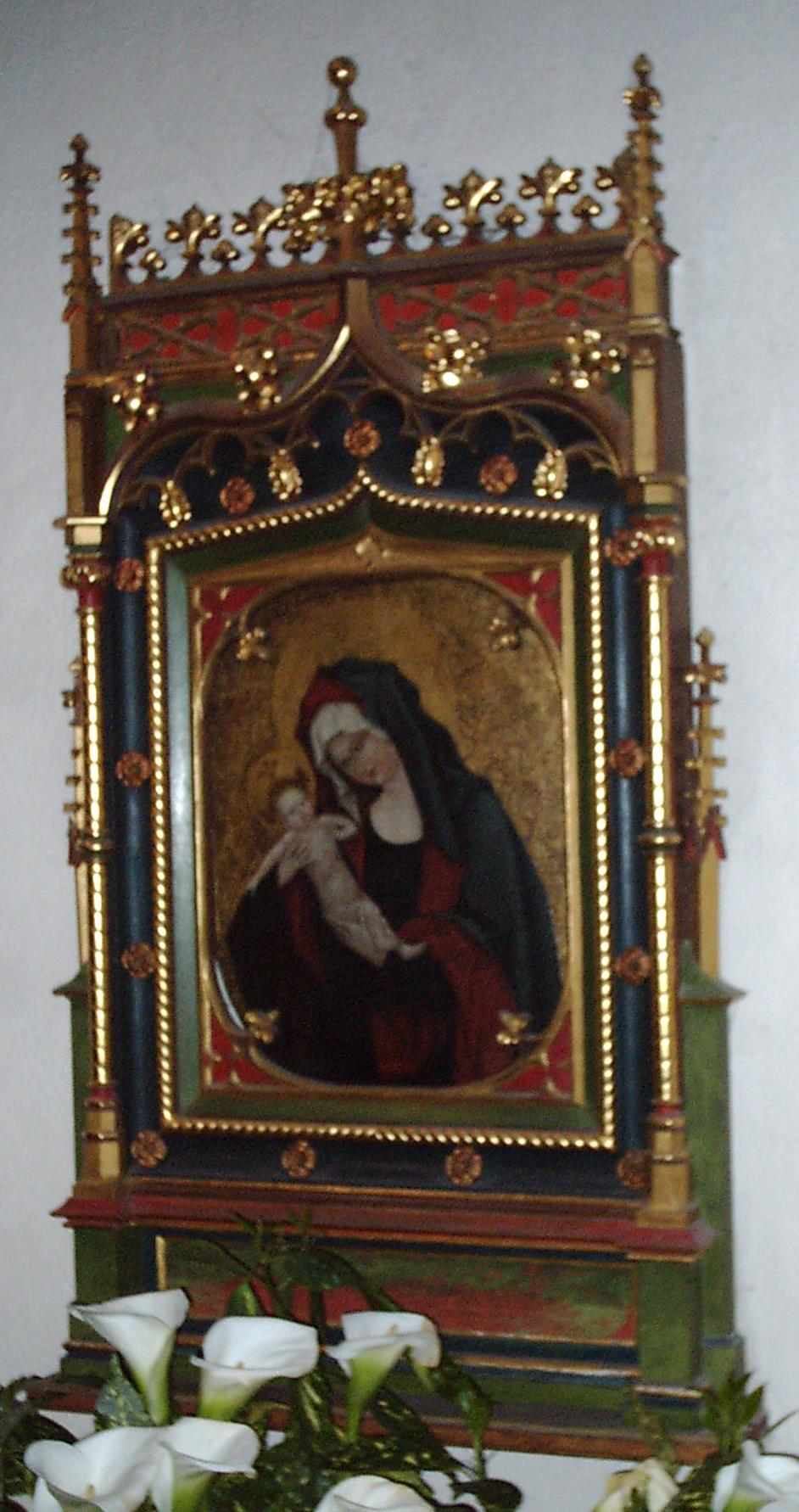
Рама з елементами архітектури пізньої готики
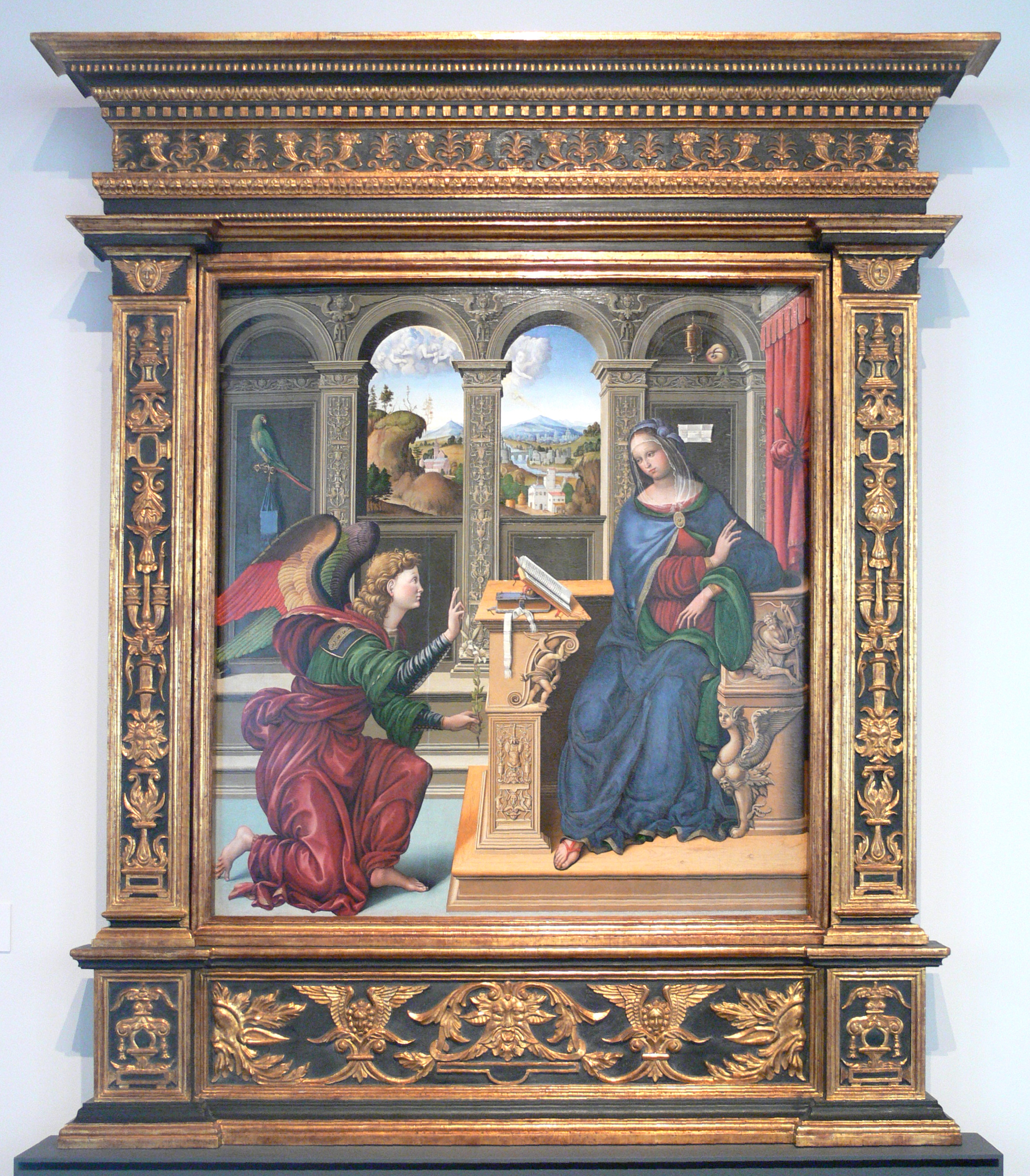
Анонім «Благовіщення», 1500, рама доби Відродження
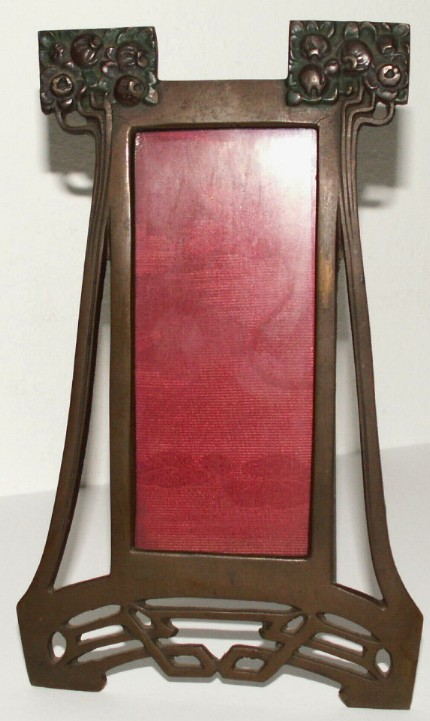
Рама для фотокартки в стилі сецесія (модерн)

## Вироби з бронзи

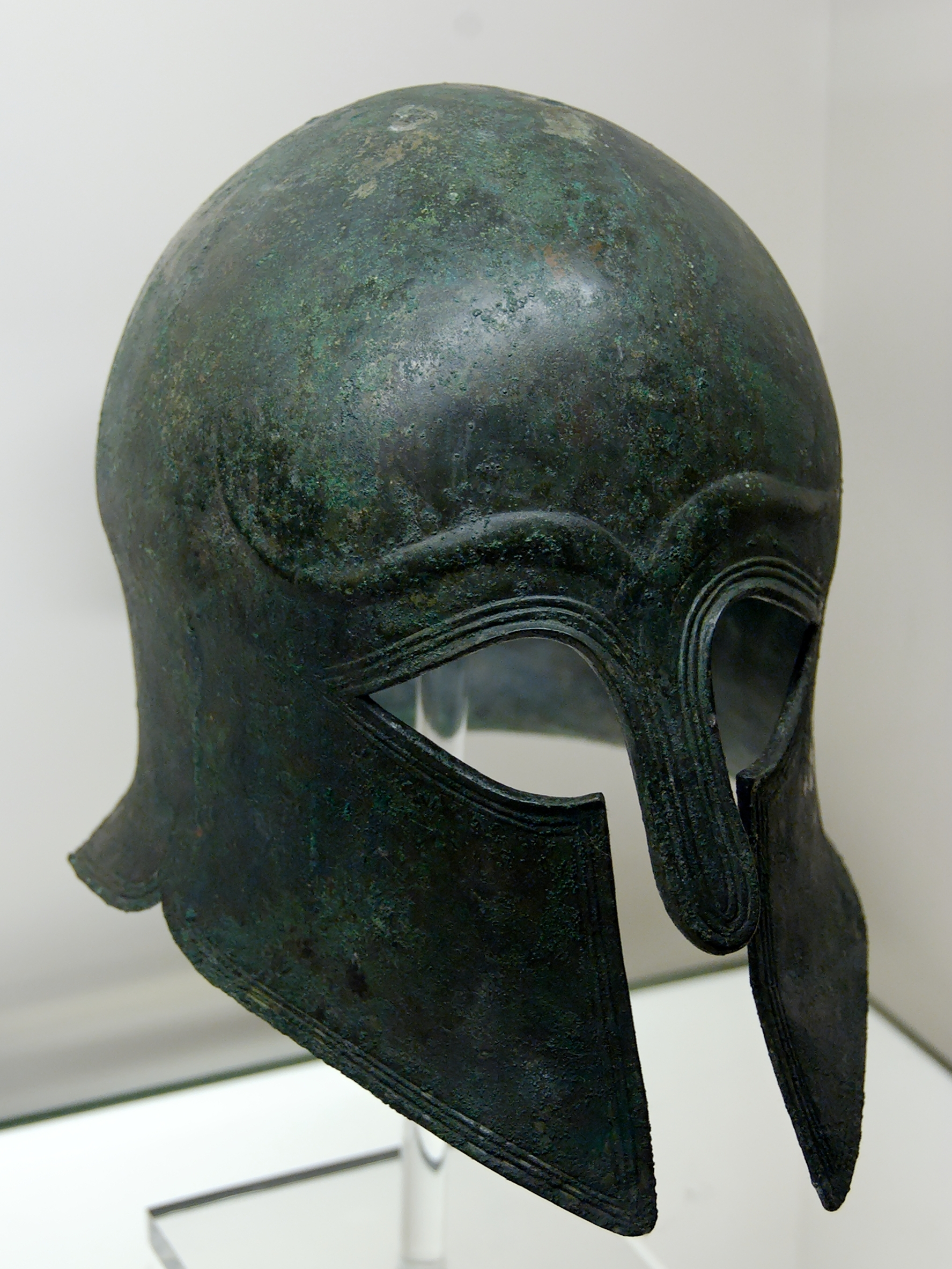
Шолом з Корінфу, бронза
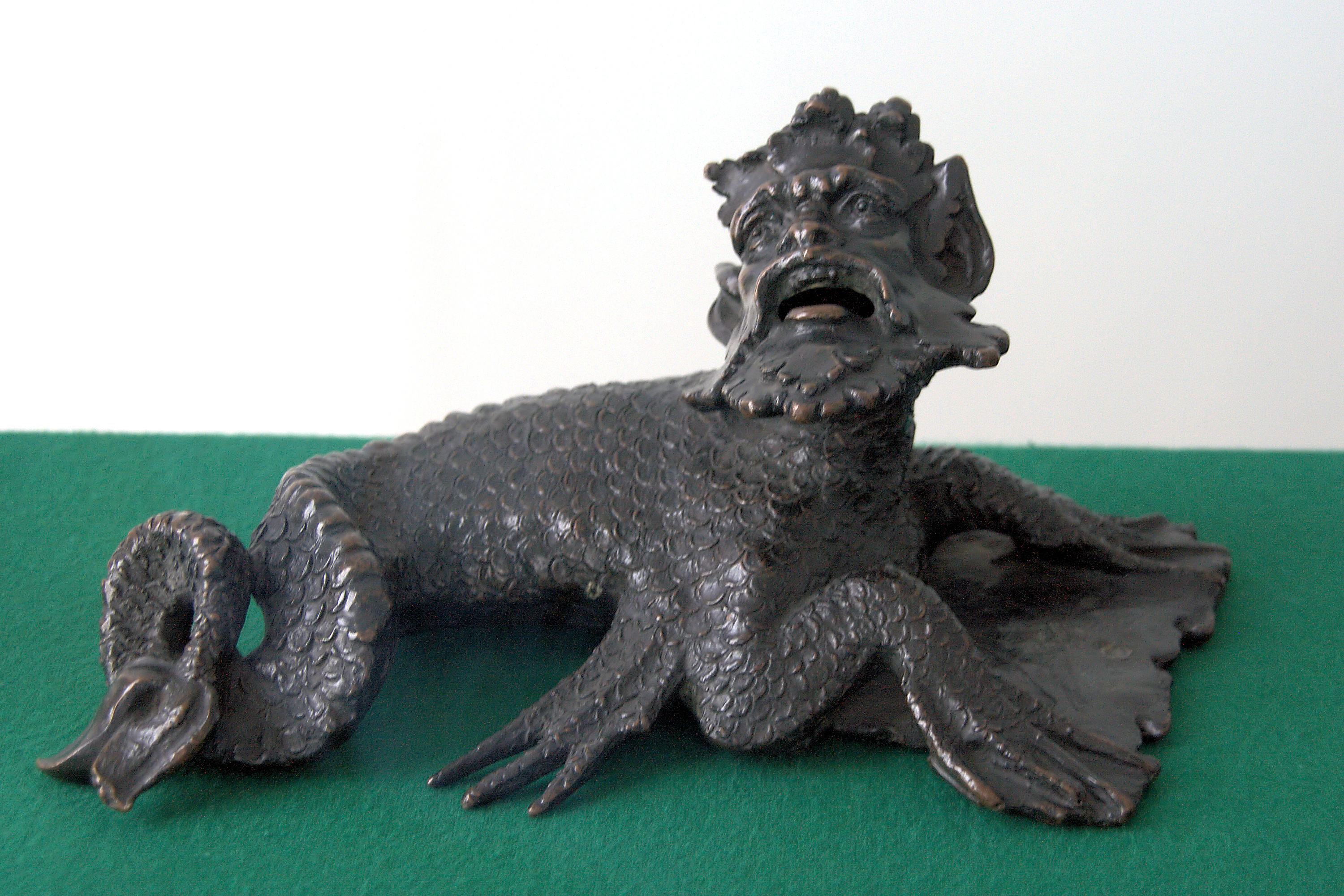
Морська тварина,бронза,  Музей Бойманс ван Бенінген
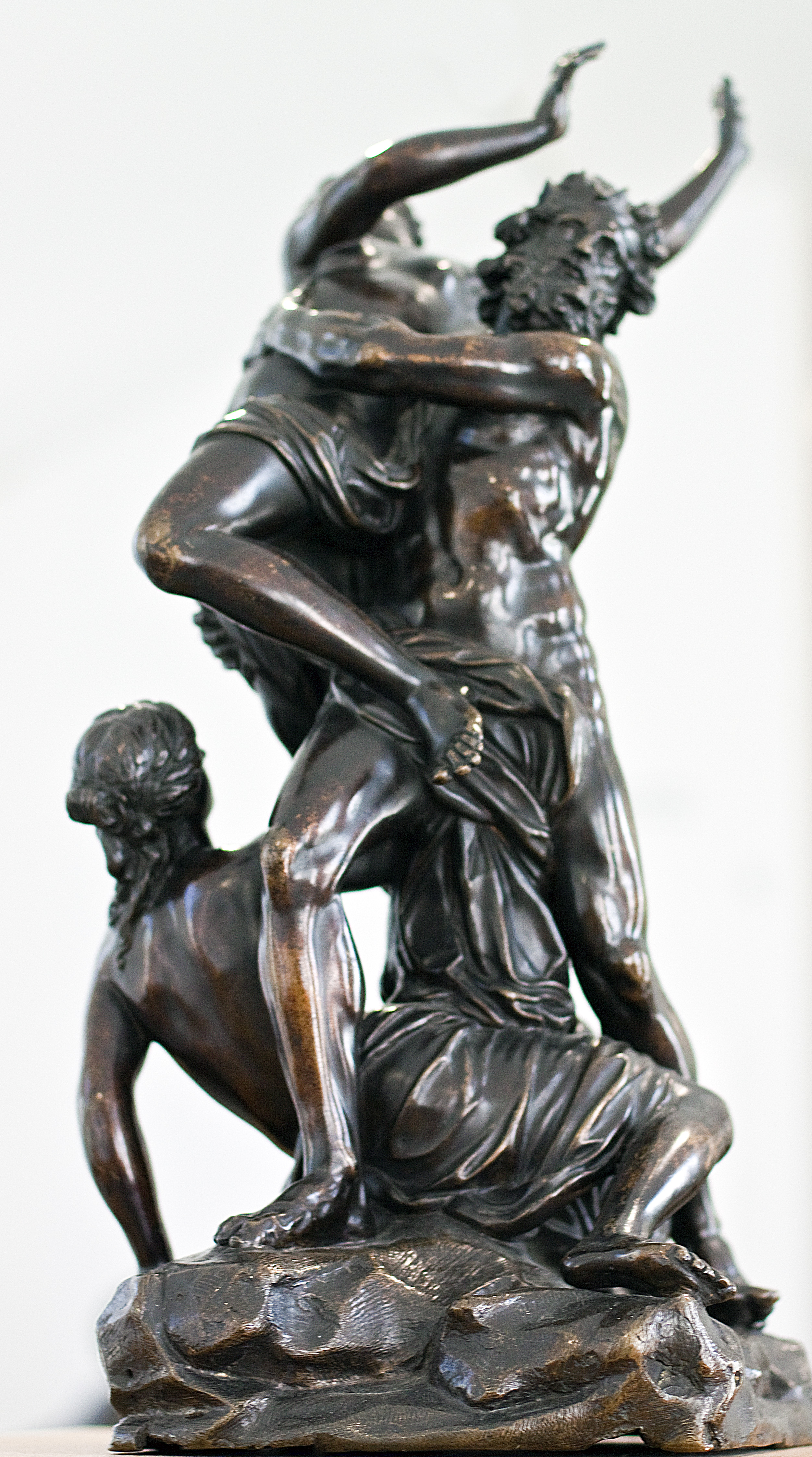
Викрадення Прозерпіни. дрібна пластика
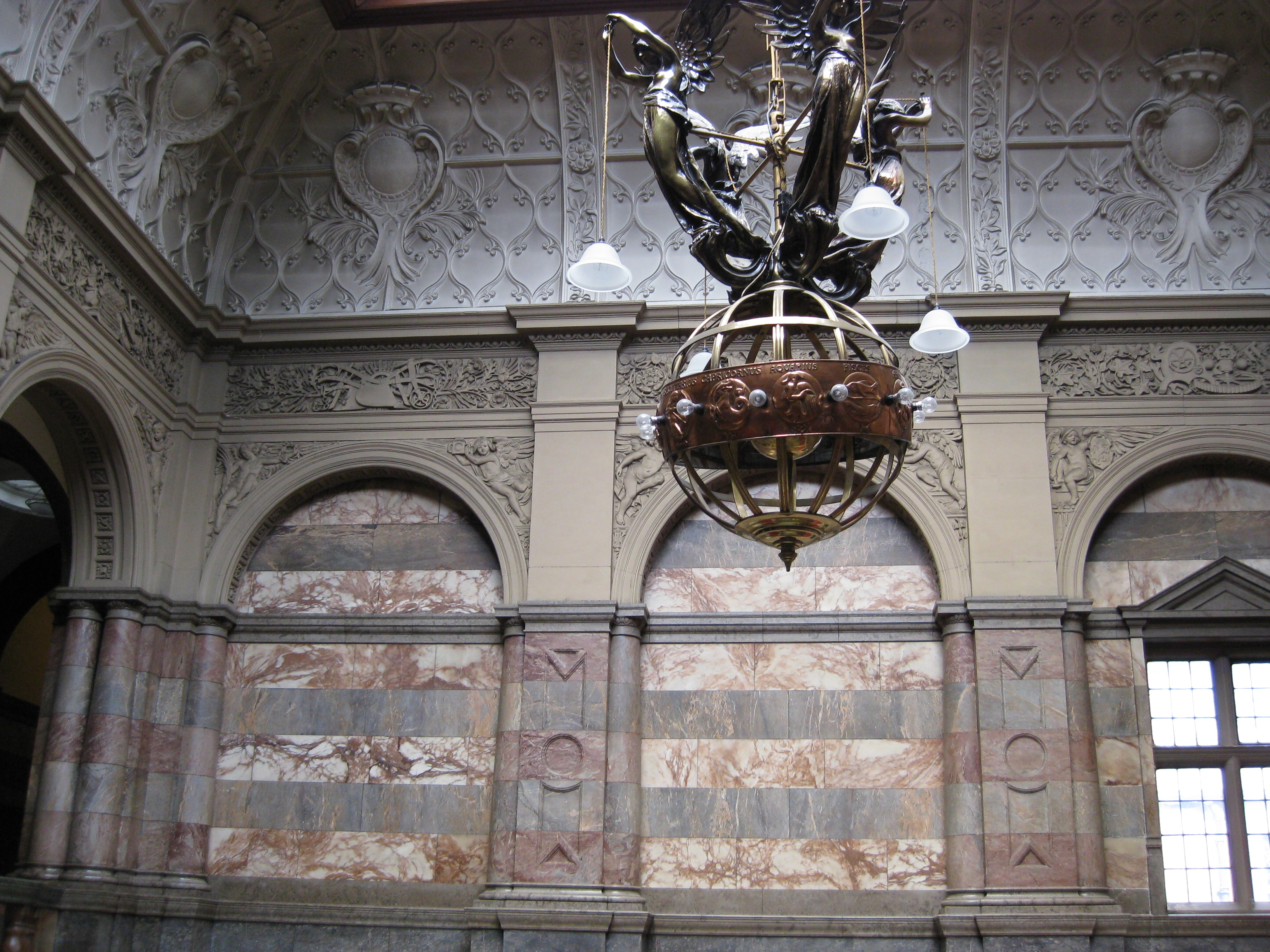
Бронзова люстра

## Металеві декоративні ґрати

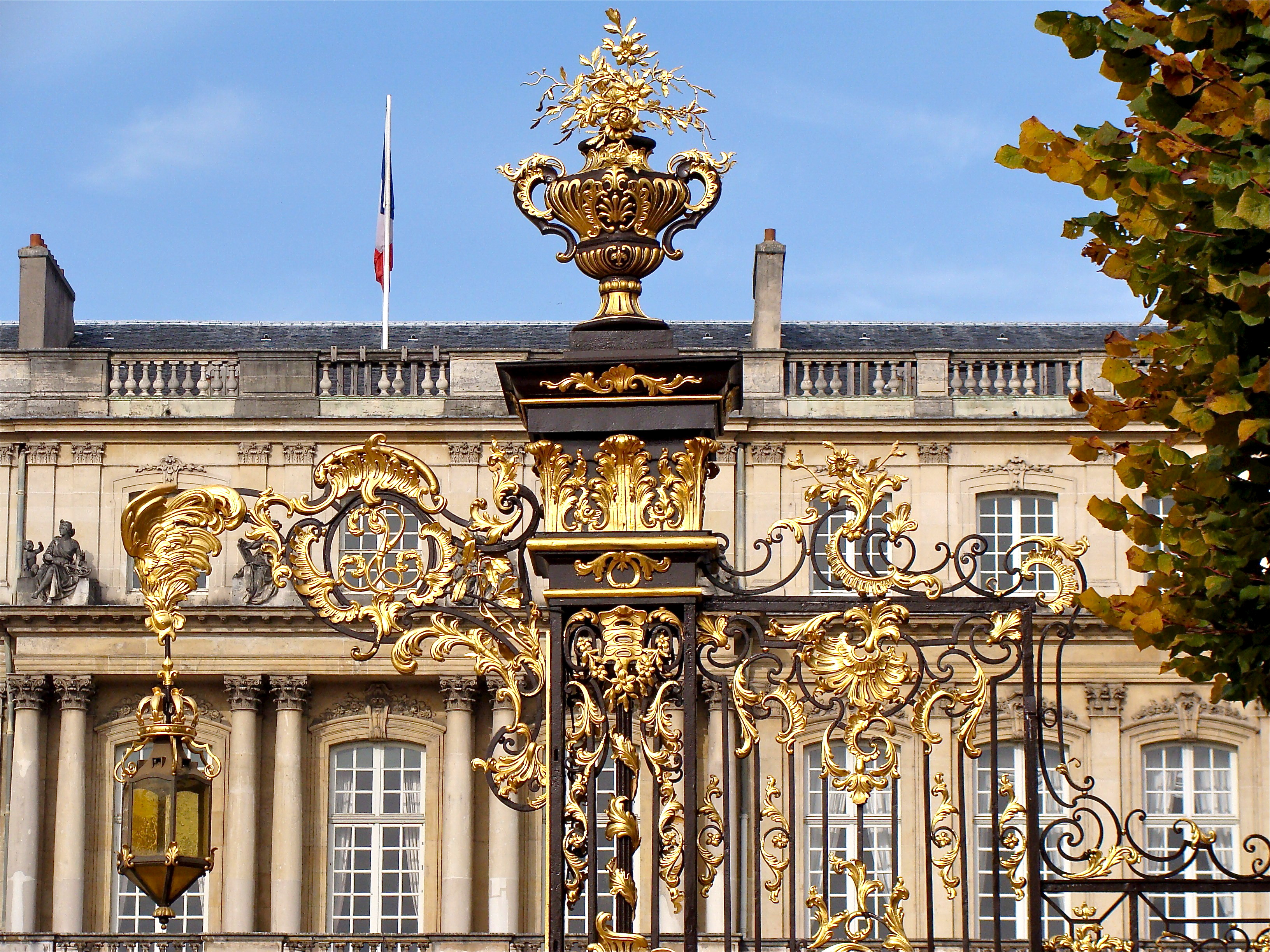
Золочені ґрати палацу в Нансі, Лотарингія, Франція
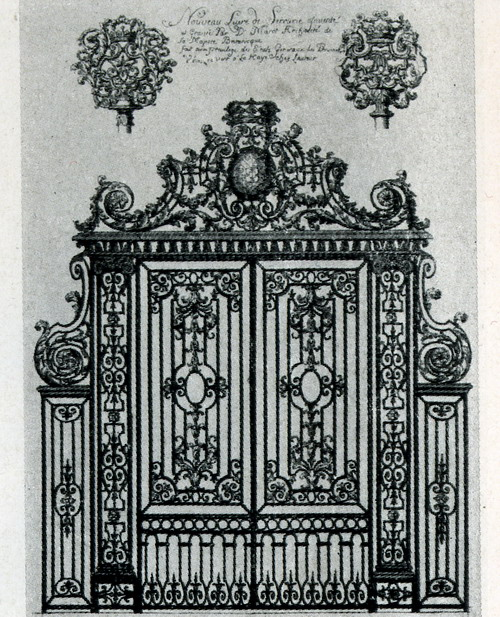
Дизайнер Даніель Маро. «Металеві ворота»
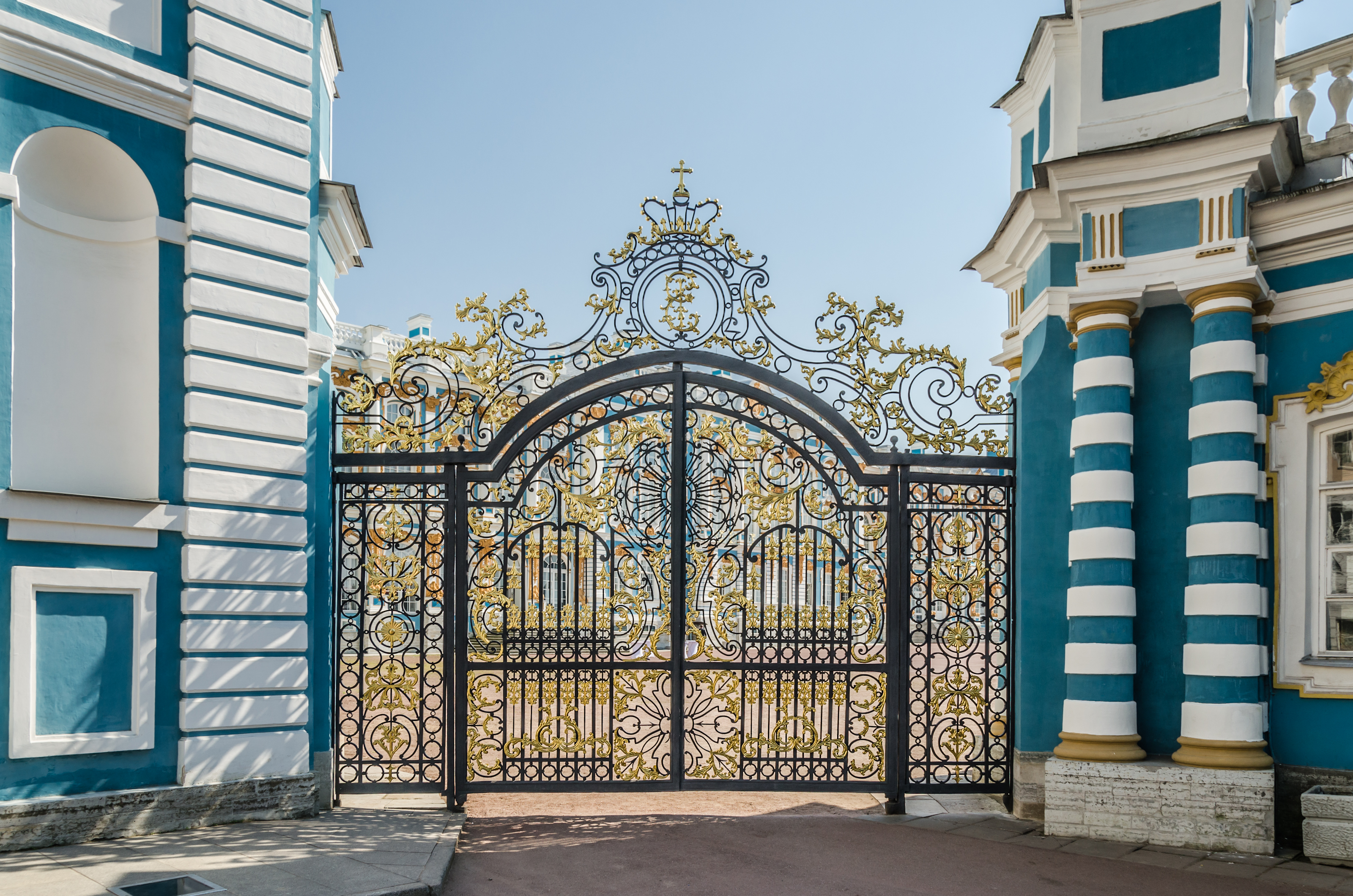
Царське Село, Росія. Ворота в дворик.
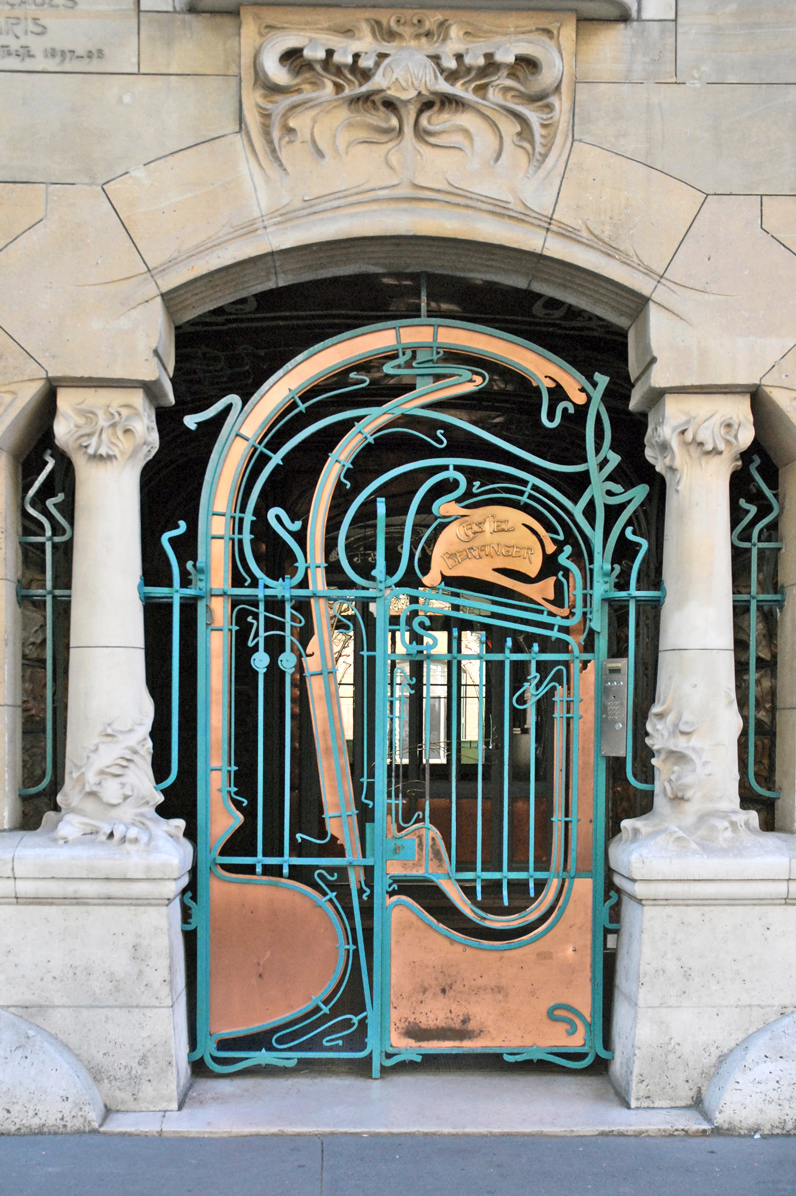
Дизайнер Гектор Гімар. Декоративні ґрати

## Скляні пляшки

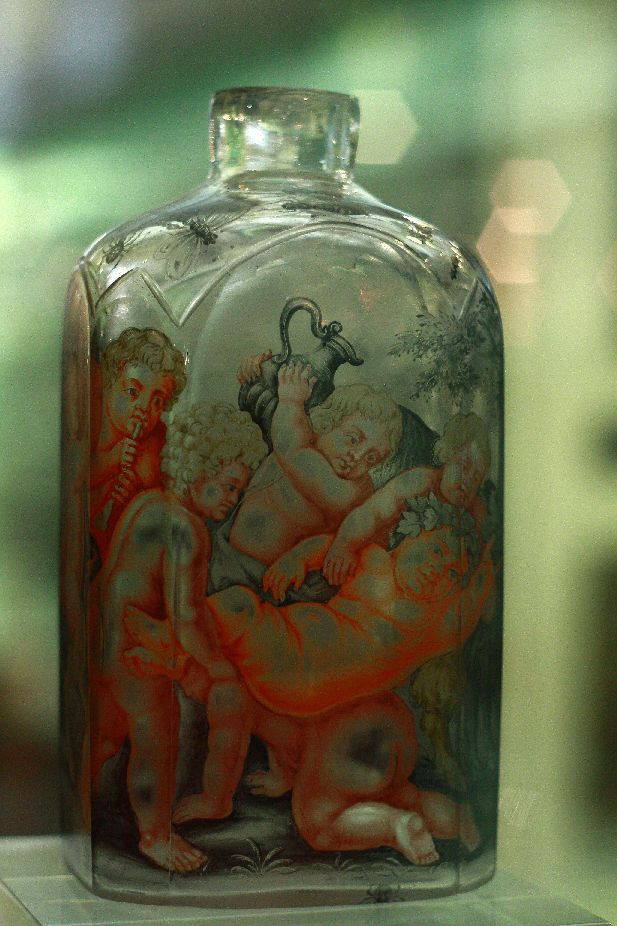
Пляшка з розписом емалями, скло, 1730, Чехія, декоратор Ігнац Прейслер. Музей Вікторії й Альберта, Лондон.

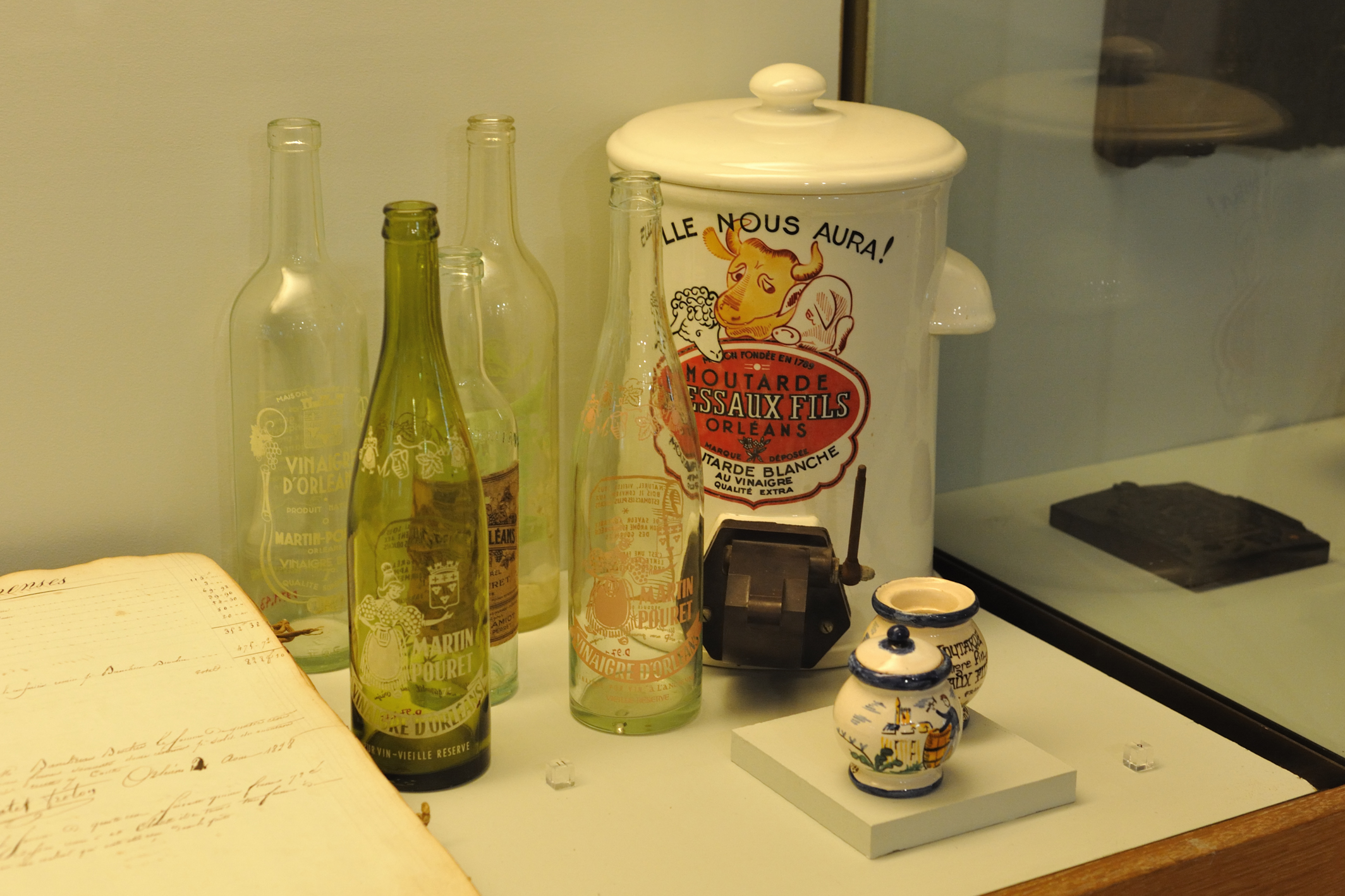
Скляні пляшки Франції
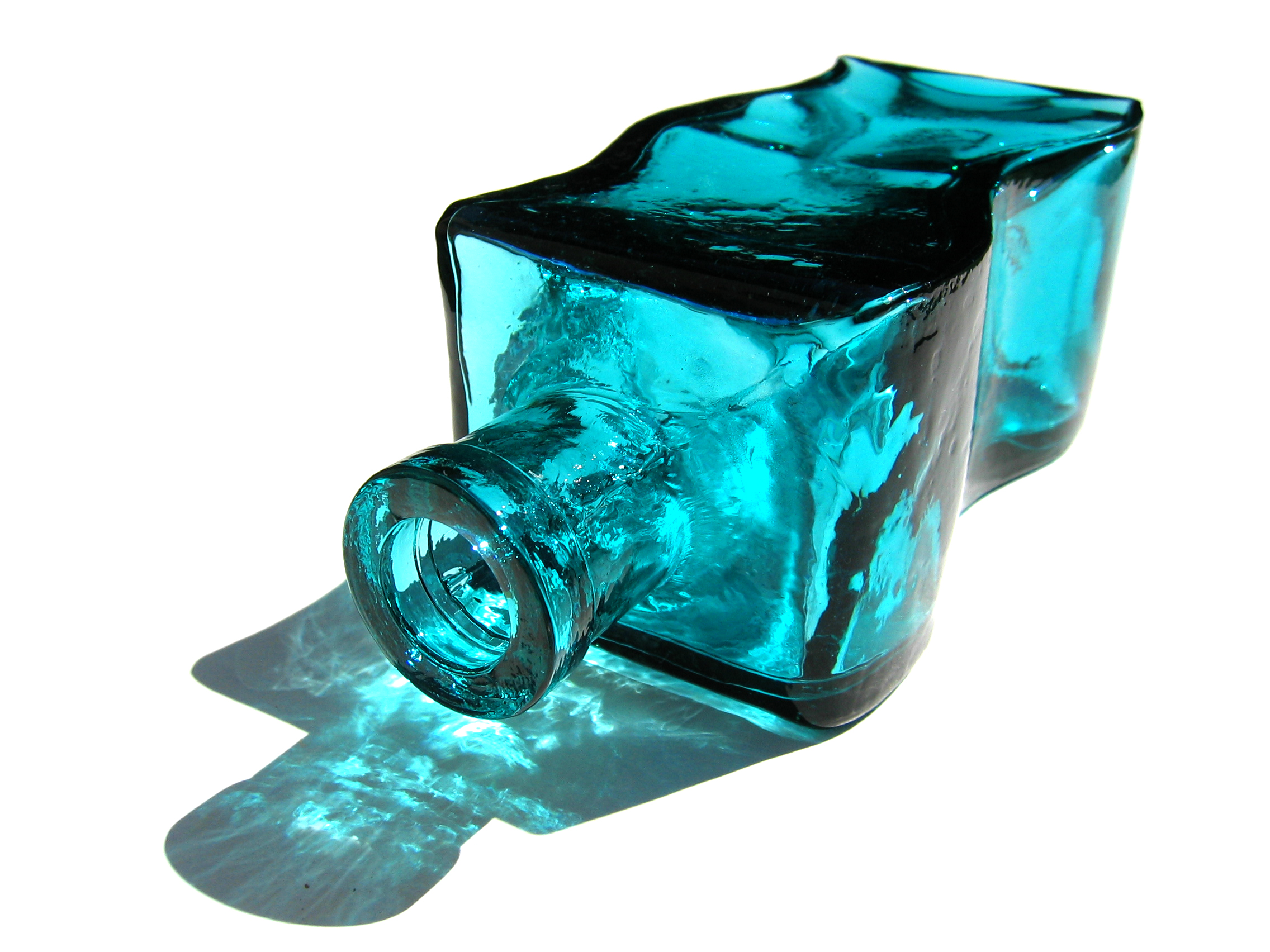
Скляна пляшка
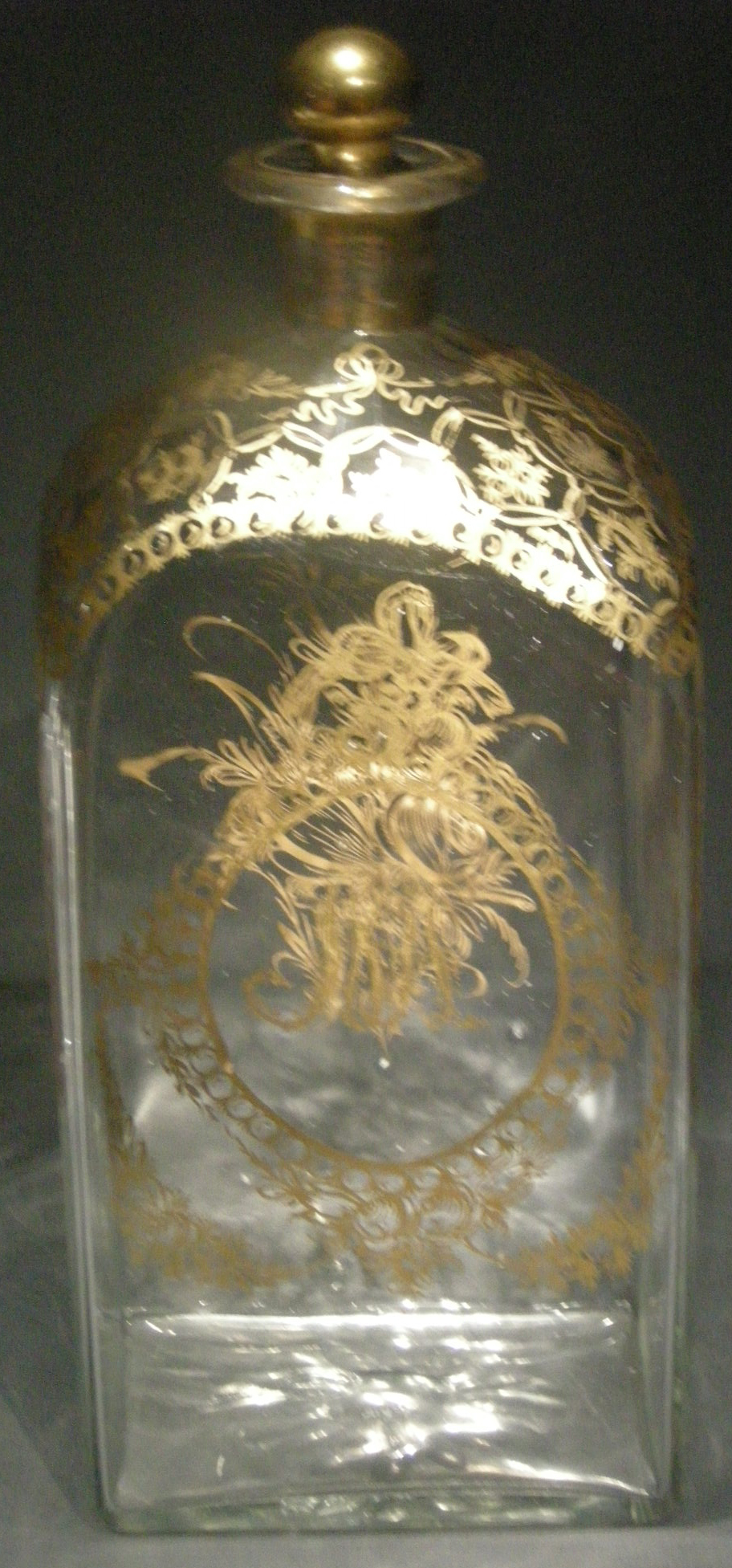
Венеційська скляна пляшка із золоченим орнаментом, XVIII ст.
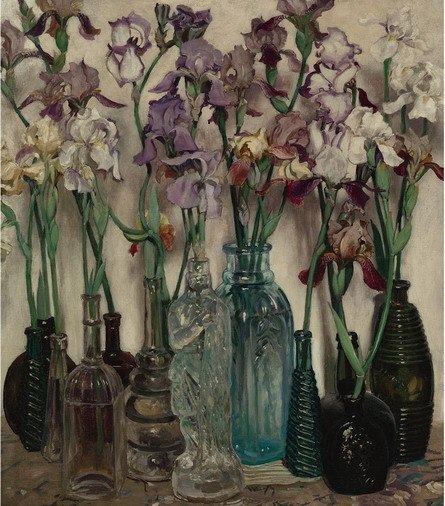
Фредерік Джад Вог. «Нове використання ромових пляшок», 1922, прив. збірка.

## Скло, кришталь, смальта

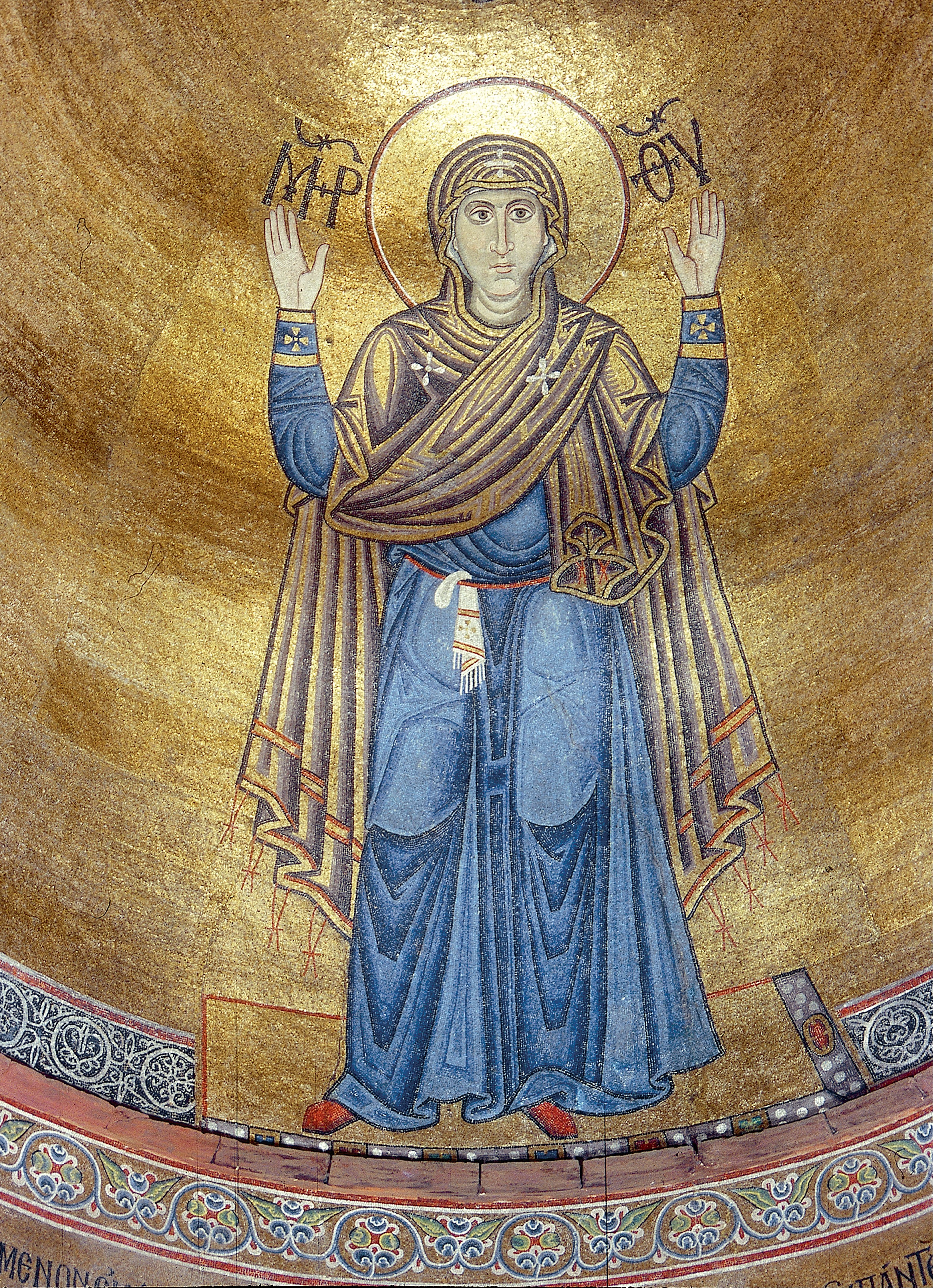
Богоматір Оранта (мозаїчний з використанням смальти образ з собору Київської Софії, Україна.
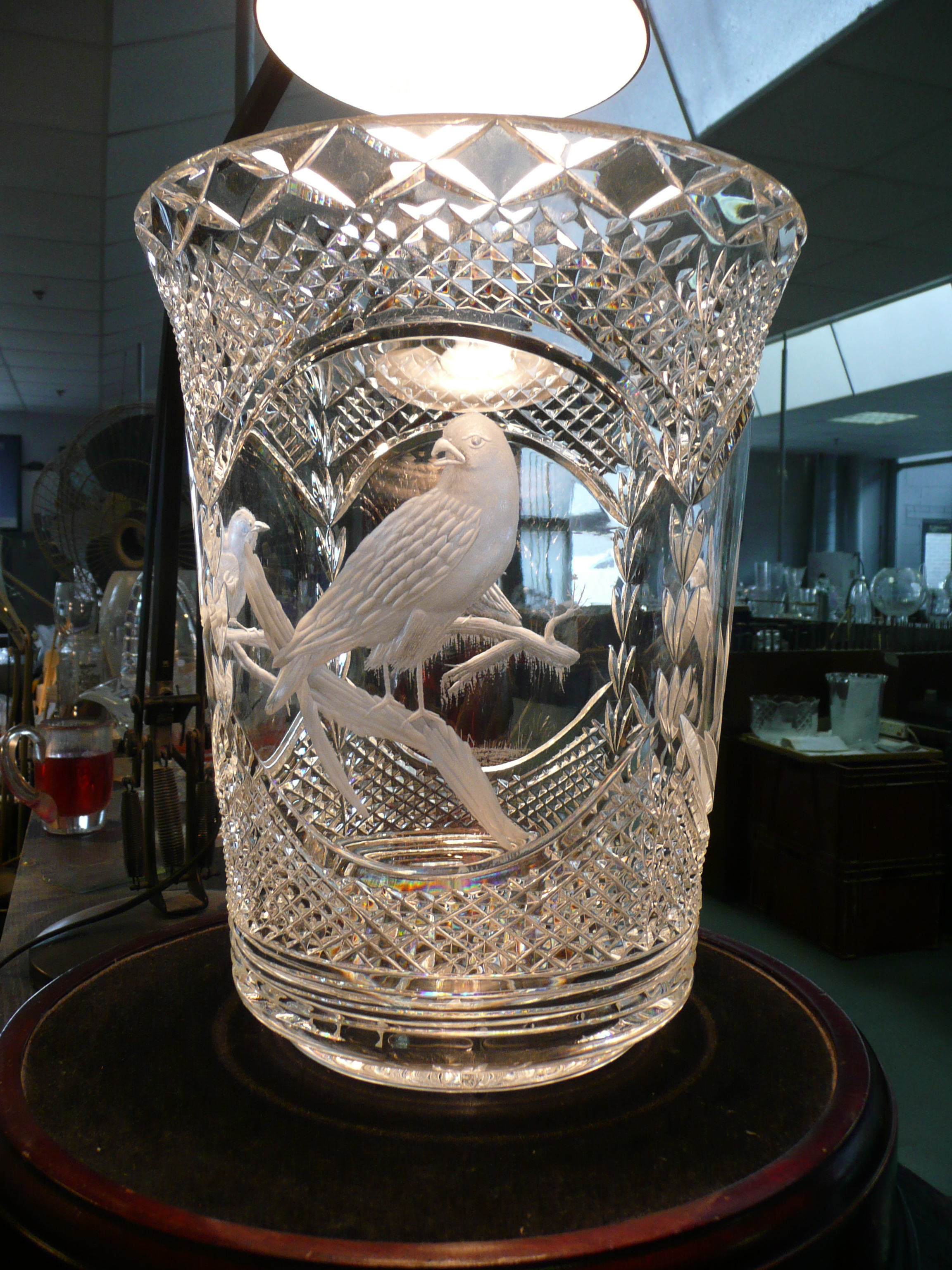
Кришталева ваза
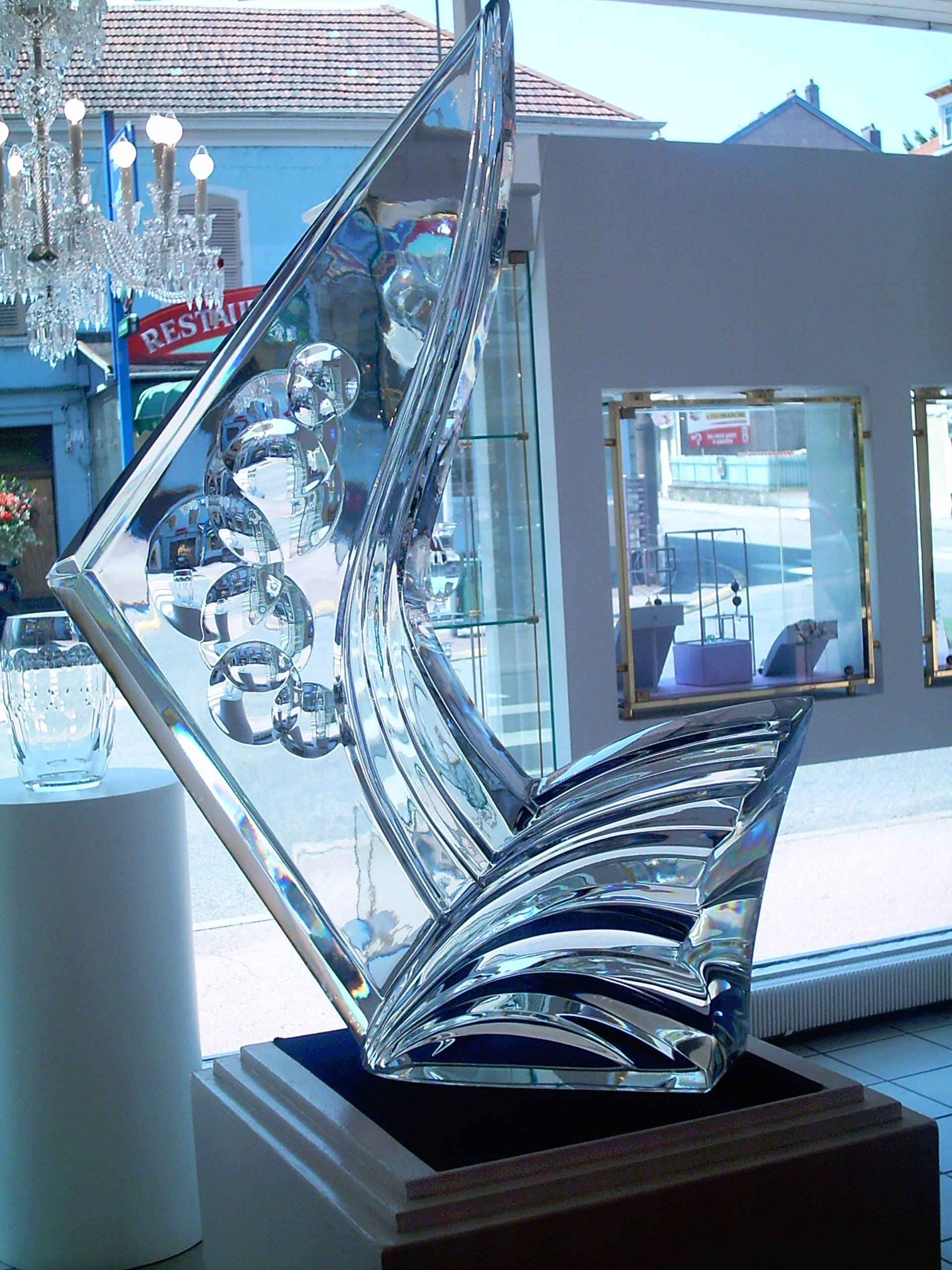
Кришталь баккара

## Зразки флорентійської мозаїки

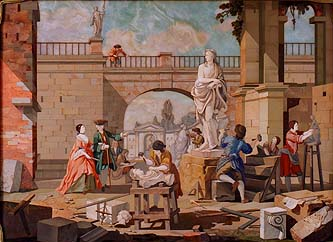
Флорентійська мозаїка. Майстерня скульптора, Гофбург, Німеччина.

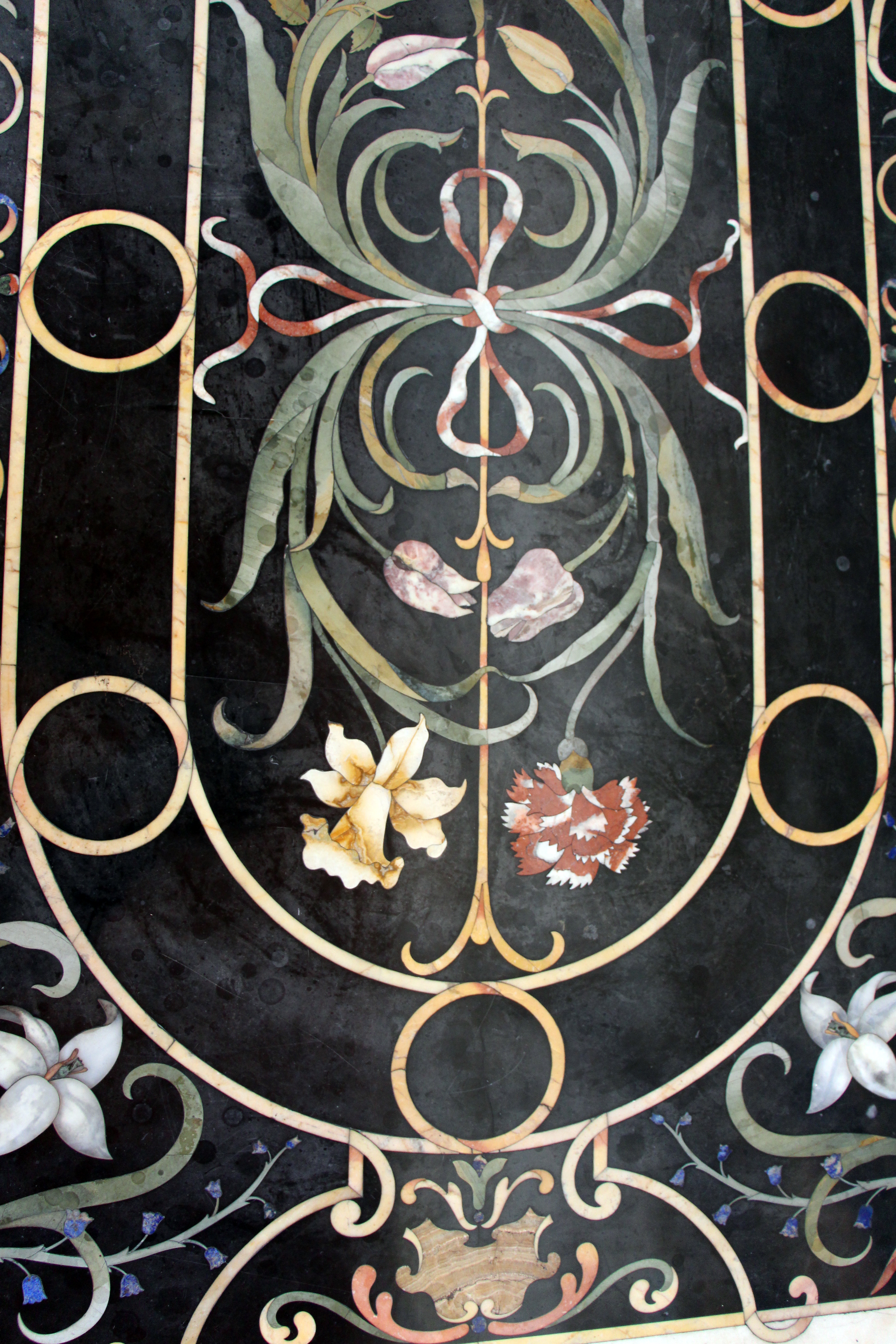
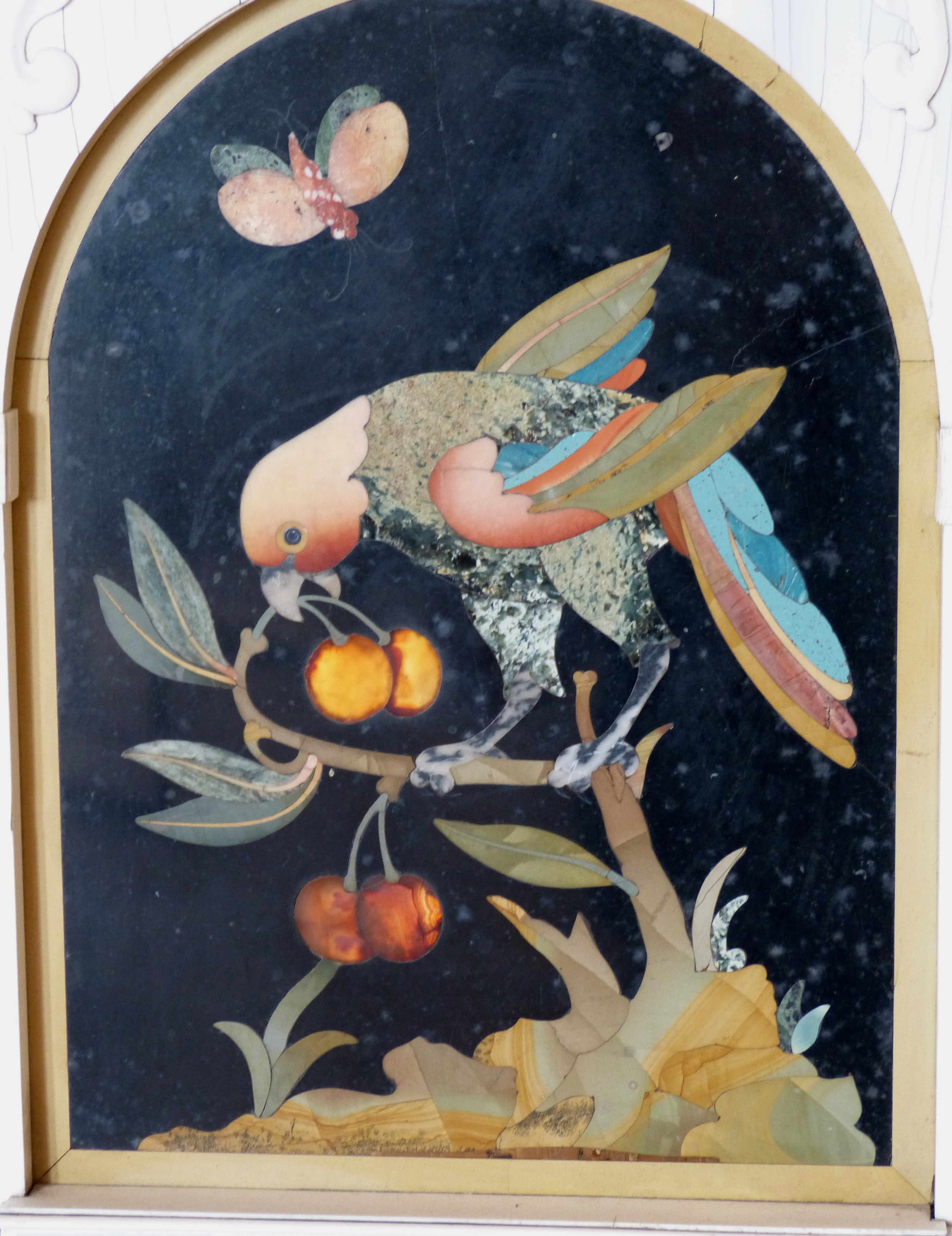
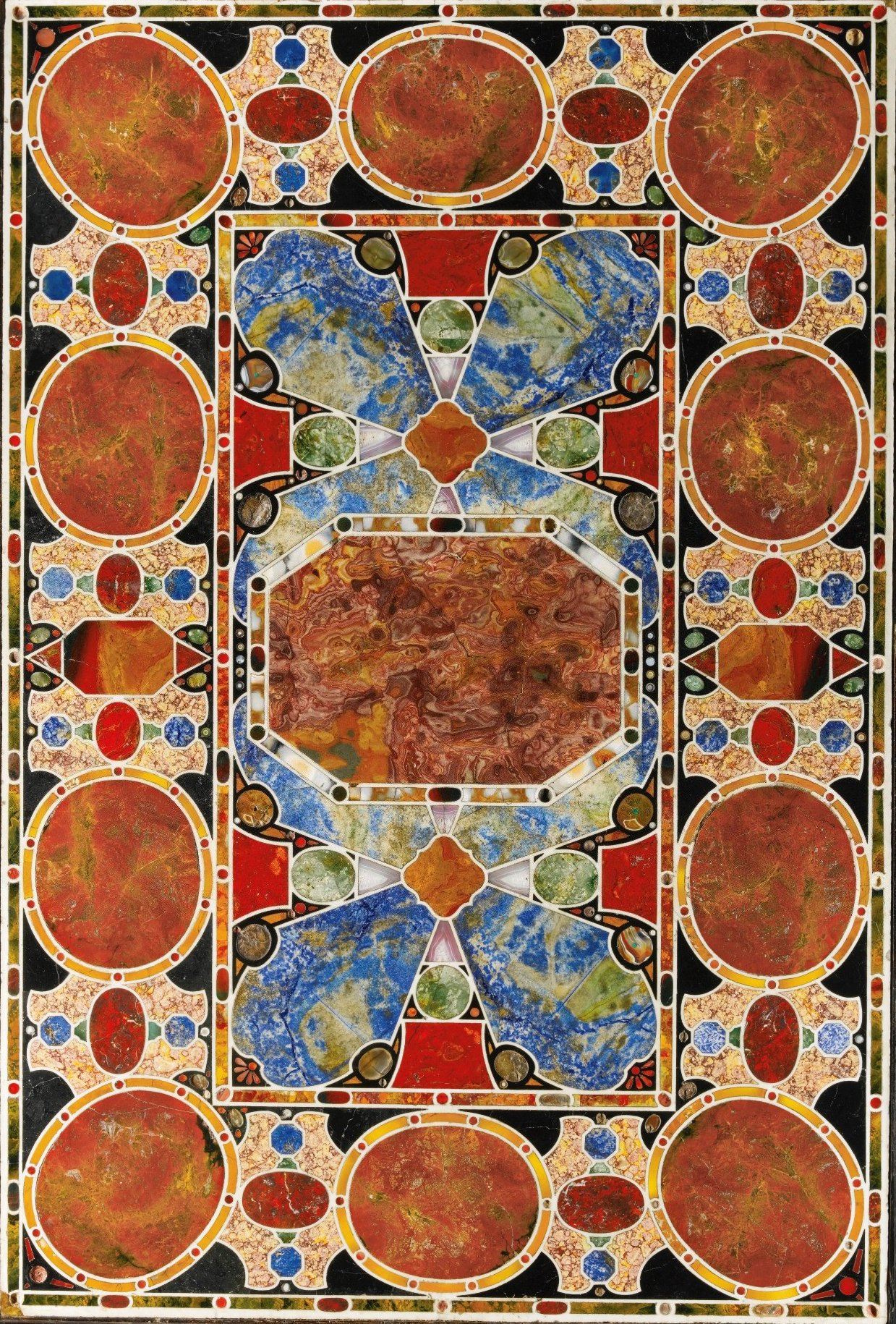
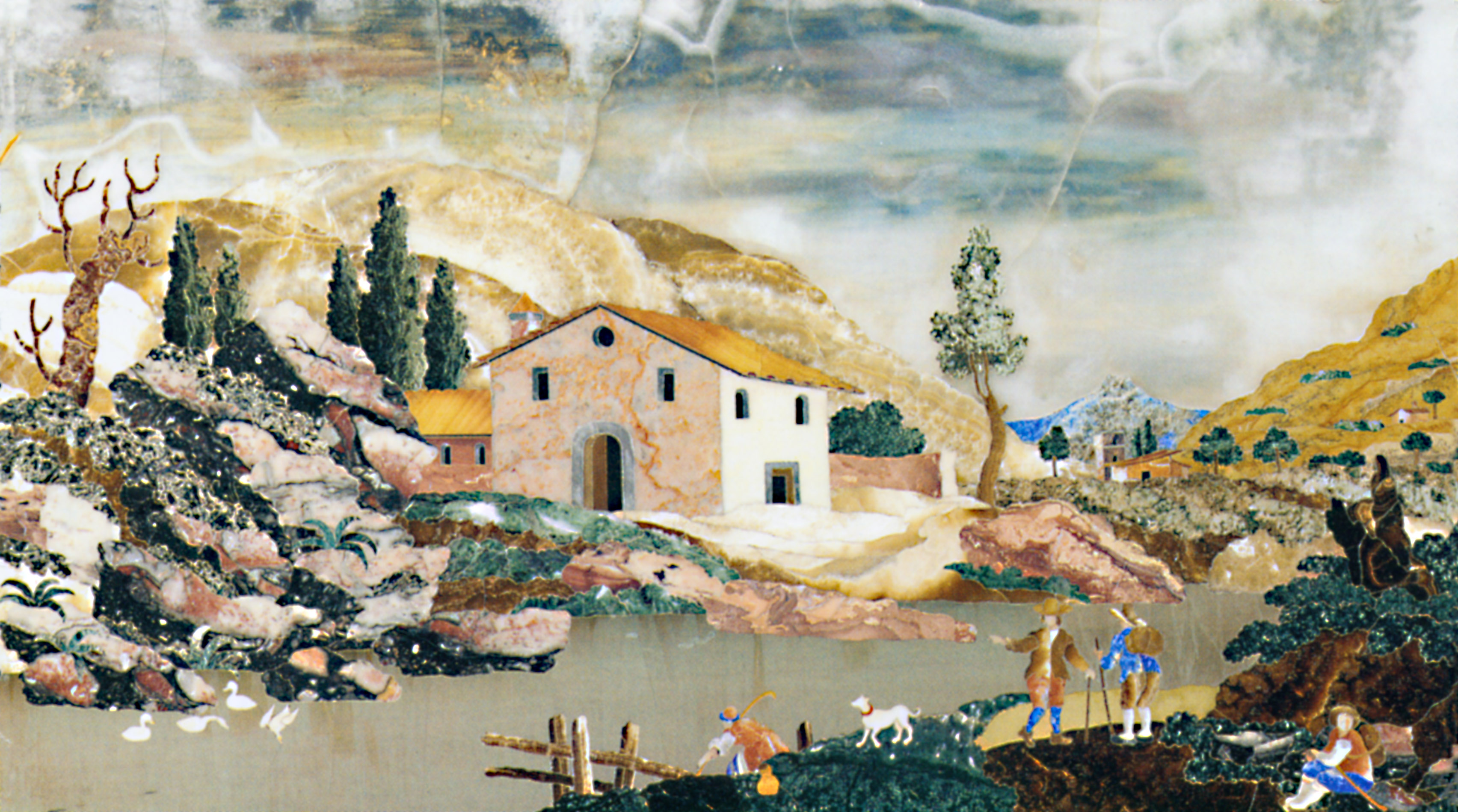

## Вітражі

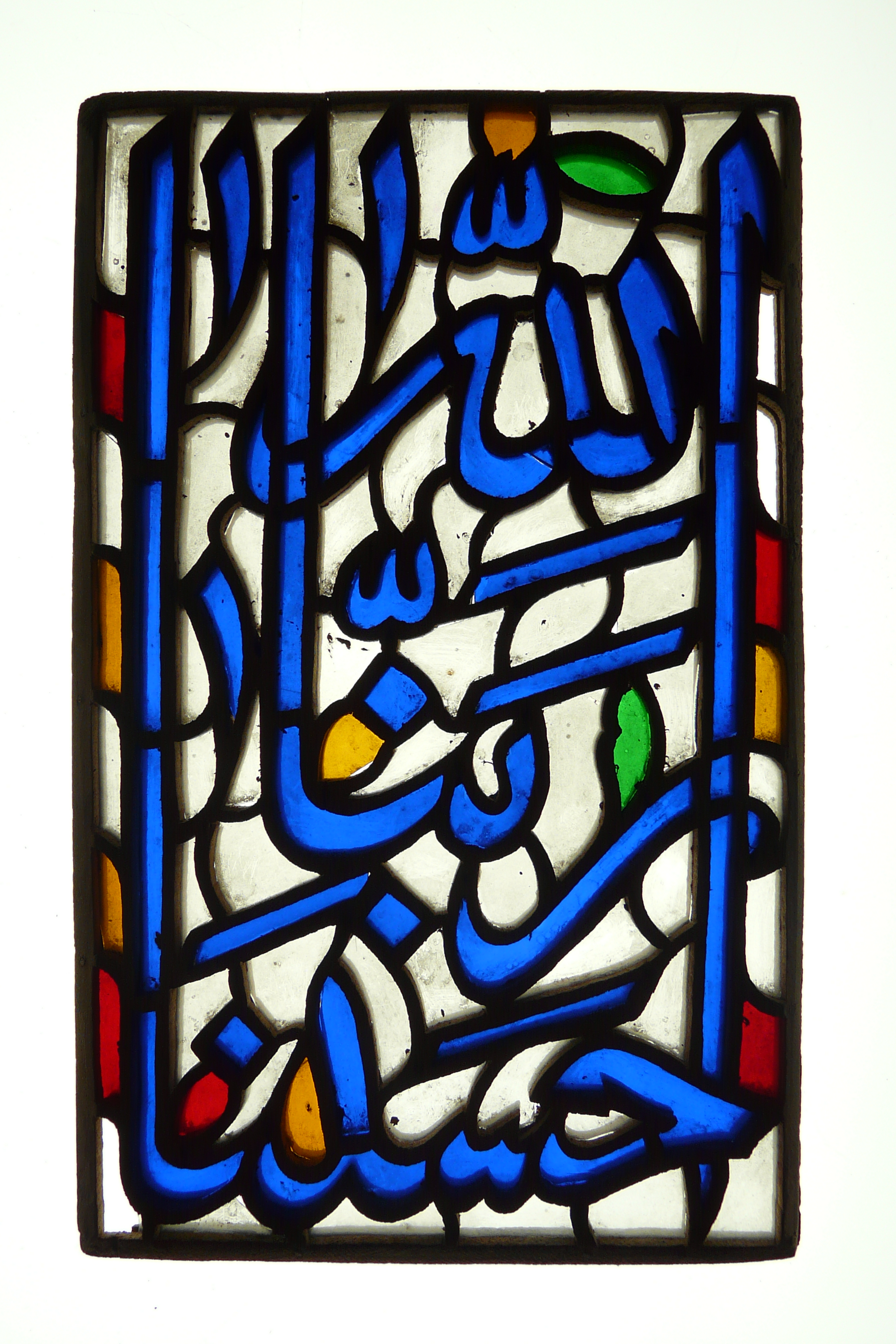
Персія, вітраж з каліграфічним арабським написом
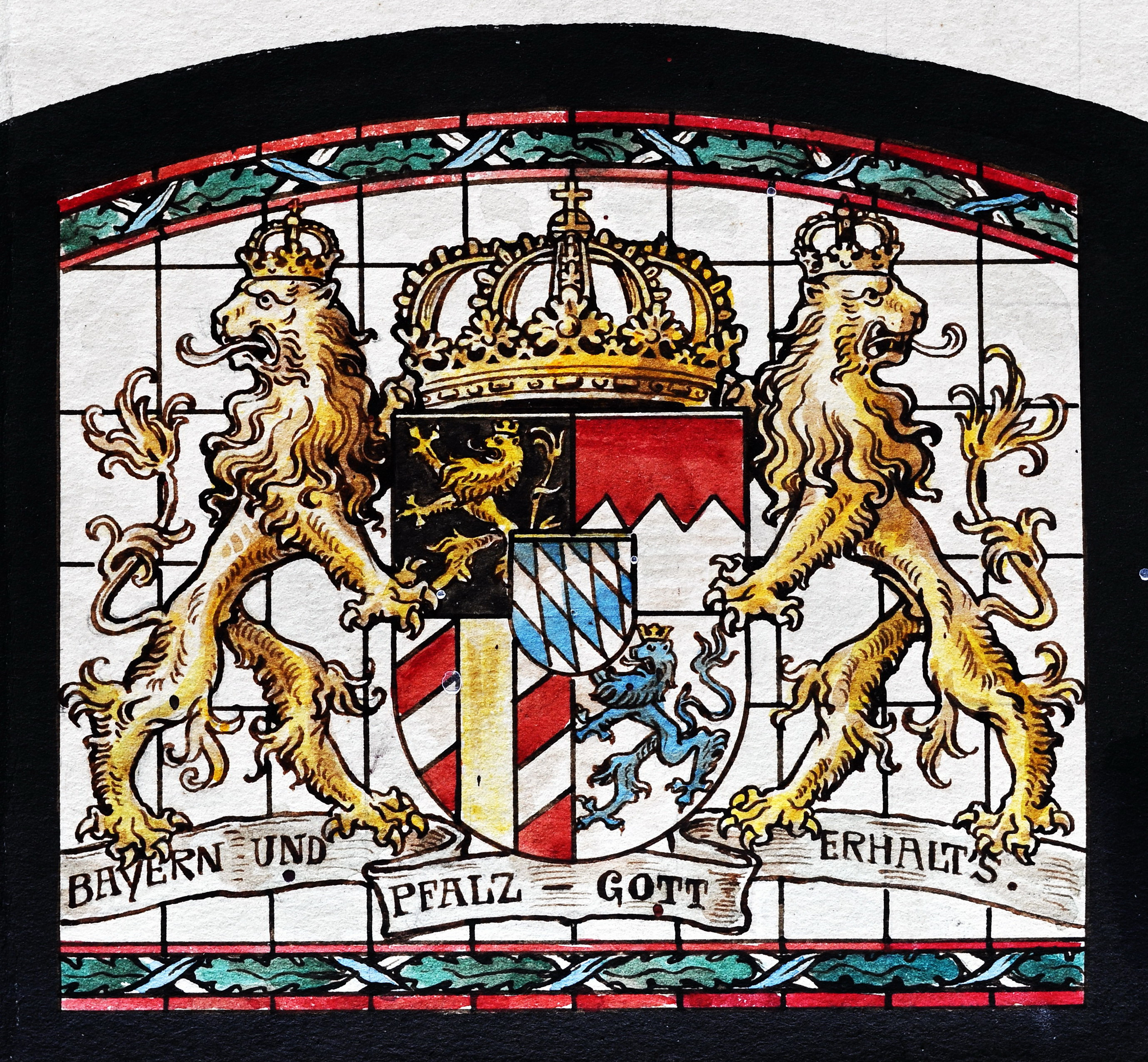
Геральдичний вітраж, Баварія
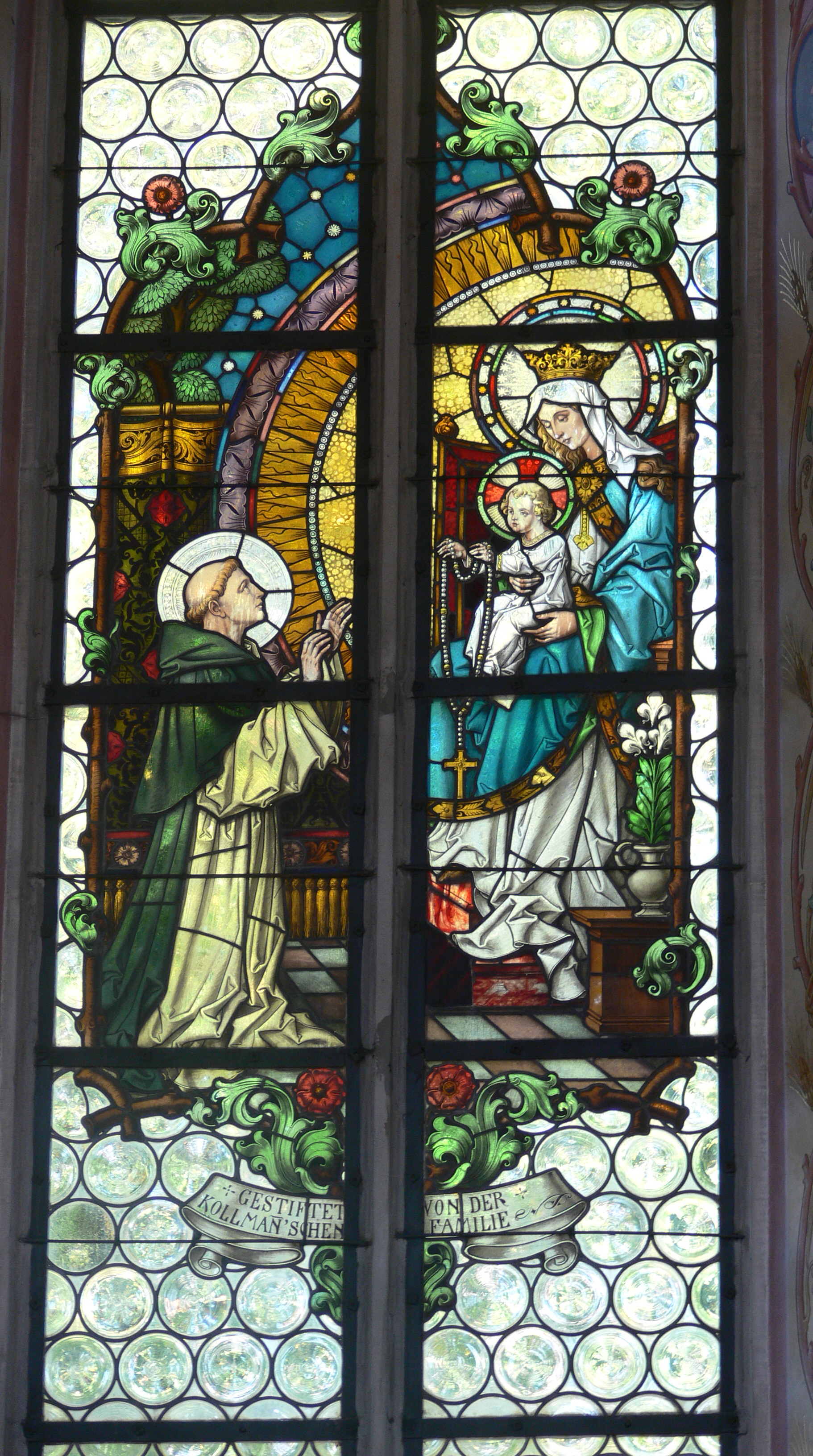
Св. Домінік перед Мадонною

## Мозаїки

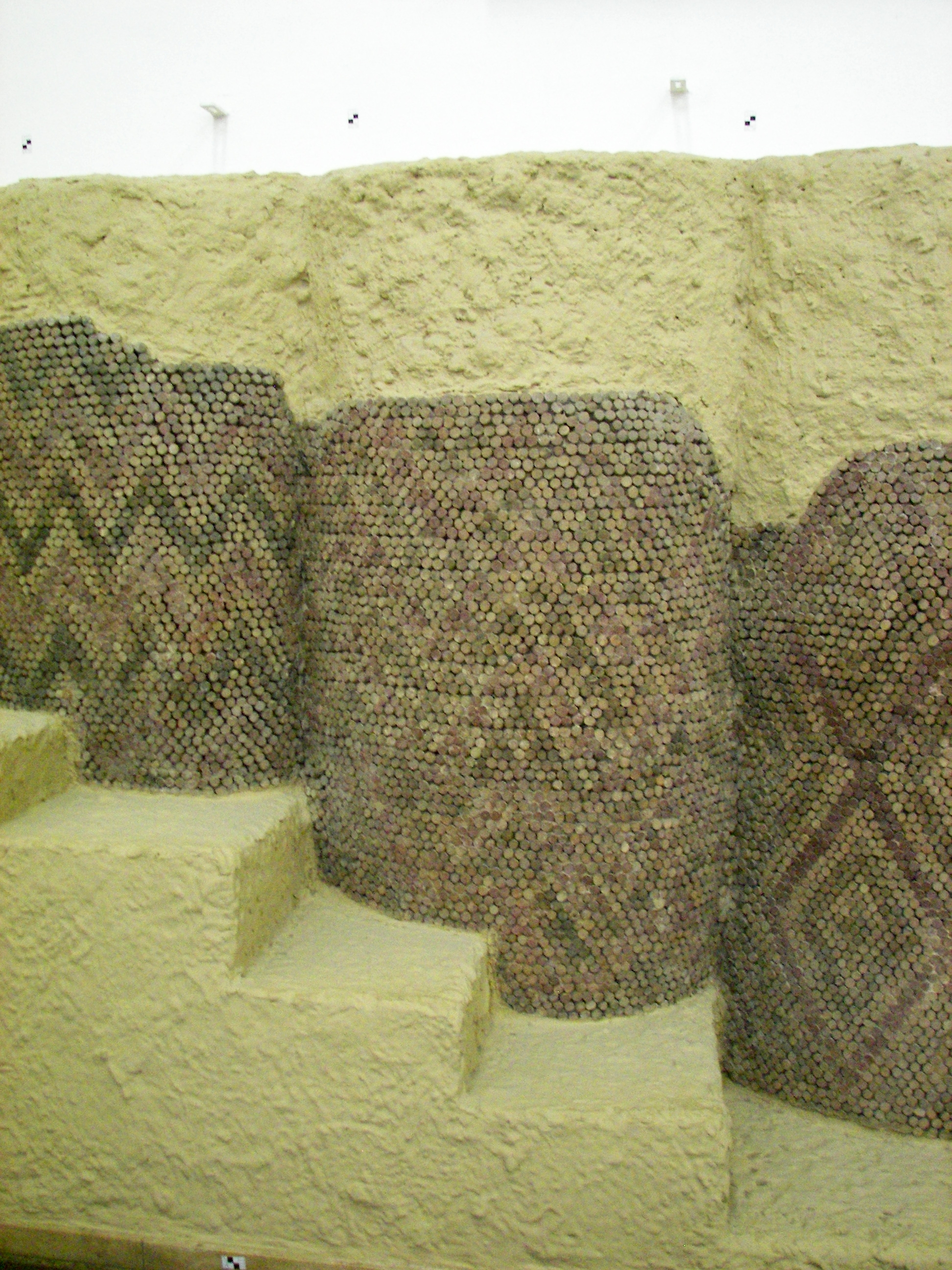
Мозаїка з Уруку, Месопотамія.3 тисячоліття до н.е.
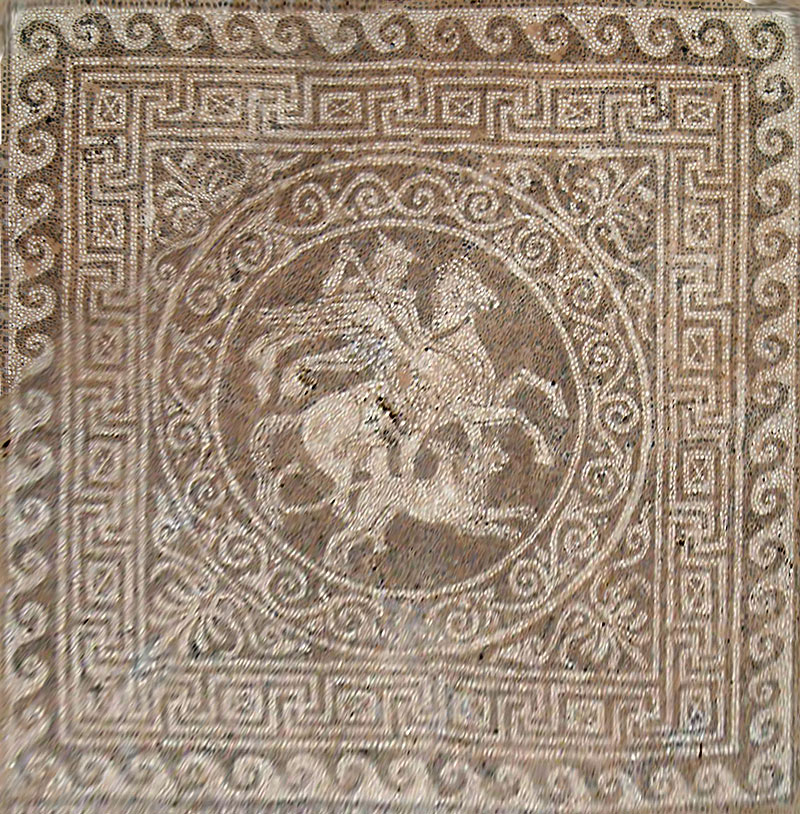
Олінтос, Беллерофонт та химера, антична мозаїка
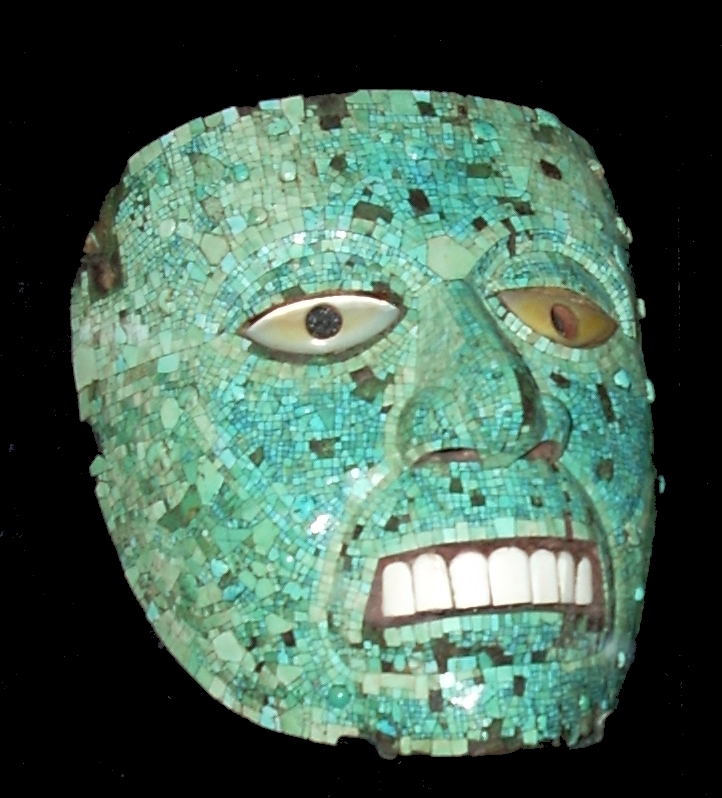
Маска з шматочків нефриту, Британський музей
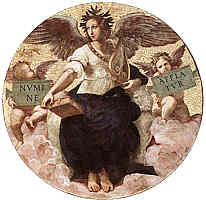
Алегорія Поезії, картон Рафаеля Санті

## Китайські витвори з виробного каміння

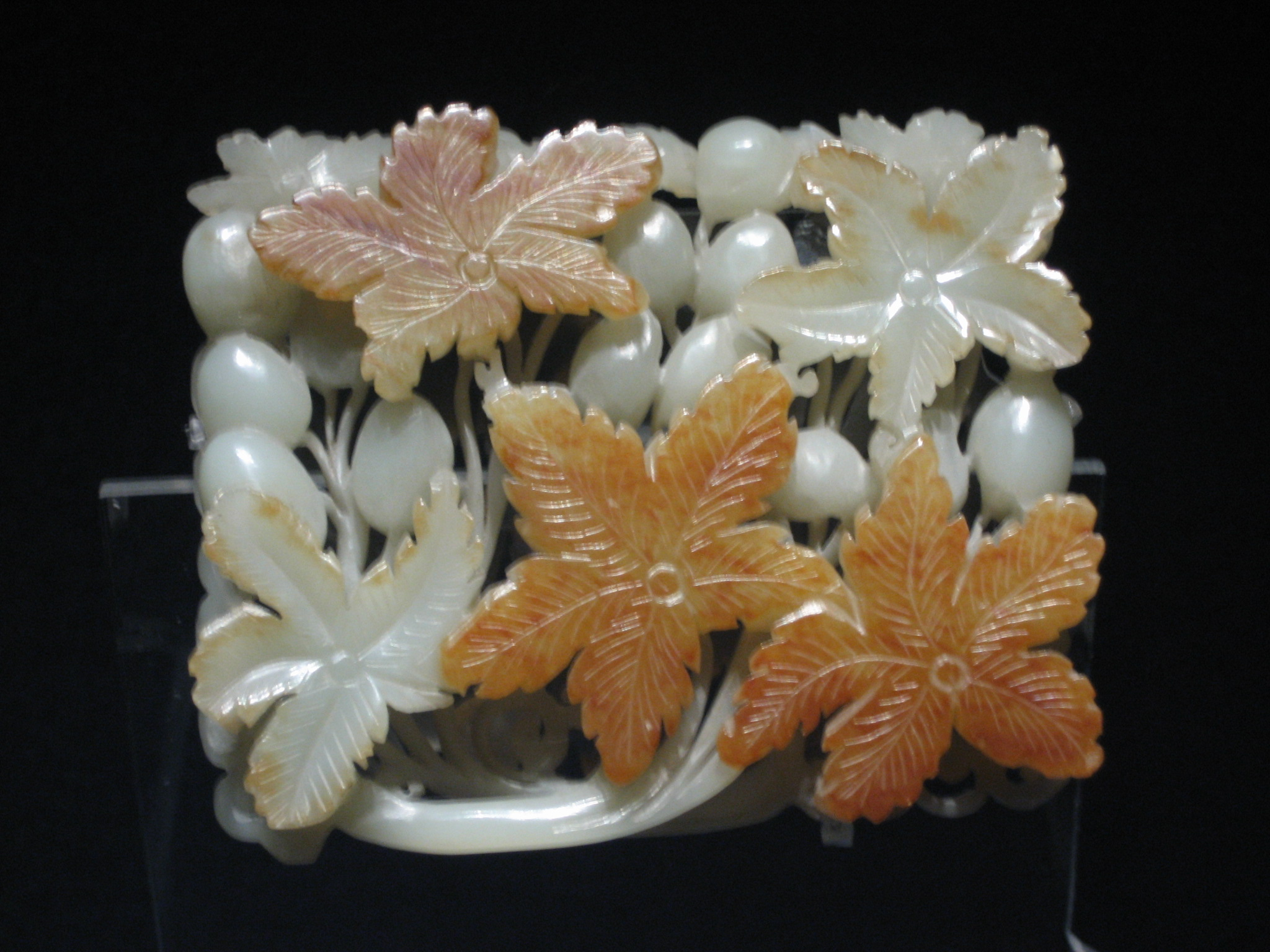
Прикраса, створена із жадеїту, династія Цинь (1115-1234 н.э.), Шанхайский музей
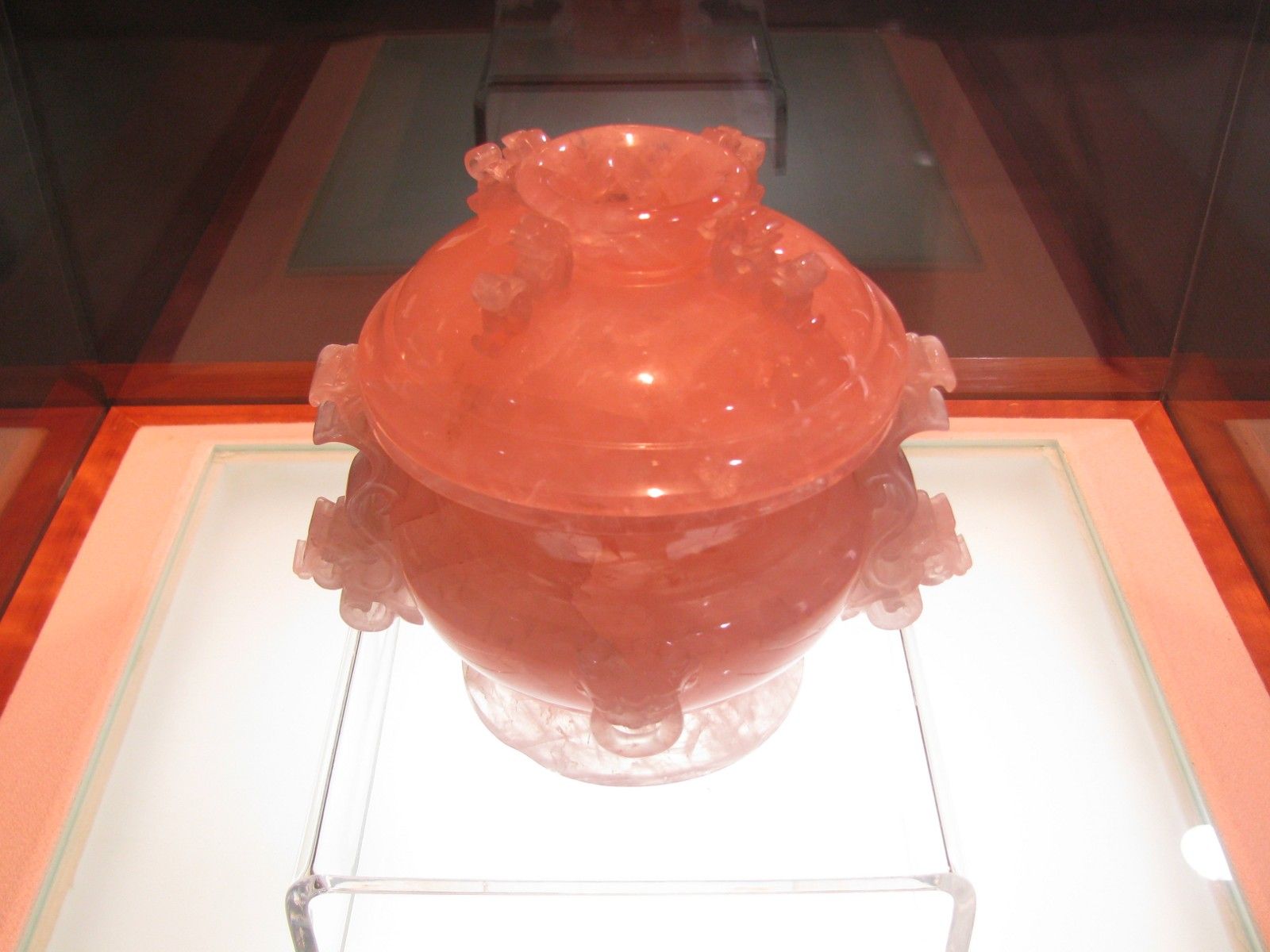
Ваза, рожевий кварц, 1736 - 1795 рр.
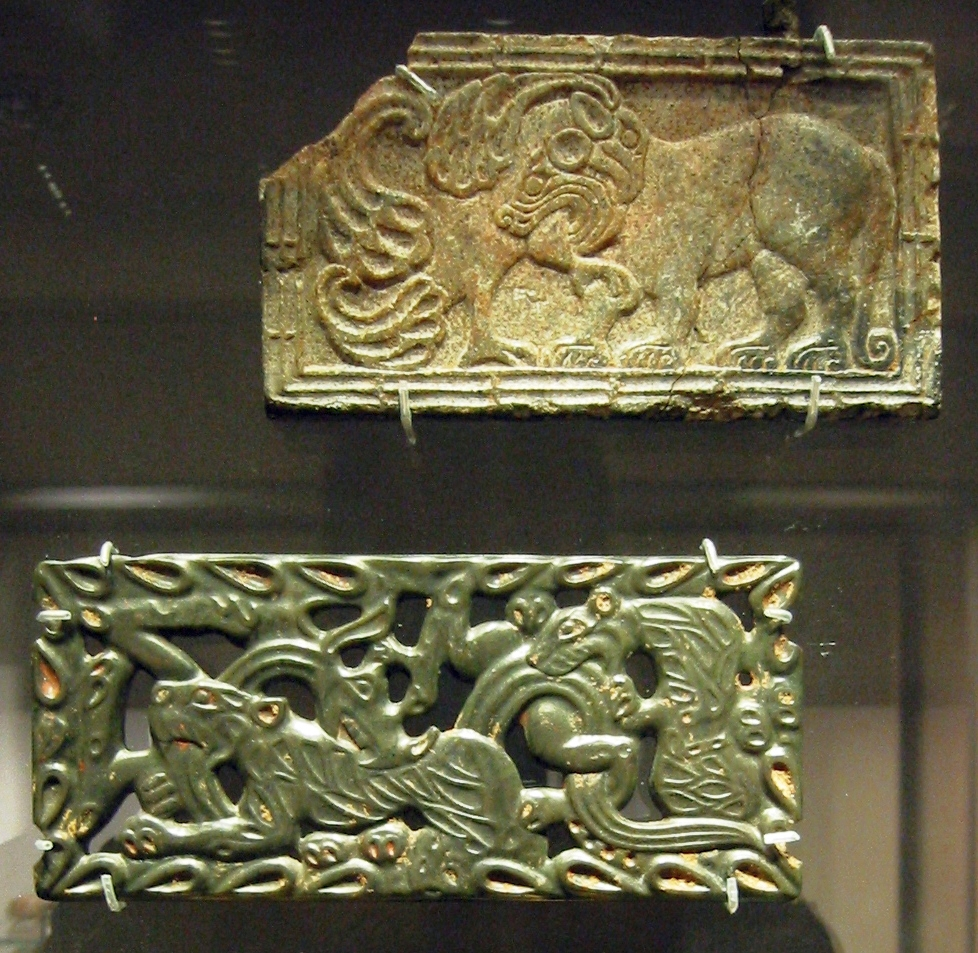
Плакетки з тваринами

## Пластмаси. Алюміній. Мідь

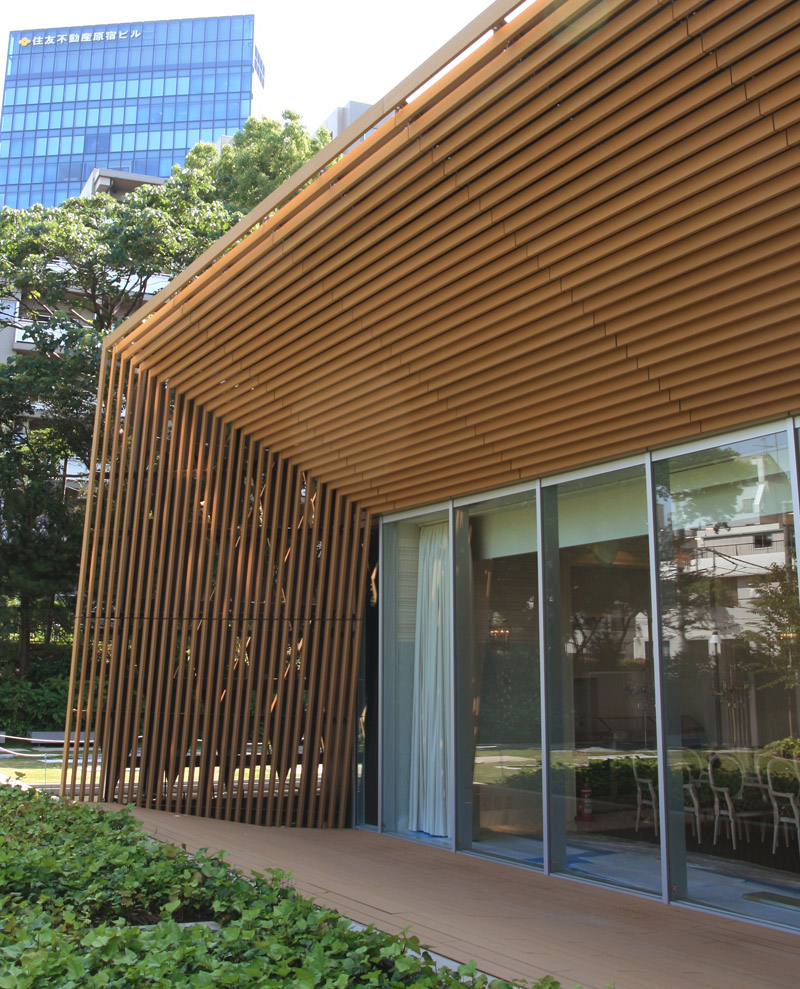
Жалюзі і будівельні матеріали
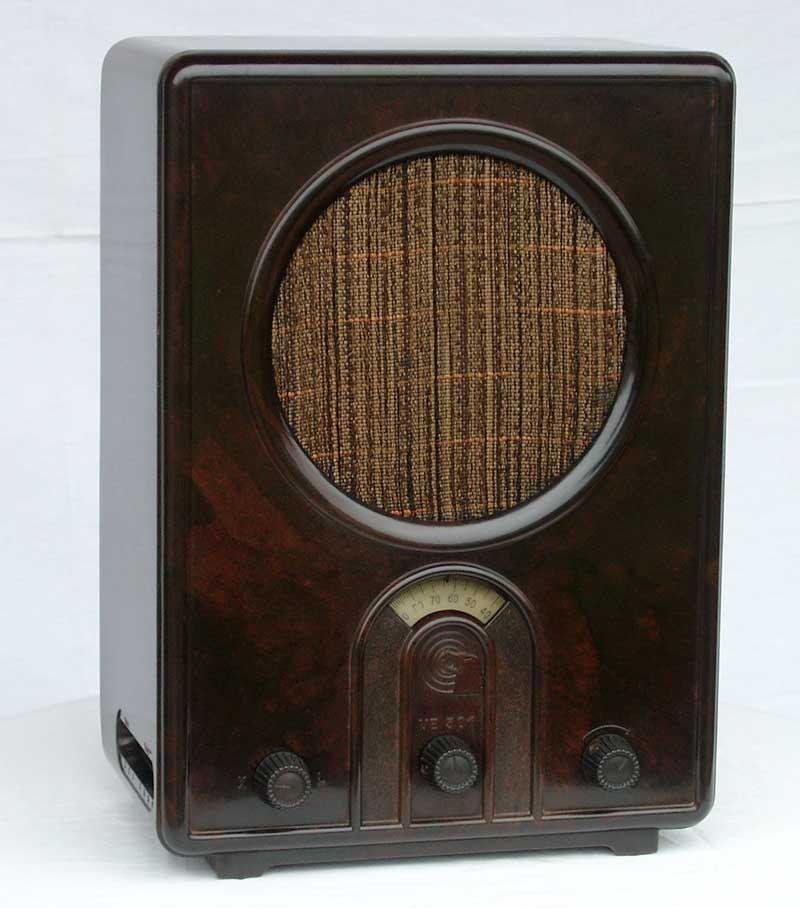
Радіоприймач зразка 1920 року з пластмаси.
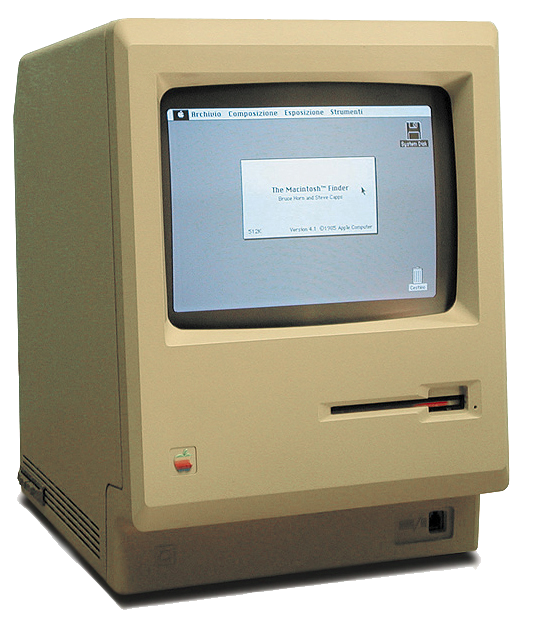
Перший персональний комп'ютер Macintosh 128K. (1984)
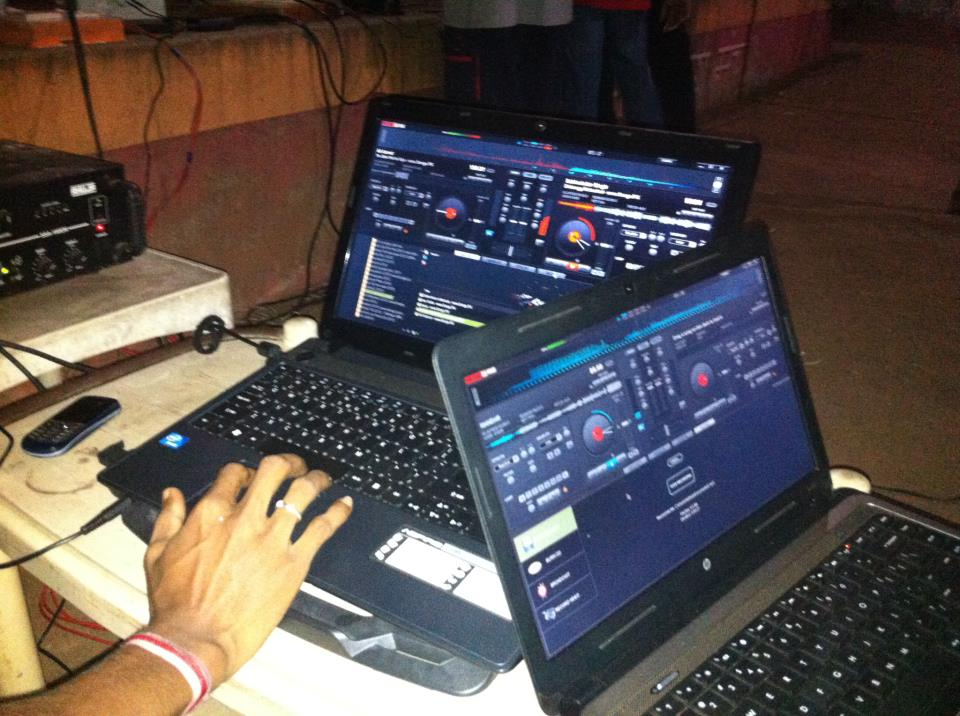
Ноутбуки

## Керамічні пляшки давнини і сучасності

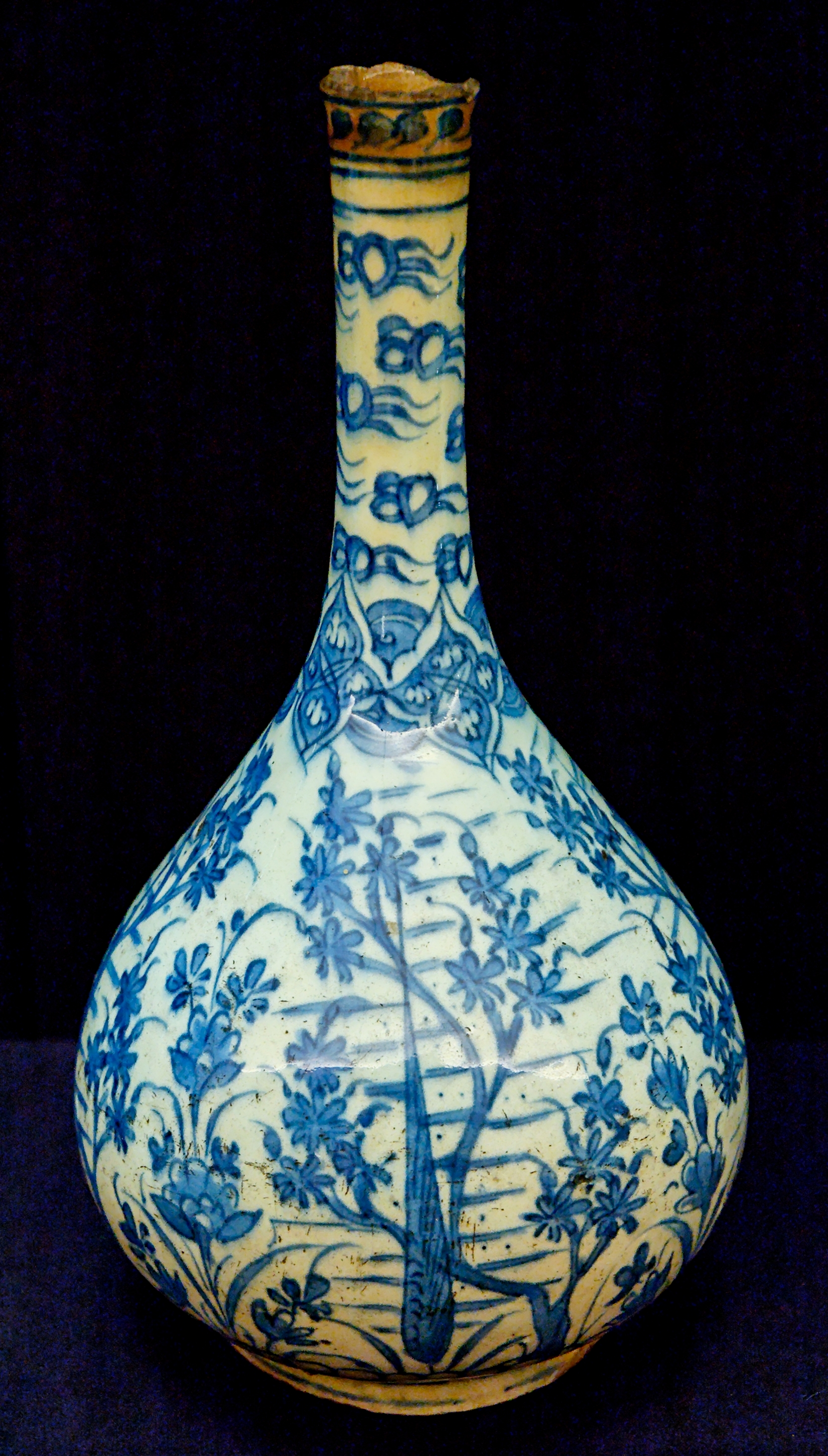
Перська керамічна пляшка з рослинним декором, (Лувр, Париж)
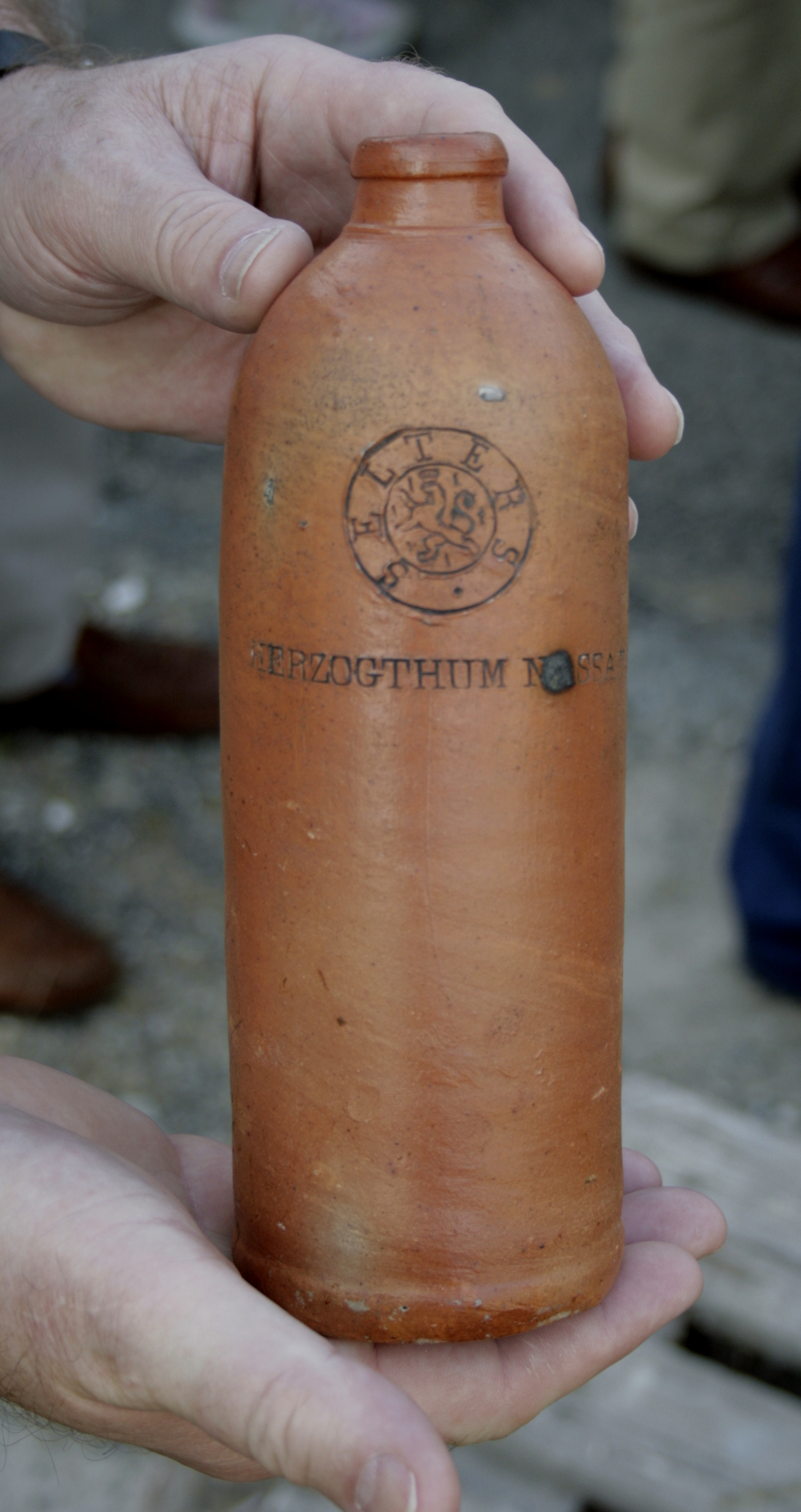
Керамічна пляшка XIX ст. Зельтерська мінеральна вода.
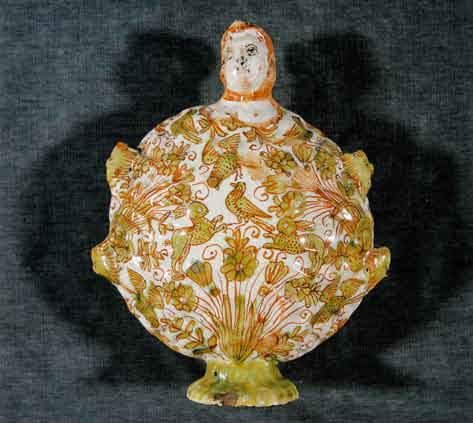
Фаянсова пляшка паломника святими місцями, XVII ст., виробництво міста Дерута, Італія.  Художній музей Сан Пауло, Бразилія.
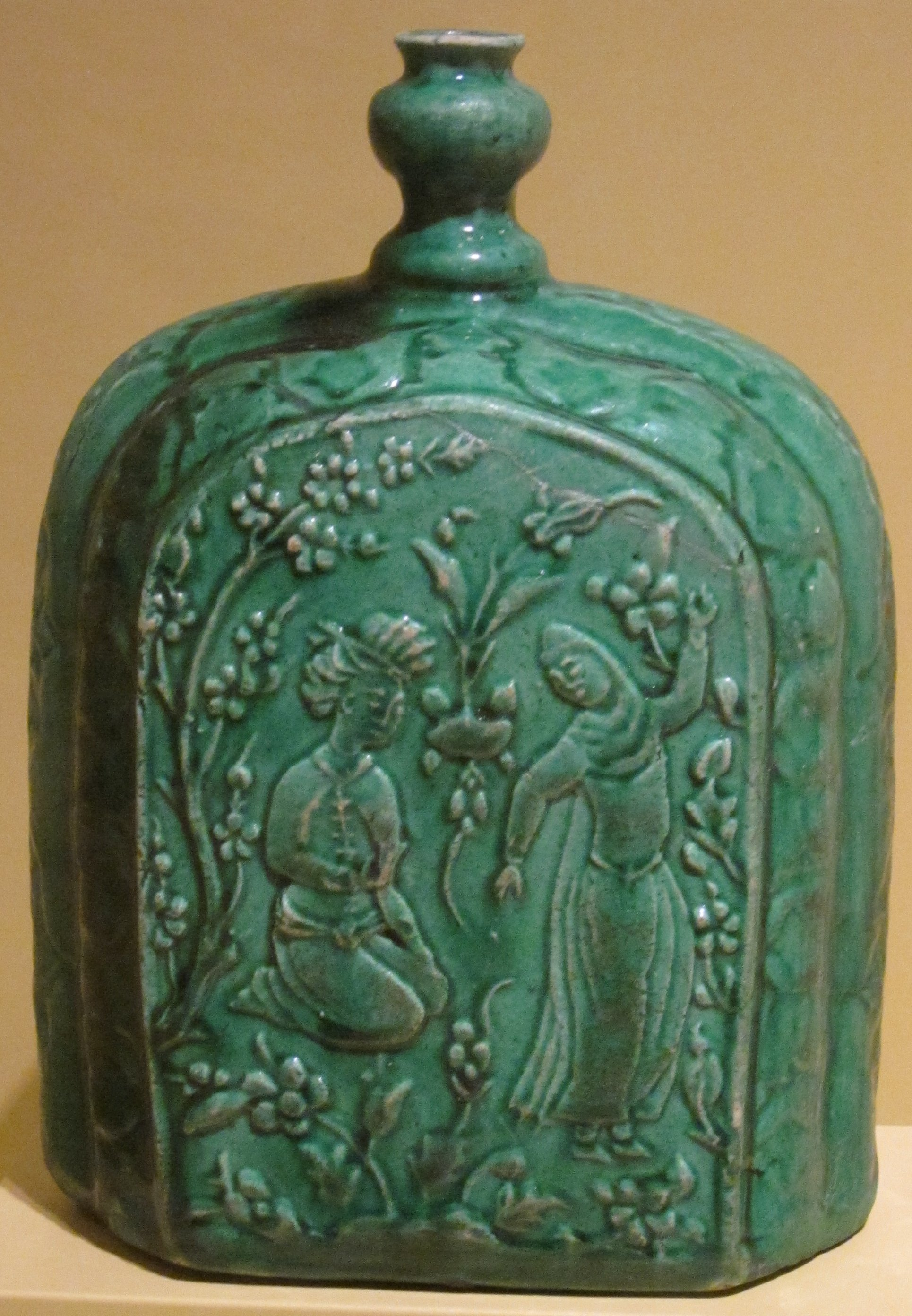
Перська керамічна пляшка з закоханою парою, XVII ст., Гонолулу
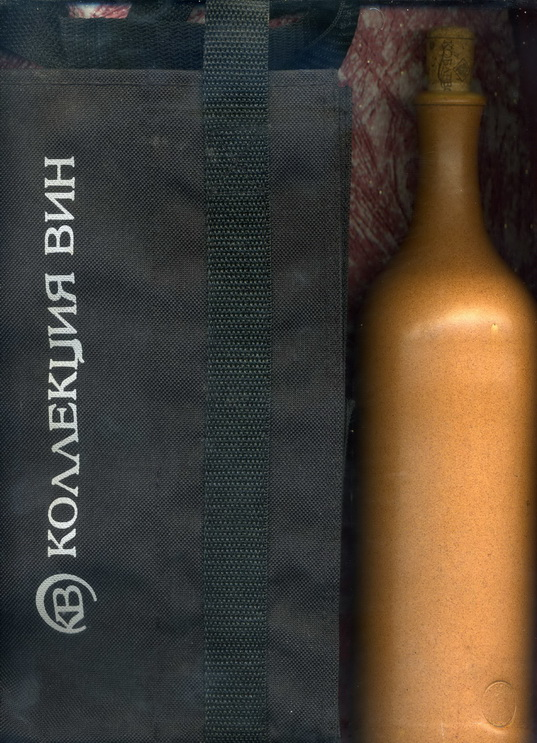
Керамічна пляшка, вино Сапераві, 2005, Грузія.

## Музеї ужиткового мистецтва
Декоративно-ужиткове мистецтво — давно предмет колекціонування. Європейський потяг до всього престижного чи виняткового сприяв появі монографічних чи змішаних колекцій меблів, порцеляни, мережива, виробів зі скла, мозаїк, тощо. Виникли й музеї, що спеціалізуються лише на витворах декоративно-ужиткового мистецтва:
- Музей декоративного мистецтва, Париж,
- Музей Вікторії й Альберта, Лондон
- Регіональний музей кераміки (Дерута), Італія
- Музей етнографії і художнього промислу АН України, Львів
- Національний музей українського народного декоративного мистецтва, Київ
- Національний музей народної архітектури та побуту України, Київ.
- Музей декоративно-ужиткового мистецтва, Відень,
- Всеросійський музей декоративно-ужиткового мистецтва, Москва тощо.
- Музей тканих виробів, м. Козелець, Чернігівська обл., в приміщенні Воскресенської церкви 1866 р. (Україна).
- Музей порцеляни, Флоренція
- Музей килимів (Стамбул)
- Музей мозаїк Зеугми, Туреччина

## Навчальні заклади
- Київський державний інститут декоративно-прикладного мистецтва і дизайну імені Михайла Бойчука
- Львівський державний коледж декоративного і ужиткового мистецтва імені Івана Труша